# Țările de Jos
Țările de Jos (în neerlandeză Nederland pronunțatⓘ), informal Olanda, este o țară situată în Europa de Vest cu teritorii în Caraibe. Este cea mai mare dintre cele patru țări constituente ale Regatului Țărilor de Jos. (în neerlandeză: het Koninkrijk der Nederlanden).
În Europa, Țările de Jos este formată din douăsprezece provincii, care se învecinează cu Germania la est, Belgia la sud și Marea Nordului la nord-vest, având granițe maritime în Marea Nordului cu acele țări și cu Regatul Unit. În Caraibe, este formată din trei comune speciale: insulele Bonaire, Sint Eustatius și Saba. Limba oficială a țării este neerlandeza, frizona occidentală⁠(d) fiind limbă oficială secundară în provincia Friesland, iar engleza și papiamento fiind limbi oficiale secundare în Țările de Jos Caraibiene. Saxona de jos neerlandeză⁠(d) și limburgheza sunt limbi regionale recunoscute (vorbite în est și, respectiv, sud-est), în timp ce limbajul olandez al semnelor⁠(d), Sinte Romani⁠(d) și idișul sunt limbi neteritoriale recunoscute.
Cele mai mari patru orașe din Țările de Jos sunt Amsterdam, Rotterdam, Haga și Utrecht. Amsterdam este cel mai populat oraș și capitala nominală a țării, timp ce la Haga se află sediul Stărilor Generale⁠(d), al Cabinetului⁠(d) și al Curții Supreme⁠(d). Portul Rotterdam este cel mai aglomerat port maritim din Europa. Aeroportul Amsterdam Schiphol este cel mai aglomerat aeroport din Țările de Jos și al treilea cel mai aglomerat din Europa. Țara este membră fondatoare a Uniunii Europene, a zonei euro, a G10⁠(d), NATO, OCDE și OMC, precum și o parte a spațiului Schengen și a Uniunii trilaterale Benelux. Ea găzduiește mai multe organizații interguvernamentale și tribunale internaționale, multe dintre acestea fiind centrate în Haga, care este, prin urmare, numită „capitala legală a lumii”.
Denumirea de Țările de Jos face referire la altitudinea sa joasă și relieful plat, doar aproximativ 50% din teritoriul său depășind 1 m deasupra nivelului mării și aproape 26% fiind sub nivelul mării. Majoritatea zonelor de sub nivelul mării, cunoscute sub numele de poldere, sunt rezultatul proiectului de desecare început în secolul al XIV-lea⁠(d). În mod colocvial sau informal, Țările de Jos este denumită ocazional Pars pro toto⁠(d) Holland („Olanda”). În perioada republicană, care a început în 1588, Țările de Jos a intrat într-o eră unică de măreție politică, economică și culturală, înscriindu-se printre cele mai puternice și influente țări din Europa și din lume; această perioadă este cunoscută sub numele de Epoca de Aur Neerlandeză. În acest timp, companiile sale comerciale, Compania Neerlandeză a Indiilor de Est și Compania Neerlandeză a Indiilor de Vest, au înființat colonii și puncte comerciale în întreaga lume.
Cu o populație de 17,5 milioane de oameni, toți trăind pe o suprafață totală de aproximativ 41.800 km² — din care suprafata uscatului este de 33.500 km² — Țările de Jos este a 16-a cea mai dens populată țară din lume și a doua cea mai dens populată țară din Uniunea Europeană, cu o densitate de 523 loc/km². Cu toate acestea, este al doilea exportator mondial de produse alimentare și agricole după valoare, datorită solului fertil⁠(d), climei blânde, agriculturii intensive și inventivității⁠(d).
Țările de Jos este o monarhie constituțională parlamentară cu o structură unitară din 1848. Țara are o tradiție de pilarizare⁠(d) și un istoric îndelungat de toleranță socială, a legalizat avortul, prostituția⁠(d) și eutanasia umană⁠(d), împreună cu menținerea unei politici liberale în materie de droguri. Țările de Jos a abolit pedeapsa cu moartea⁠(d) în dreptul civil în 1870, deși nu a fost complet eliminată până când a fost aprobată o nouă constituție în 1983. Țările de Jos a permis femeilor să voteze⁠(d) din 1919, înainte de a deveni prima țară din lume care a legalizat căsătoria între persoane de același sex în 2001. Economia sa avansată de piață mixtă a avut al unsprezecelea cel mai mare venit pe cap de locuitor⁠(d) la nivel global. Țările de Jos se clasează printre primele în lume după indicii internaționali ai libertății presei, libertății economice, dezvoltării umane și calității vieții⁠(d), precum și la fericire. În 2020, s-a clasat pe locul opt în indicele de dezvoltare umană și, în 2021, pe locul cinci în Indicele Mondial al Fericirii⁠(d).

## Etimologie
Istoria turbulentă a Țărilor de Jos și schimbările de putere au dus la excepțional de multe și variate nume în diferite limbi. Există diversitate chiar și în cadrul limbilor. În română, Țările de Jos se mai numesc și Olanda, care ar fi o parte a mai marii regiuni a Țărilor de Jos, în timp ce termenul „neerlandez” este folosit ca demonim și formă adjectivală.

### Statul și regiunea Țărilor de Jos
Regiunea mai largă numită Țările de Jos (și care cuprinde Belgia, Țările de Jos și Luxemburg) are aceeași toponimie. Numele de locuri cu Neder, Nieder, Nedre, Nether, Lage(r) sau Low(er) (în limbile germanice) și Bas, Inferior sau de Jos (în limbile romanice) sunt folosite în toată Europa pentru zonele aflate la altitudini mai mici. Ele sunt uneori folosite într-o relație deictică în raport cu o zonă mai înaltă, indicată ca de Sus, Super(ior), Up(per), Op(per), Ober, Boven, High, Haut sau Hoch. În cazul Țărilor de Jos, locația geografică a regiunii inferioare este mai mult sau mai puțin cea aflată în aval și în apropierea mării. Localizarea geografică a regiunii superioare corespunzătoare s-a schimbat însă enorm de-a lungul timpului, în funcție de locația puterii economice și militare care guverna Țările de Jos. Romanii făceau o distincție între provinciile romane din aval — Germania Inferior (în prezent parte a Belgiei și Țărilor de Jos), și din amonte — Germania Superior (azi parte a Germaniei). Denumirea „de Jos” pentru a se referi la regiune revine din nou la Ducatul Lotharingiei Inferioare din secolul al X-lea, care acoperea o mare parte din Țările de Jos. Dar de această dată regiunea superioară corespunzătoare este Lorena Superioară, din nordul Franței de astăzi.
Ducii de Burgundia⁠(d), care domneau din reședința lor din Țările de Jos în secolul al XV-lea, au folosit termenul les pays de par deçà („ținuturile de aici”) pentru Țările de Jos, spre deosebire de les pays de par delà („ținuturile de acolo") pentru patria lor inițială: Burgundia din actuala Franță central-estică. Sub stăpânirea habsburgică⁠(d), Les pays de par deçà s-a dezvoltat în pays d'embas („ținuturile de aici jos”), o expresie deictică în relație cu alte posesiuni habsburgice precum Ungaria și Austria. Acesta a fost tradus ca Neder-landen în documentele oficiale neerlandeze contemporane. Din punct de vedere regional, Niderlant a fost și zona dintre Meuse și Rinul inferior în Evul Mediu târziu. Zona cunoscută sub numele de Oberland (Țara de Sus) era în acest context deictic considerată a începe aproximativ la Köln.
De la mijlocul secolului al XVI-lea, denumirea de „Țările de Jos” și-a pierdut înțelesul deictic inițial. Erau probabil cele mai des folosite nume, în afară de Flandra, un Pars pro toto⁠(d) pentru toată regiunea Țărilor de Jos, în special în Europa vorbitoare de limbi romanice. Războiul de Optzeci de Ani (1568–1648) a împărțit Țările de Jos într-o Republică Olandeză independentă în nord (sau latinizat⁠(d) Belgica Foederata, „Țările de Jos Federate”, statul precursor al Țărilor de Jos actuale) și niște Țări de Jos Meridionale controlate de Spania (latinizat Belgica Regia, „Țările de Jos regale”, statul precursor al Belgiei). Ca regiune, Țările de Jos este o denumire care include actualele state Țările de Jos, Belgia și Luxemburg, deși în majoritatea limbilor romanice, termenul „Țările de Jos” este folosit în mod specific doar pentru țara denumită oficial astfel. Pentru regiune, se preferă mai mult termenul mai neutru și geopolitic Benelux.

### Olanda
În mai multe limbi, inclusiv în română, Țărilor de Jos li se mai spune, colocvial, și Olanda. Olanda propriu-zisă este însă doar o regiune din interiorul țării. Acea regiune constă din Olanda de Nord și de Sud, două dintre cele douăsprezece provincii ale statului. Anterior, ele erau o singură provincie, și înainte de aceasta, erau comitatul Olanda, o rămășiță a Regatului Frisian care s-a destrămat, și care includea și părți din actualul Utrecht. După declinul ducatului Brabantului și al comitatului Flandra, Olanda a devenit cel mai important comitat din punct de vedere economic și politic din regiunea Țărilor de Jos. Accentul pus pe Olanda în timpul formării Republicii Neerlandeze, Războiului de 80 de ani și Războaielor Anglo-Neerlandeze din secolele al XVI-lea, al XVII-lea și al XVIII-lea, a făcut ca Olanda să servească drept Pars pro toto⁠(d) pentru întreaga țară. Termenul este astăzi considerat cel mult informal, și chiar incorect. Cu toate acestea, numele „Olanda” este încă folosit pe scară largă pentru echipa națională de fotbal a Țărilor de Jos, inclusiv în Țările de Jos, iar site-ul internațional pentru turism al guvernului neerlandez este „holland.com”. În 2020, însă, guvernul neerlandez a anunțat că în viitor va comunica și va face publicitate doar sub numele de „Țările de Jos”.

### Limbile
În neerlandeză, numele pentru Țările de Jos, limba neerlandeză și, respectiv, cetățenii neerlandezi sunt Nederland, Nederlands și, respectiv, Nederlander. În mod colocvial, țara este denumită adesea Olanda chiar și de către localnici, deși într-o măsură mult mai mică în afara celor două provincii Olanda de Nord și Olanda de Sud, unde poate fi folosit chiar și ca termen peiorativ, de exemplu Hollènder (dialect) în Maastricht.
Din 1815, pluralul Nederlanden este folosit doar în numele oficial Koninkrijk der Nederlanden („Regatul Țărilor de Jos”). În multe alte limbi, inclusiv în română, se folosește pluralul în toate denumirile, cum ar fi Niederlande (în germană), Pays-Bas (în franceză), Países Bajos (în spaniolă) sau the Netherlands (în engleză). În indoneziană (limba vorbită într-o fostă colonie), țara se numește Belanda, un nume derivat din „Olanda”.

## Istorie

### Preistorie (înainte de 800 î.e.n.)

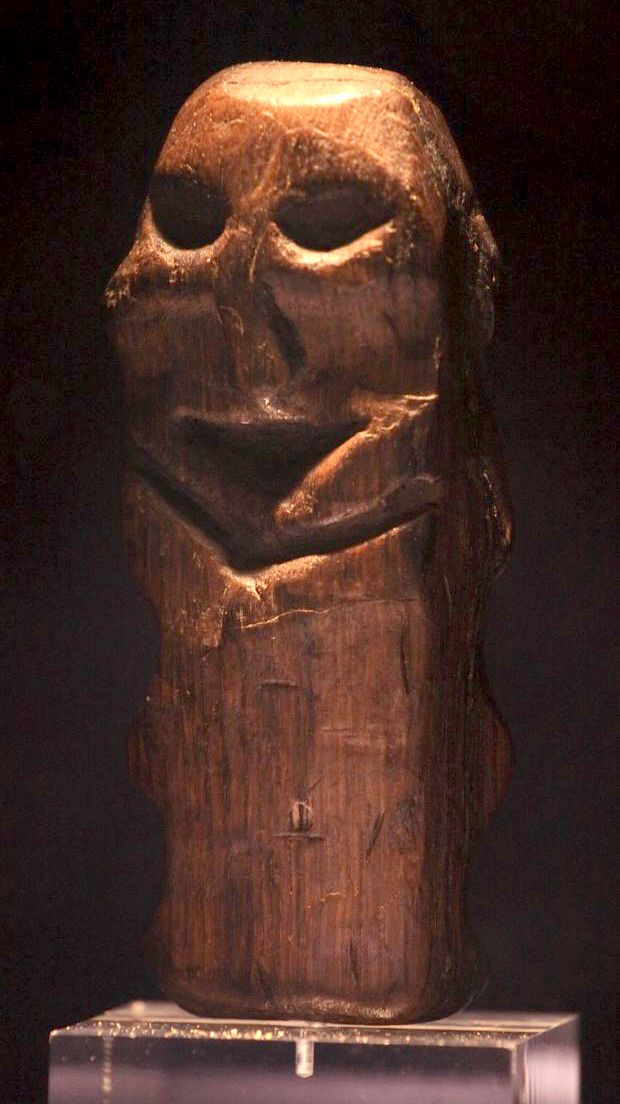
Figurină sculptată în lemn de stejar găsită în Willemstad (4500 î.e.n.)

Preistoria zonei care este acum Țările de Jos a fost în mare parte modelată de mare și de râurile care au schimbat constant geografia câmpiei joase. Cele mai vechi urme umane (Neanderthal) au fost găsite în soluri mai înalte, lângă Maastricht, din ceea ce se crede că ar fi perioada de aproximativ acum 250.000 de ani. La sfârșitul epocii glaciare, cultura nomadă Hamburg din paleoliticul superior târziu (aproximativ 13.000–10.000 î.e.n.) vâna reni în zonă, folosind sulițe, dar cultura Ahrensburg⁠(d) de mai târziu (aproximativ 11.200–9500 î.e.n.) folosea arcul și săgețile⁠(d). Din triburile mesolitice asemănătoare maglemosienilor⁠(d) (c. 8000 î.e.n.), cea mai veche canoe⁠(d) din lume a fost găsită în Drenthe.
Vânătorii-culegători indigeni din mezoliticul târziu din cultura Swifterbant⁠(d) (aproximativ 5600 î.e.n.) erau legați de cultura Ertebølle din sudul Scandinaviei și era strâns legată de râurile și de apele deschise. Între 4800 și 4500 î.e.n., poporul Swifterbant a început să copieze din cultura ceramicii liniare⁠(d) învecinată practica creșterii animalelor⁠(d), iar între 4300 și 4000 î.e.n., și practica agriculturii. Cultura Funnelbeaker (c. 4300–2800 î.e.n.), care este legată de cultura Swifterbant, a ridicat dolmenele, monumente funerare mari de piatră găsite în Drenthe. A existat o tranziție rapidă și lină de la cultura agricolă Funnelbeaker la cultura pastorală paneuropeană a ceramicii cordate⁠(d) (c. 2950 î.e.n.). În sud-vest, cultura Seine-Oise-Marne⁠(d) — care era legată de cultura Vlaardingen⁠(d) (aproximativ 2600 î.e.n.), o cultură aparent mai primitivă a vânătorilor-culegători — a supraviețuit până în perioada neolitică, până când și ea a fost înlocuită de cultura ceramicii cordate.

Pentru cultura ulcioarelor campaniforme⁠(d) care a urmat acesteia (2700–2100 î.e.n.) au fost postulate mai multe regiuni de origine, în special Peninsula Iberică, Țările de Jos și Europa Centrală. Aceasta a introdus prelucrarea metalelor (cupru, aur și, mai târziu, bronz) și a deschis rute comerciale internaționale nemaivăzute până acum, fapt reflectat în descoperirile de artefacte de cupru⁠(d), deoarece metalul acesta nu se găsește în mod normal în solul Țărilor de Jos. Numeroase descoperiri de obiecte rare de bronz sugerează că Drenthe era chiar un centru comercial în epoca bronzului (2000–800 î.e.n.). Cultura ulcioarelor campaniforme a evoluat la nivel local în cultura ulcioarelor cu sârmă ghimpată (2100–1800 î.e.n.) și mai târziu în cultura Elp⁠(d) (c. 1800–800 î.e.n.),  o cultură arheologică din Epoca Bronzului Mijlociu având drept caracteristică ceramica de pământ⁠(d) de calitate scăzută. Faza inițială a culturii Elp a fost caracterizată de tumuli (1800–1200 î.e.n.) în strânsă legătură cu tumulii contemporani din nordul Germaniei și din Scandinavia, și se pare că era legată și de cultura Tumulus⁠(d) din Europa Centrală. Faza ulterioară a fost cea de incinerare a morților și de plasare a cenușei lor în urne care erau apoi îngropate pe câmpuri, urmând obiceiurile culturii câmpurilor de urne (1200–800 î.e.n.). Regiunea de sud a devenit dominată de cultura Hilversum⁠(d) aferentă (1800–800 î.e.n.), care se pare că a moștenit legăturile culturale cu Marea Britanie pe care le întrețina cultura anterioară a ulcioarelor cu sârmă ghimpată.

### Celții, triburile germanice și romanii (800 î.e.n.–410 e.n.)

Din anul 800 î.e.n., cultura celtică Hallstatt din Epoca Fierului⁠(d) a devenit influentă, înlocuind cultura Hilversum⁠(d). Minereul de fier a adus o oarecare prosperitate și a fost disponibil în toată țara, inclusiv fierul de mlaștină⁠(d). Fierarii⁠(d) călătoreau din așezare în așezare cu bronz și fier, fabricând unelte la cerere. Mormântul regelui din Oss⁠(d) (700 î.e.n.) a fost găsit într-o movilă funerară, cea mai mare de acest fel din Europa de Vest și care conținea o sabie de fier cu o incrustație de aur și coral.
Deteriorarea climei din Scandinavia în jurul anului 850 î.e.n. a continuat și s-a accentuat în jurul anului 650 î.e.n. și este posibil să fi declanșat migrația triburilor germanice din nord. Până când această migrație a fost completă, în jurul anului 250 î.e.n., au apărut câteva grupuri culturale și lingvistice generale. Ingaevonii⁠(d) germanici de la Marea Nordului⁠(d) locuiau în partea de nord a Țărilor de Jos. Ei au evoluat mai târziu în frisi⁠(d) și în primii saxoni. O a doua grupare, germanicii de pe Weser-Rin⁠(d) (sau istvaeonii⁠(d) ), s-a extins de-a lungul Rinului mijlociu și Weserului și a locuit în Țările de Jos la sud de marile râuri. Acest grup era alcătuit din triburi care se vor dezvolta în cele din urmă în francii saliani⁠(d). De asemenea, cultura celtică La Tène (aproximativ 450 î.e.n. până la cucerirea romană) s-a extins pe o arie largă, inclusiv în zona de sud a Țărilor de Jos. Unii cercetători au speculat că chiar și o a treia identitate etnică și limbă, nici germanică, nici celtică, a supraviețuit în Țările de Jos până în perioada romană, manifestându-se prin cultura Nordwestblock⁠(d) de epoca fierului, care în cele din urmă a fost absorbită de celții din sud și de popoarele germanice din est.

Frontiera Rinului în jurul anului 70 e.n.

Primul autor care a descris coasta Olandei și a Flandrei a fost geograful grec Pytheas, care a consemnat în c. 325 î.e.n. că în aceste regiuni „au murit mai mulți oameni în lupta împotriva apei decât în lupta împotriva oamenilor”. În timpul războaielor galice, zona de la sud și vest de Rin a fost cucerită de forțele romane sub conducerea lui Iulius Cezar din 57 î.e.n. până în 53 î.e.n. Cezar descrie două triburi celtice principale care trăiau în ceea ce este acum sudul Țărilor de Jos: Menapii⁠(d) și Eburones⁠(d). Rinul a devenit granița de nord a Romei în jurul anului 12 e.n. De-a lungul Limesului Germanic⁠(d) au apărut orașe notabile: Nijmegen și Voorburg⁠(d). În prima perioadă a Galliei Belgica, zona de la sud de Limes a devenit parte a provinciei romane Germania Inferior. Zona de la nord de Rin, locuită de frisii, a rămas în afara stăpânirii romane (dar nu în afara prezenței și controlului acestora), în timp ce triburile germanice de graniță ale batavilor⁠(d) și cananefaților⁠(d) au luptat în cavaleria romană⁠(d). Batavii s-au ridicat împotriva romanilor în rebeliunea batavă din 69 e.n., dar au fost în cele din urmă învinși. Batavii s-au contopit mai târziu cu alte triburi în confederația francilor saliani, a căror identitate a apărut în prima jumătate a secolului al treilea. Francii saliani apar în textele romane atât ca aliați, cât și ca dușmani. Au fost forțați de confederația saxonilor din est să treacă peste Rin pe teritoriul roman în secolul al IV-lea. De la noua lor bază din Flandra de Vest și din sud-vestul Țărilor de Jos, ei atacau Canalul Mânecii. Forțele romane au pacificat regiunea, dar nu i-au izgonit pe franci, care au continuat să fie temuți cel puțin până în vremea lui Iulian Apostatul (358) atunci când francii saliani au fost lăsați să se stabilească ca foederati în Texandria⁠(d). S-a postulat că, după deteriorarea condițiilor climatice și retragerea romanilor, Frisii⁠(d) au dispărut ca Laeti⁠(d) în c. 296, lăsând teritoriile de coastă în mare parte nepopulate pentru următoarele două secole.  Cu toate acestea, săpăturile recente din Kennemerland⁠(d) arată indicii clare ale unei locuiri permanente.

### Evul Mediu timpuriu (411–1000)

Francii, frisii și saxonii (anii 710 e.n.) cu și Dorestad la mijloc

După ce guvernarea romană din zonă s-a prăbușit, francii și-au extins teritoriile în numeroase regate. În anii 490, Clovis I cucerise și unise toate aceste teritorii din sudul Țărilor de Jos într-un singur regat franc, iar de acolo și-a continuat cuceririle în Galia. În timpul acestei expansiuni, francii care migrau spre sud au adoptat în cele din urmă limba latină vulgară a populației locale. Diviziunea culturală s-a adâncit din ce în ce maimult, francii rămași în patria lor inițială din nord (adică sudul Țărilor de Jos și Flandra) continuând să vorbească franca veche⁠(d), care până în secolul al IX-lea a evoluat în francona inferioară veche⁠(d) sau neerlandeza veche. Prin urmare, a apărut o graniță între limba franceză și cea neerlandeză.

Expansiunea francă (481–870 e.n.)

La nord de franci, condițiile climatice s-au îmbunătățit și, în timpul Perioadei Migrațiilor, saxonii, anglii strâns înrudiți cu aceștia, iuții și Frisii⁠(d) au colonizat teritoriile de pe coastă.  Mulți dintre aceștia au trecut în Anglia și au ajuns să fie cunoscuți ca anglo-saxoni, dar cei care au rămas aveau să fie numiți frizoni, iar limba lor frizonă, după țara care a fost odată locuită de frisii. Frizona a fost vorbită de-a lungul întregii coaste de sud a Mării Nordului și este încă limba cea mai strâns înrudită cu engleza dintre limbile vii ale Europei continentale. Până în secolul al VII-lea, a apărut un Regat Frizon (650–734) sub regii Aldegisel⁠(d) și Redbad, cu centrul în Traiectum⁠(d) (Utrecht), în timp ce Dorestad era un târg înfloritor. De prin 600 și până în jurul anului 719, orașele au fost adesea disputate între frizoni și franci. În 734, la bătălia de la Boarn, frizonii au fost înfrânți după o serie de războaie⁠(d). Cu aprobarea francilor, misionarul anglo-saxon⁠(d) Willibrord i-a convertit pe frizoni la creștinism. El a înființat Arhiepiscopia de Utrecht⁠(d) și a devenit episcop al frizonilor. Cu toate acestea, succesorul său Bonifaciu a fost ucis de frizoni în Dokkum, în 754.
Imperiul Carolingian franc s-a modelat după Imperiul Roman și a controlat o mare parte din Europa de Vest. Cu toate acestea, în 843, a fost împărțit în trei părți — Francia Răsăriteană, de Mijloc și Occidentală. Cea mai mare parte din Țările de Jos actuale au devenit parte a Franciei de Mijloc, care era un regat slab și subiectul a numeroase împărțiri și încercări de anexare de către vecinii săi mai puternici. A cuprins teritorii din Frisia⁠(d) în nord până la Regatul Italiei în sud. În jurul anului 850, Lothar I al Franciei de Mijloc l-a recunoscut pe vikingul Rorik din Dorestad⁠(d) drept domnitori al celei mai mari părți a Frisiei. Când regatul Franciei de Mijloc a fost împărțit în 855, ținuturile de la nord de Alpi au trecut în mâinile lui Lothar al II-lea⁠(d) și ulterior au fost botezate Lotharingia. După ce acesta a murit în 869, Lotharingia a fost împărțită în Lotharingia Superioară și Inferioară, ultima parte cuprinzând Țările de Jos, care din punct de vedere tehnic au devenit parte a Franciei Răsăritene în 870, deși era efectiv sub controlul vikingilor, care efectuau raiduri asupra orașelor frizone și france lipsite de apărare situate pe coasta Frisiei și de-a lungul râurilor. În jurul anului 879, o altă expediție vikingă condusă de Godfrid, duce de Frisia⁠(d), a atacat ținuturile Frisiei. Raidurile vikingilor au slăbit influența nobililor francezi și germani în zonă. Rezistența față de vikingi, dacă a existat, a venit din partea nobililor locali, care își câștigau astfel reputația, ceea ce stat la originea dezintegrării Lotharingiei Inferioare în state semi-independente. Unul dintre acești nobili locali a fost Gerolf al Olandei⁠(d), care și-a asumat domnia în Frisia după ce a ajutat la asasinarea lui Godfrid, iar dominația vikingă a luat sfârșit.

### Evul Mediu mijlociu (1000–1384)

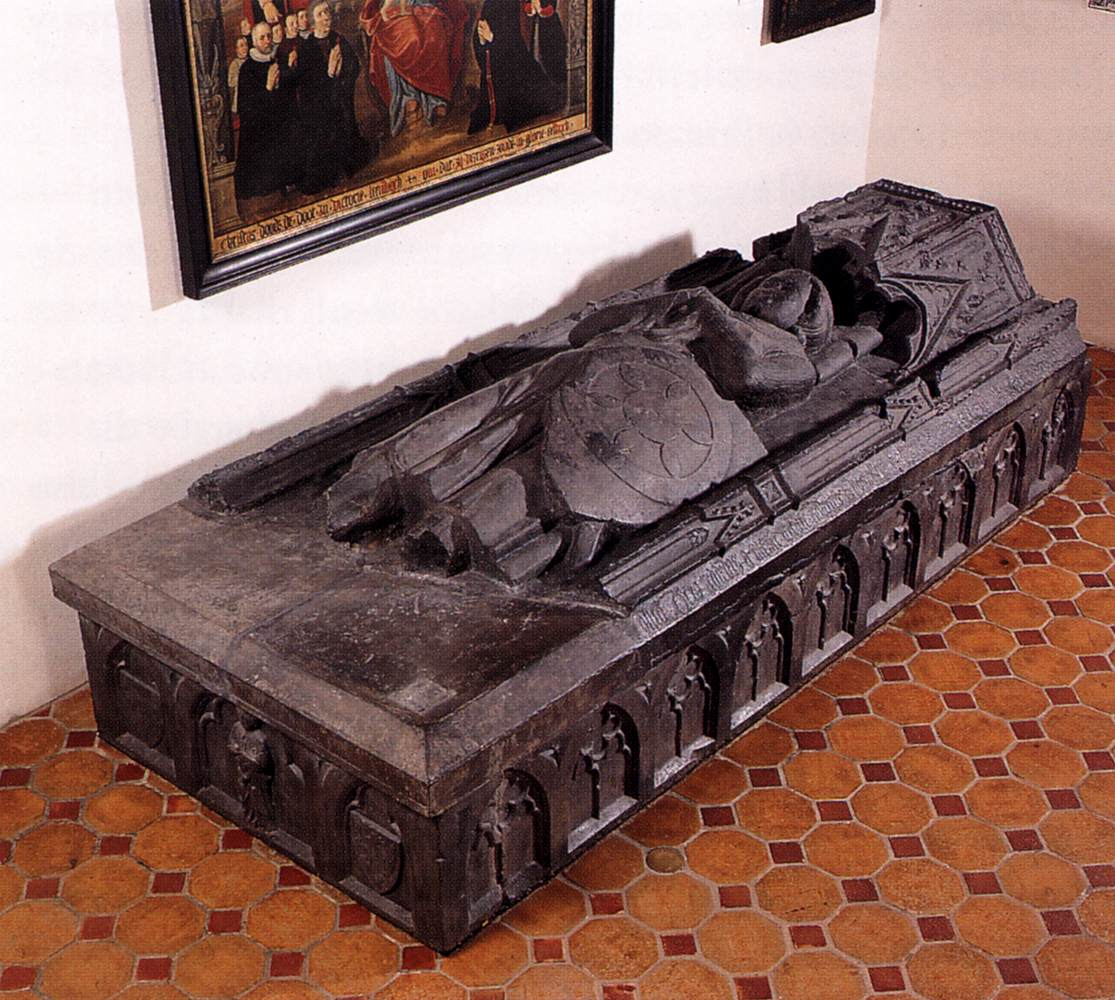
Un mormânt medieval al cavalerului brabanțian Arnold van der Sluijs

Sfântul Imperiu Roman (statul succesor al Franciei Răsăritene și apoi și al Lotharingiei) a dominat o mare parte din Țările de Jos în secolele al X-lea și al XI-lea, dar nu a fost capabil să mențină unitatea politică. Puternicii nobili locali și-au transformat orașele, comitatele și ducatele în regate personale care nu simțeau prea multe obligații față de împărat. Olanda, Hainaut, Flandra, Gelre, Brabant și Utrecht se aflau aproape continuu într-o stare de război sau în uniuni personale formate în mod paradoxal. Limba și cultura celor mai mulți dintre locuitorii comitatului Olanda erau inițial frizone⁠(d). Pe măsură ce colonizarea francă a progresat din Flandra și Brabant, zona a devenit rapid vorbitoare de franconă de jos veche⁠(d). Restul Frisiei⁠(d) din nord (astăzi, Friesland și Groningen) a continuat să-și mențină independența și a avut propriile instituții (numite în mod colectiv „libertatea Frisiei⁠(d)”), care respingeau impunerea sistemului feudal.
În preajma anului 1000, datorită mai multor dezvoltări în agricultură, economia a început să se dezvolte într-un ritm rapid, iar productivitatea mai mare a permis țăranilor să cultive mai multe pământuri sau să devină meșteșugari. Orașele au crescut în jurul mănăstirilor și castelelor, iar în aceste zone urbane a început să se dezvolte o clasă de mijloc mercantilă, în special în Flandra și mai târziu și în Brabant. Orașele bogate au început să cumpere anumite privilegii⁠(d) de la suveran. În practică, aceasta a însemnat că Bruges și Anvers au devenit republici cvasi-independente de sine stătătoare și că aveau să se dezvolte ulterior în unele dintre cele mai importante orașe și porturi din Europa.
Pe la 1100, țăranii din Flandra și Utrecht au început să dreneze și să cultive terenuri mlăștinoase nelocuite din vestul Țărilor de Jos, făcând posibilă apariția comitatului Olandei ca centru de putere. Titlul de conte de Olanda a fost disputat în Războaiele Cârligului și Codului⁠(d) (în neerlandeză Hoekse en Kabeljauwse twisten) între 1350 și 1490. Facțiunea Codului era formată din orașele mai progresiste, în timp ce facțiunea Cârligului era formată din nobilii conservatori. Acești nobili l-au invitat pe ducele Filip cel Bun al Burgundiei – care era și conte de Flandra – să cucerească Olanda.

### Țările de Jos burgunde, habsburgice și spaniole (1384–1581)
Cele mai multe dintre feudele imperiale și franceze⁠(d) din ceea ce sunt acum Țările de Jos și Belgia au fost unite într-o uniune personală de Filip cel Bun, duce de Burgundia, în 1433. Casa de Valois-Burgundia⁠(d) și moștenitorii lor Habsburgi aveau să domine Țările de Jos în perioada 1384–1581. Înainte de unificarea burgundă, neerlandezii se identificau prin orașul în care locuiau sau prin ducatul sau comitatul lor local. Perioada burgundă este momentul în care a început drumul către ideea de o națiune comună. Noii conducători au apărat interesele comerciale olandeze, care apoi s-au dezvoltat rapid. Flotele comitatului Olandei au învins de mai multe ori flotele Ligii Hanseatice. Amsterdamul a crescut, și în secolul al XV-lea a devenit principalul port comercial din Europa pentru cereale din Regiunea Baltică. Amsterdam distribuia cereale în marile orașe din Belgia, nordul Franței și Anglia. Acest comerț era vital pentru că Țările de Jos nu mai puteau produce suficiente cereale pentru a se hrăni. Asanarea mlaștinilor a făcut ca turba din fostele zone umede să se reducă la un nivel prea scăzut pentru ca asanarea să poată fi menținută.

Sub Habsburgi, Carol al V-lea, conducător al Sfântului Imperiu Roman și rege al Spaniei, toate feudele din actuala regiune a Țărilor de Jos au fost unite în Cele Șaptesprezece Provincii, care includeau și cea mai mare parte a Belgiei și Luxemburgului actuale, și unele teritorii adiacente din ceea ce este astăzi Franța și Germania. În 1568, sub Filip al II-lea, a început Războiul de 80 de Ani între provincii și puterea spaniolă. Nivelul de ferocitate manifestat de ambele părți este sugerat din raportul unui cronicar olandez:
De mai multe ori au fost văzuți bărbați spânzurându-și propriii frați, care fuseseră luați prizonieri în rândurile inamicului. . . Un spaniol încetase să mai fie om în ochii lor. Odată, un chirurg de la Veer a tăiat inima unui prizonier spaniol, a bătut-o în cuie pe prova unui vas și i-a invitat pe orășeni să vină și să-și prindă dinții în ea, ceea ce mulți au făcut cu o satisfacție sălbatică.
Ducele de Alba a încercat fără milă să suprime mișcarea protestantă din Țările de Jos. Neerlandezii erau „arși, sugrumați, decapitați sau îngropați de vii” de al său „Consiliu al Sângelui” și de soldații săi spanioli. Capetele tăiate și cadavrele decapitate au fost expuse de-a lungul străzilor și drumurilor pentru a teroriza și supune populația. Alba s-a lăudat că a executat 18.600 de oameni, dar această cifră nu-i include pe cei care au pierit în război și de foamete.
Primul mare asediu a fost efortul lui Alba de a captura Haarlem și, prin urmare, de a tăia Olanda în două. A durat din decembrie 1572 până în vara următoare, când haarlemenii s-au predat în cele din urmă la 13 iulie, la promisiunea că orașul va fi scutit de prădăciuni. A fost o prevedere pe care Don Fadrique⁠(d) nu a putut să o onoreze, după ce soldații săi s-au revoltat, furioși din cauza neplății soldei și a condițiilor mizerabile pe care le-au îndurat în lunile lungi și reci ale campaniei. La 4 noiembrie 1576, tercios⁠(d) spaniole au capturat Antwerpen și l-au supus celui mai crunt jaf din istoria Țărilor de Jos. Cetățenii au rezistat, dar au fost biruiți; șapte mii dintre ei au fost omorâți; o mie de clădiri au fost incendiate; bărbați, femei și copii au fost măcelăriți într-un delir de sânge de soldații care strigau: „Santiago! España! A sangre, a carne, a fuego, a sacco!” (Sfântul Iacob! Spania! La sânge, la carne, la foc, la sac!)

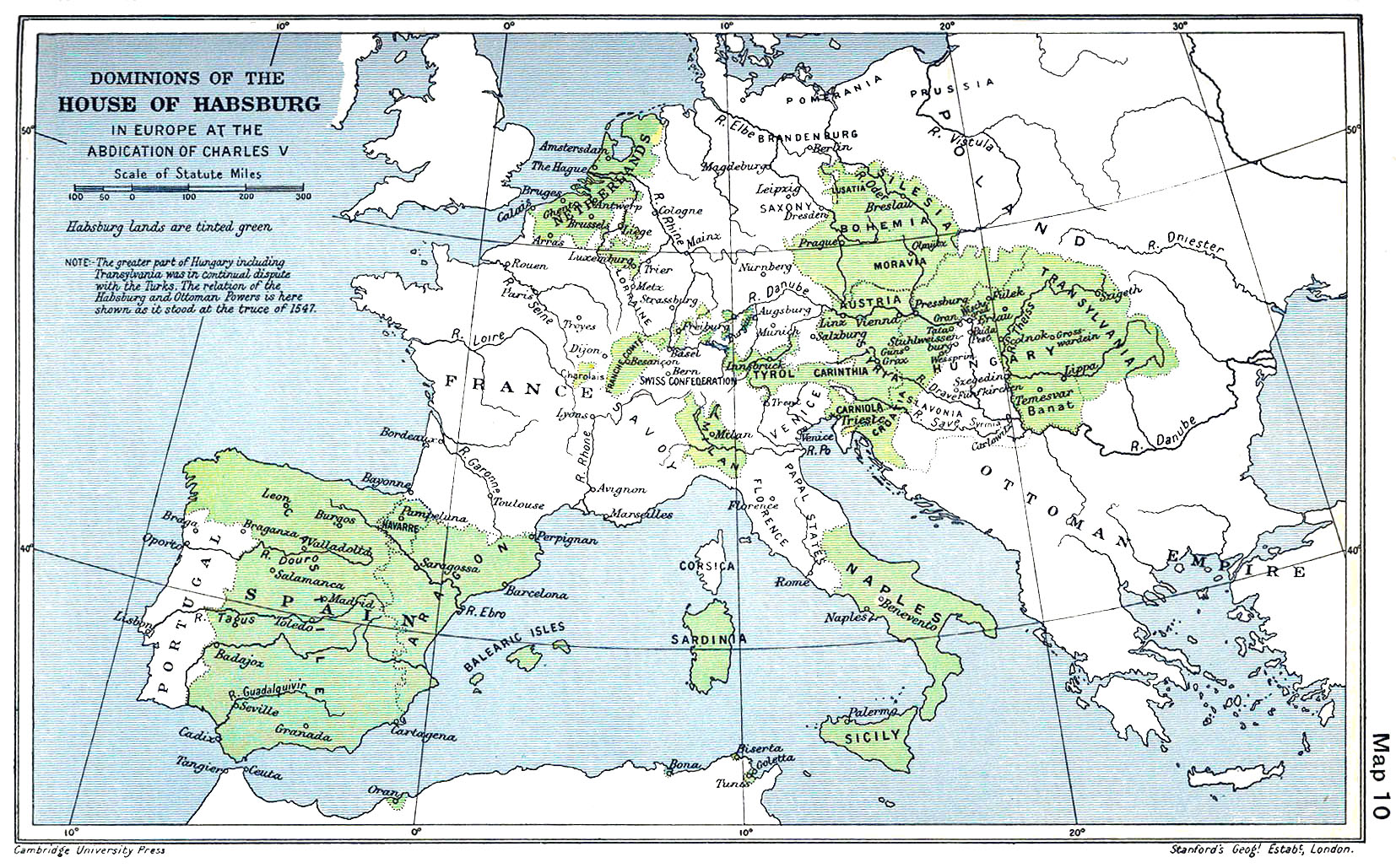
Harta posesiunilor habsburgice. Din 1556, teritoriile dinastiei din Țările de Jos au fost deținute de Habsburgii spanioli.

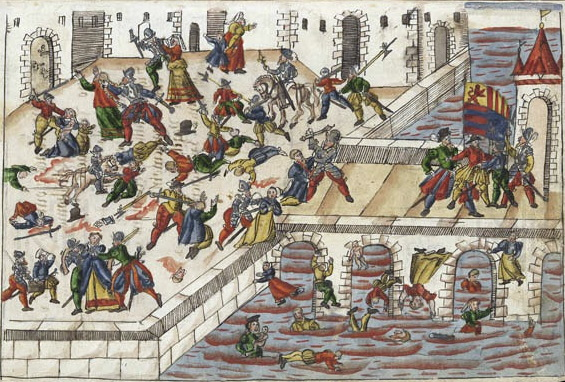
la, 1579

După prădarea Antwerpenului⁠(d), delegații din Brabantul catolic, și din Olanda și Zeelandul protestante au convenit, la Gent, să se alăture Utrechtului și lui Wilhelm cel Tăcut pentru a alunga toate trupele spaniole și pentru a forma un nou guvern pentru Țările de Jos. Don Juan de Austria, noul guvernator spaniol, a fost forțat să cedeze inițial, dar în câteva luni a revenit la ostilități active. Pe măsură ce luptele s-au reluat, olandezii au început să caute ajutor de la regina Angliei, dar ea și-a susținut inițial angajamentele luate față de spanioli prin tratatul de la Bristol⁠(d) din 1574. Rezultatul a fost că atunci când a avut loc următoarea bătălie pe scară largă la Gembloux în 1578, forțele spaniole au învins cu ușurință, ucigând cel puțin 10.000 de rebeli, spaniolii suferind puține pierderi. În lumina înfrângerii de la Gembloux⁠(d), statele sudice ale celor Șaptesprezece Provincii (astăzi, Belgia și nordul Franței) s-au distanțat de rebelii din nord în Uniunea de la Arras din 1579, care și-a exprimat loialitatea față de Filip al II-lea al Spaniei. Împotriva lor, jumătatea de nord a celor Șaptesprezece Provincii a format Uniunea de la Utrecht⁠(d) (tot din 1579) în care s-au angajat să se sprijine reciproc în apărarea lor împotriva armatei spaniole. Uniunea de la Utrecht este considerată fundamentul Țărilor de Jos moderne.
Trupele spaniole au jefuit Maastrichtul în 1579, ucigând peste 10.000 de civili și astfel asigurând continuarea rebeliunii. În 1581, provinciile din nord au adoptat Actul de Abjurare⁠(d), declarația de independență prin care provinciile îl detronau oficial pe Filip al II-lea ca monarh domnitor în provinciile din nord. Împotriva rebelilor, Filip avea la dispoziție resursele Spaniei, Americii Spaniole, Italiei Spaniole și Țărilor de Jos Spaniole. Regina protestantă Elisabeta I a Angliei a simpatizat însă cu lupta neerlandezilor împotriva spaniolilor și a trimis o armată de 7.600 de soldați pentru a-i ajuta pe aceaștia în războiul lor cu spaniolii catolici. Forțele engleze aflate sub conducerea Contelui de Leicester și apoi a Lordului Willoughby s-au confruntat cu spaniolii din Țările de Jos în frunte cu Ducele de Parma într-o serie de acțiuni în mare parte indecise, dar care au blocat un număr semnificativ de soldați spanioli și le-au dat timp neerlandezilor să-și reorganizeze apărarea. Războiul a continuat până în 1648, când Spania sub regele Filip al IV-lea a recunoscut în cele din urmă independența celor șapte provincii din nord-vest în pacea de la Münster⁠(d). Părți din provinciile sudice au devenit colonii de facto ale noului imperiu republican-mercantil.

### Republica Neerlandeză (1581–1795)

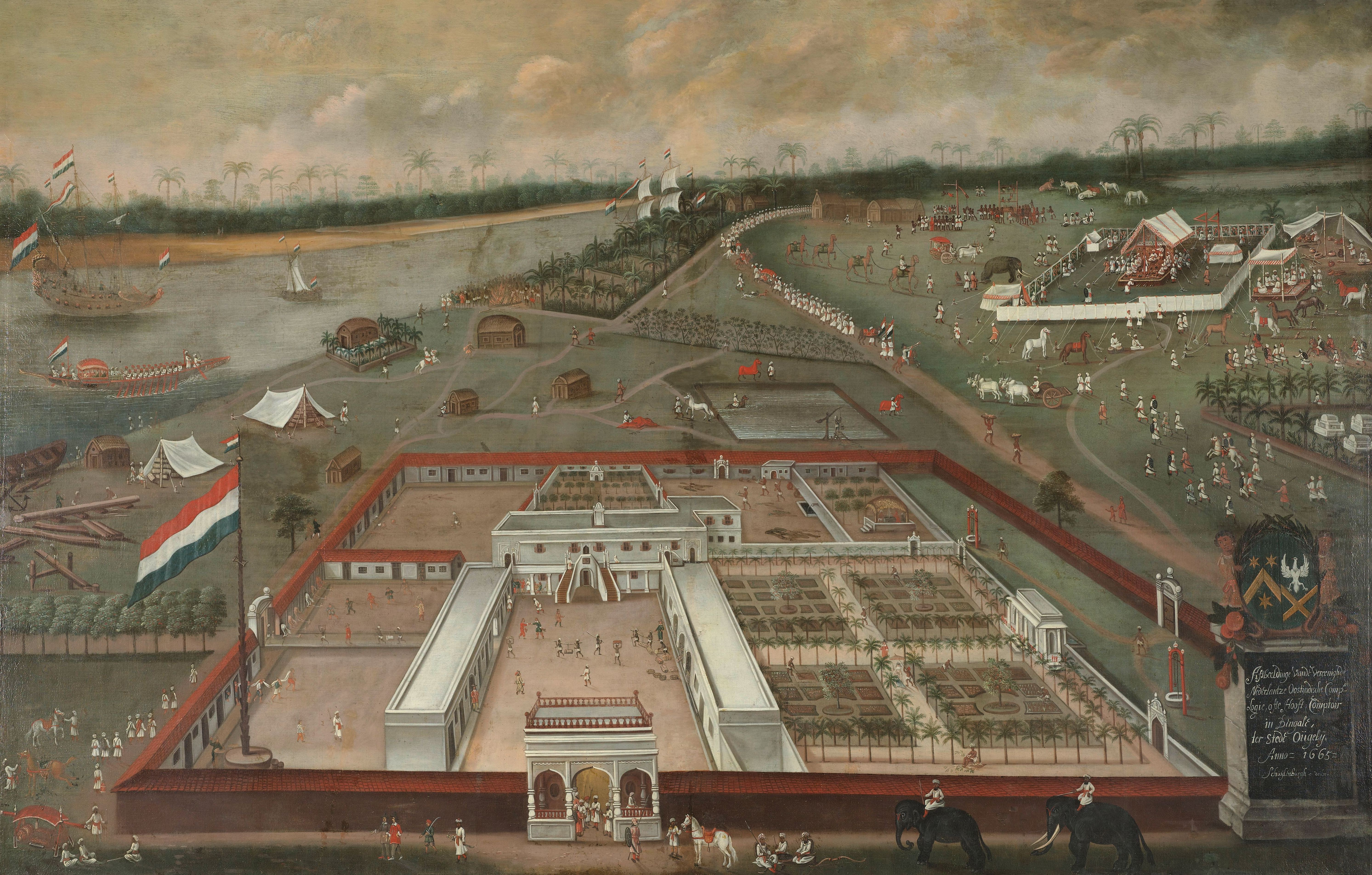
Fabrică a Companiei Neerlandeze a Indiilor Orientale în, de Hendrik van Schuylenburgh, 1665

După ce și-au declarat independența, provinciile Olanda, Zeeland, Groningen⁠(d), Friesland⁠(d), Utrecht, Overijssel și Gelderland au format o confederație. Toate aceste ducate, domnii și comitate erau autonome și aveau propriul guvern, Stările Provinciale⁠(d). Guvernul confederal, Stările Generale⁠(d), avea sediul la Haga și era format din reprezentați din fiecare dintre cele șapte provincii. Regiunea slab populată Drenthe⁠(d) făcea și ea parte din republică, deși nu era considerată una dintre provincii. Mai mult decât atât, Republica ajunsese să ocupe în timpul Războiului de Optzeci de Ani o serie de așa-numite Ținuturi ale Generalității⁠(d) din Flandra, Brabant și Limburg. Populația lor era în principal romano-catolică, iar aceste zone nu aveau o structură guvernamentală proprie și erau folosite ca zonă-tampon între Republică și Țările de Jos Meridionale controlate de spanioli.

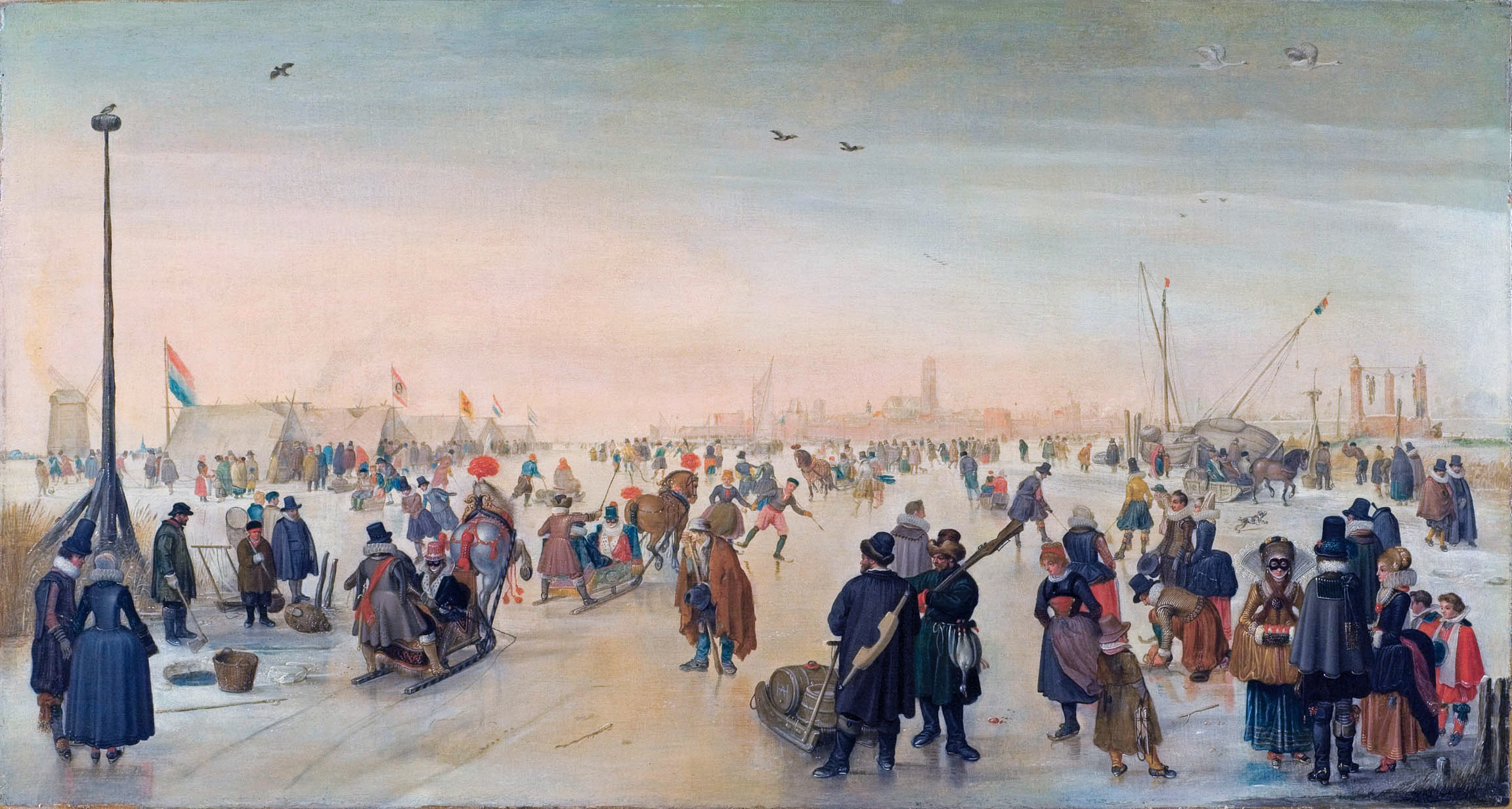
Peisaj de iarnă cu patinatori lângă orașul Kampen de (1620)

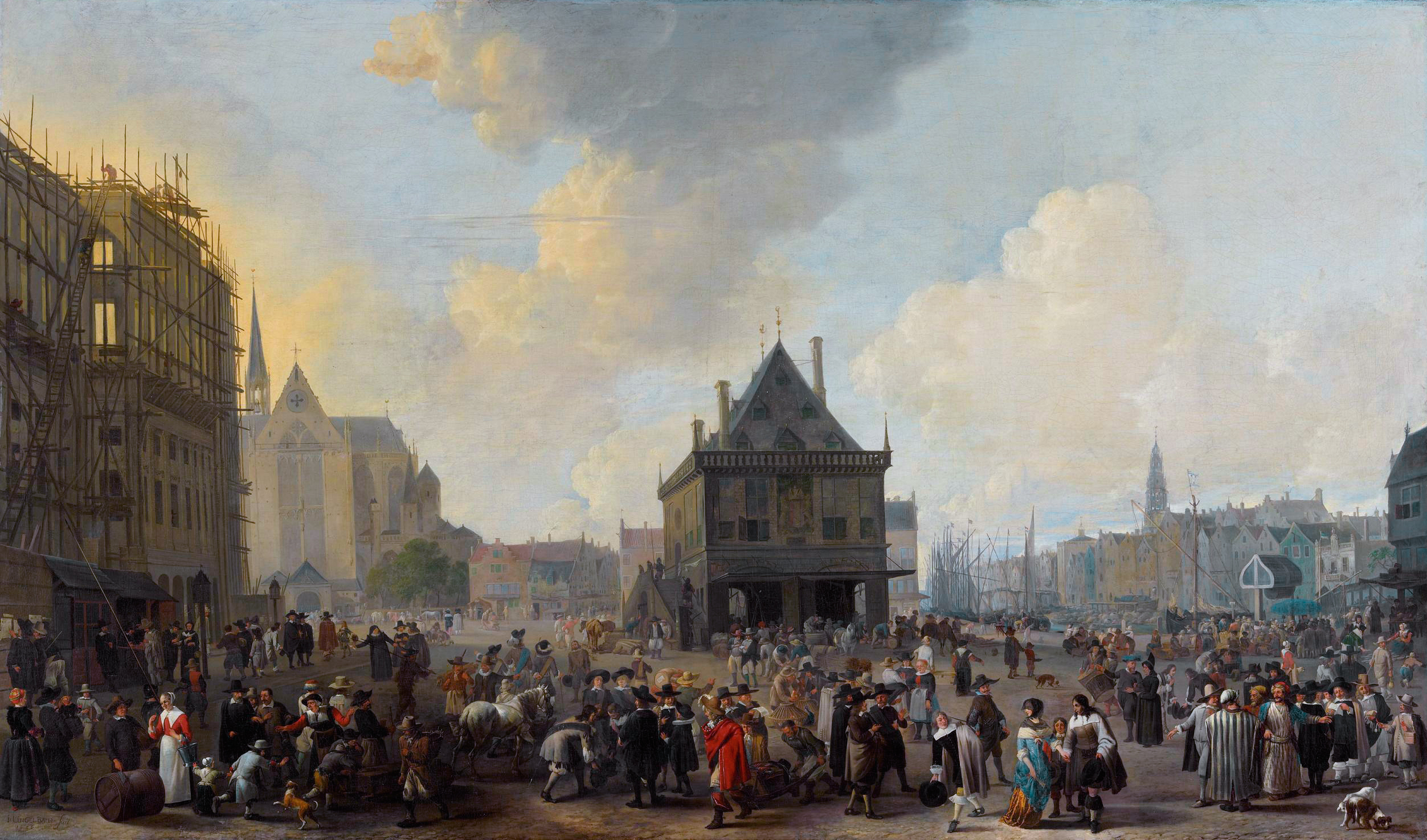
Piața Dam din Amsterdam în 1656

În Epoca de Aur Neerlandeză, care s-a întins pe o mare parte a secolului al XVII-lea, s-a dezvoltat Imperiul Neerlandez ca una dintre marile puteri maritime și economice, alături de Portugalia, Spania, Franța și Anglia. Științele, armata și arta (în special pictura⁠(d)) au fost printre cele mai apreciate din lume. Până în 1650, olandezii dețineau 16.000 de nave comerciale. Compania Neerlandeză a Indiilor Orientale și cea a Indiilor Occidentale au înființat colonii și posturi comerciale⁠(d) în întreaga lume, și dominat nordul Taiwanului între 1624–1662 și 1664–1667⁠(d). Colonizarea olandeză în America de Nord⁠(d) a început odată cu întemeierea orașului New Amsterdam în partea de sud a Manhattanului în 1614. În Africa de Sud, olandezii au înființat Colonia Capului în 1652. Coloniile neerlandeze din America de Sud au fost înființate de-a lungul numeroaselor râuri din câmpiile fertile din Guyana, printre care Colonia Surinam⁠(d) (astăzi Surinam). În Asia, olandezii au înființat Indiile Orientale Olandeze (astăzi, Indonezia) și singurul post comercial occidental din Japonia, Dejima⁠(d).
În timpul perioadei de proto-industrializare⁠(d), imperiul a primit 50% din textilele și 80% din mătasea importate din Imperiul Mogul al Indiei, în principal din regiunea sa cea mai dezvoltată cunoscută sub numele de Bengal Subah⁠(d).
Mulți istorici economici consideră Țările de Jos ca fiind prima țară complet capitalistă din lume. În Europa modernă timpurie, avea cel mai bogat târg (Amsterdam) și prima bursă de valori⁠(d) cu activitate permanentă. Inventivitatea negustorilor a condus la apariția fondurilor de asigurări și de pensii, precum și la fenomene precum ciclul economic de creștere-scădere, prima bulă inflaționistă a activelor⁠(d) din lume, mania lalelelor din 1636–1637 și primul bear raider⁠(d) din lume, Isaac le Maire⁠(d), care a forțat prețurile să scadă prin vânzând masiv acțiuni și apoi cumpărându-le înapoi cu preț scăzut. În 1672 – an cunoscut în istoria Țărilor de Jos drept Rampjaar⁠(d) (Anul Dezastrului) – Republica Neerlandeză era simultan în război cu Franța, Anglia și trei episcopii germane. Pe mare, a reușit să împiedice marinele engleză și franceză să debarce pe țărmurile vestice. Pe uscat, însă, aproape că a fost cucerită de armatele franceze și germane care înaintau dinspre est. A reușit să schimbe cursul războiului inundând părți ale Olandei⁠(d), dar nu a putut reveni niciodată la gloria de odinioară și a intrat într-o stare de declin general în secolul al XVIII-lea, confruntată cu concurența economică a Angliei și cu rivalități de lungă durată între cele două facțiuni principale din societatea neerlandeză, Staatsgezinden⁠(d) republican și susținătorii stadtholderului, Prinsgezinden⁠(d) drept principale facțiuni politice⁠(d).

### Republica și Regatul Batav (1795–1890)
Cu sprijinul armat al Franței revoluționare, republicanii neerlandezi⁠(d) au proclamat Republica Batavă, după modelul Republicii Franceze, transformând Țările de Jos într-un stat unitar la 19 ianuarie 1795. Statholderul Willem al V-lea de Orania fugise în Anglia. Din 1806 până în 1810, Regatul Olandei a fost înființat de Napoleon Bonaparte ca regat-marionetă guvernat de fratele său Louis Bonaparte pentru a controla Țările de Jos mai eficient. Cu toate acestea, regele Louis Bonaparte a încercat mai mult să servească interesele neerlandeze în locul celor ale fratelui său și a fost forțat să abdice la 1 iulie 1810. Împăratul a trimis o armată și Țările de Jos au devenit parte a Imperiului Francez până în toamna anului 1813, când Napoleon a fost învins în bătălia de la Leipzig.

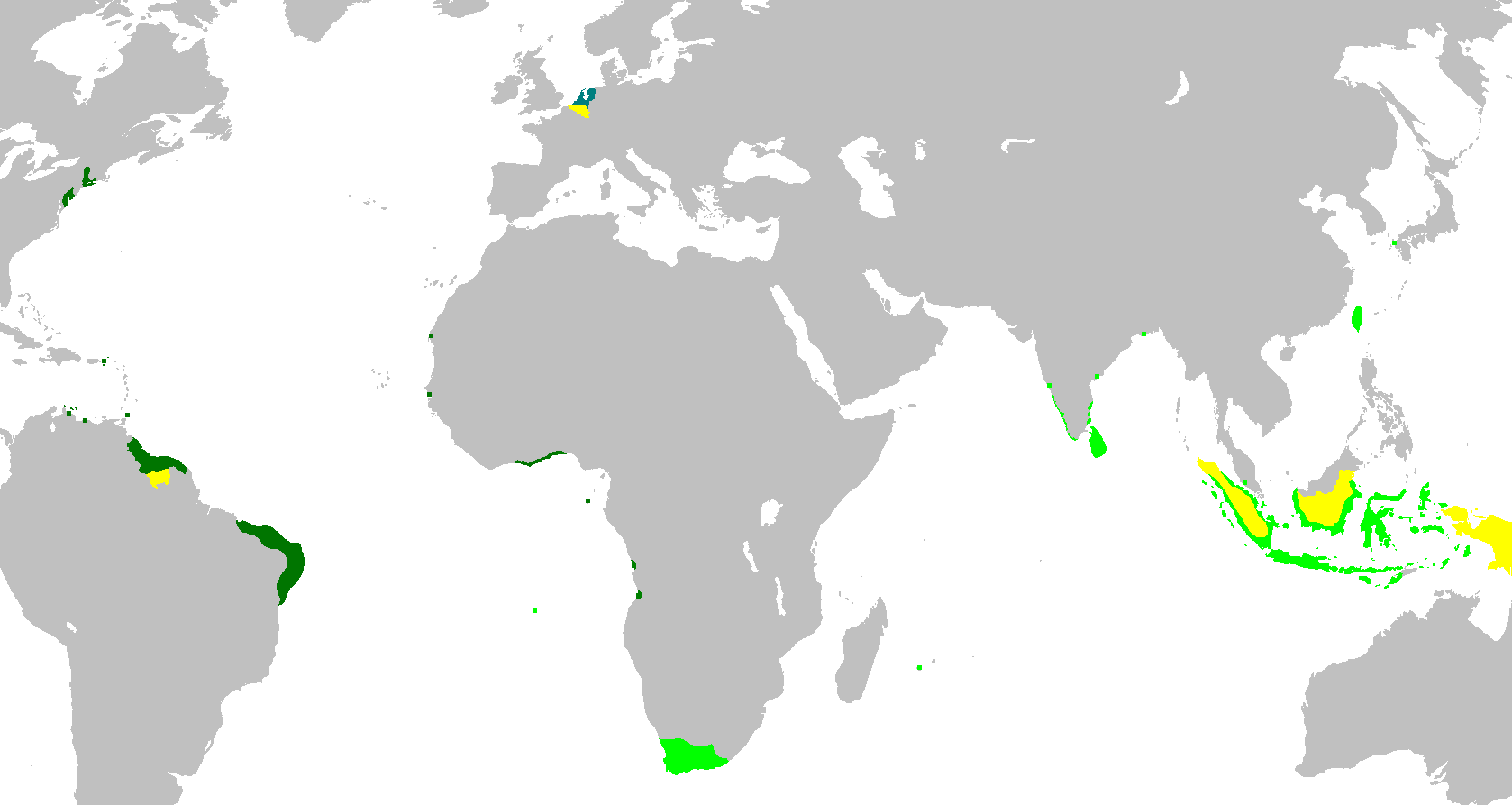
Harta imperiului colonial neerlandez. Verde deschis: teritorii administrate de sau care provin din teritoriile administrate de Compania Neerlandeză a Indiilor Orientale; verde închis: Compania Neerlandeză a Indiilor Occidentale. Cu galben sunt teritoriile ocupate mai târziu, în cursul secolului al XIX-lea.

Willem Frederick, fiul ultimului statholder, s-a întors în Țările de Jos în 1813 și s-a autoproclamat prinț suveran al Țărilor de Jos⁠(d). Doi ani mai târziu, Congresul de la Viena a adăugat unificat Țările de Jos Meridionale cu cele din nord pentru a crea o țară puternică la granița de nord a Franței. Willem Frederick a ridicat aceste Țări de Jos Unite la statutul de regat și s-a proclamat regele Willem I în 1815. În plus, Willem a devenit mare duce ereditar al Luxemburgului⁠(d) în schimbul posesiunilor sale germane. Cu toate acestea, Țările de Jos Meridionale au rămas separat din punct de vedere cultural față de nord, cașa cum au fost din 1581, și s-au răsculat. Sudul și-a câștigat independența în 1830 sub numele de Belgia, în timp ce uniunea personală dintre Luxemburg și Țările de Jos a fost întreruptă în 1890, când Willem al III-lea a murit fără niciun moștenitor de sex masculin. Legea de succensiune luxemburgheză a împiedicat-o pe fiica sa, regina Wilhelmina, să devină următoarea mare ducesă.

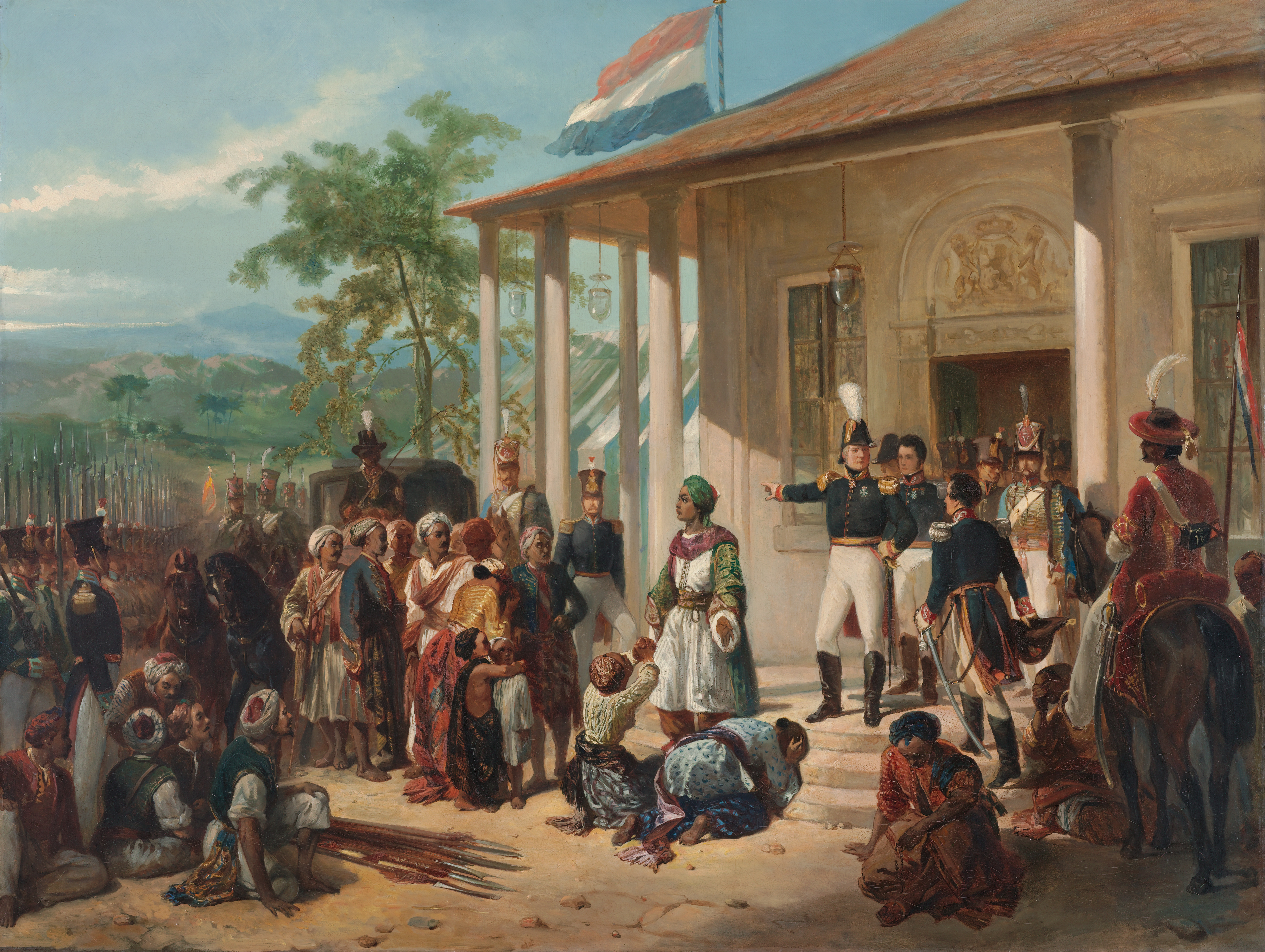
Supunerea lui la sfârșitul în 1830. de

Revoluția belgiană din metropolă și Războiul Javanez⁠(d) din Indiile Orientale Neerlandeze au adus Țările de Jos în pragul falimentului. Cu toate acestea, a fost introdus în 1830 Sistemul de Cultivare⁠(d); în Indiile Orientale Neerlandeze, 20% din terenul satelor trebuia să fie dedicat culturilor guvernamentale pentru export. Politica a adus neerlandezilor o bogăție enormă și a făcut colonia să devină autosuficientă.
Țările de Jos au abolit sclavia în colonii în 1863. Sclavi din Surinam aveau să devină pe deplin liberi abia în 1873, deoarece legea prevedea că urma să existe o tranziție obligatorie de 10 ani. 

### Războaiele mondiale și perioada de după (1890-prezent)

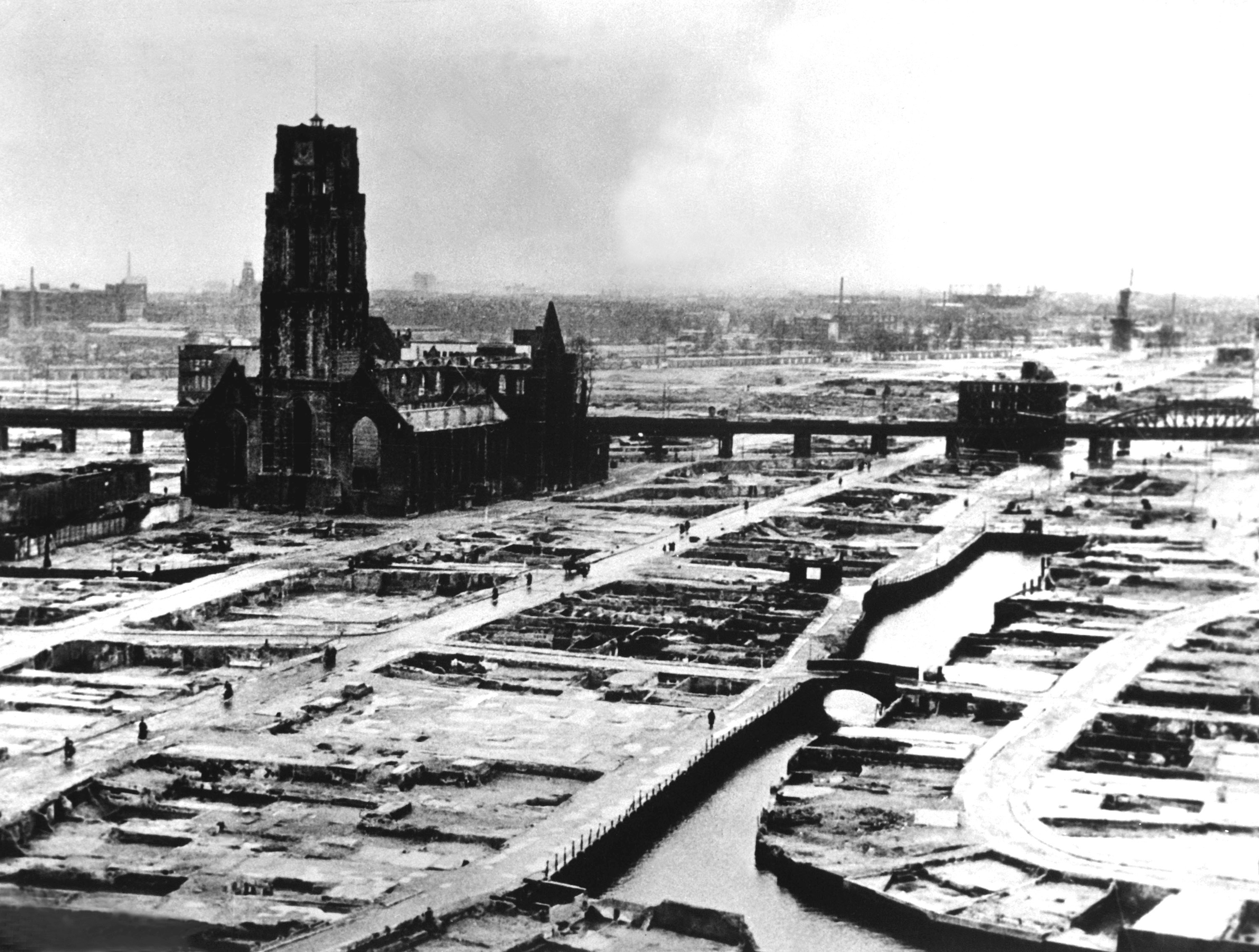
Rotterdamul după raidurile aeriene germane din 1940

Țările de Jos au reușit să rămână neutre în timpul Primului Război Mondial, în parte pentru că importul de mărfuri prin Țările de Jos s-a dovedit esențial pentru supraviețuirea Germaniei până la blocada de către Marina Regală Britanică în 1916. Acest lucru s-a schimbat în Al Doilea Război Mondial, când Germania Nazistă a invadat Țările de Jos pe 10 mai 1940. Blitzul de la Rotterdam a forțat elementul principal al armatei neerlandeze să capituleze patru zile mai târziu. În timpul ocupației, peste 100.000 de evrei olandezi⁠(d) au fost adunați și transportați în lagărele de exterminare naziste; doar câțiva dintre ei au supraviețuit. Numeroși muncitori neerlandezi au fost deportați pentru muncă forțată în Germania, iar membrii Rezistenței neerlandeze care au fost prinși, au fost uciși. Între aceștia s-a numărat Titus Brandsma, rectorul Universității din Nijmegen. Țăranii au fost exploatați și jefuiți pentru hrană. Deși au existat mii de neerlandezi care și-au riscat viața ascunzând evrei și oponenți ai regimului de ocupație, au fost și peste 20.000 de fasciști neerlandezi care s-au înrolat în Waffen-SS, și au luptat pe Frontul de Est. Colaboraționiștii au fost membri și simpatizanți ai Mișcării Național-Socialiste din Țările de Jos (NSB), din 1941 partid unic. La 8 decembrie 1941 guvernul neerlandez în exil la Londra a declarat război Japoniei, dar nu a putut împiedica ocuparea japoneză a Indiilor Orientale Neerlandeze (Indonezia)⁠(d). În 1944–1945, Prima Armată canadiană, care includea trupe canadiene, britanice⁠(d) și poloneze⁠(d), a fost responsabilă pentru eliberarea unei mari părți a Țărilor de Jos. La scurt timp după Ziua Victoriei în Europa, neerlandezii au purtat un război colonial împotriva noii Republici Indoneziene⁠(d).

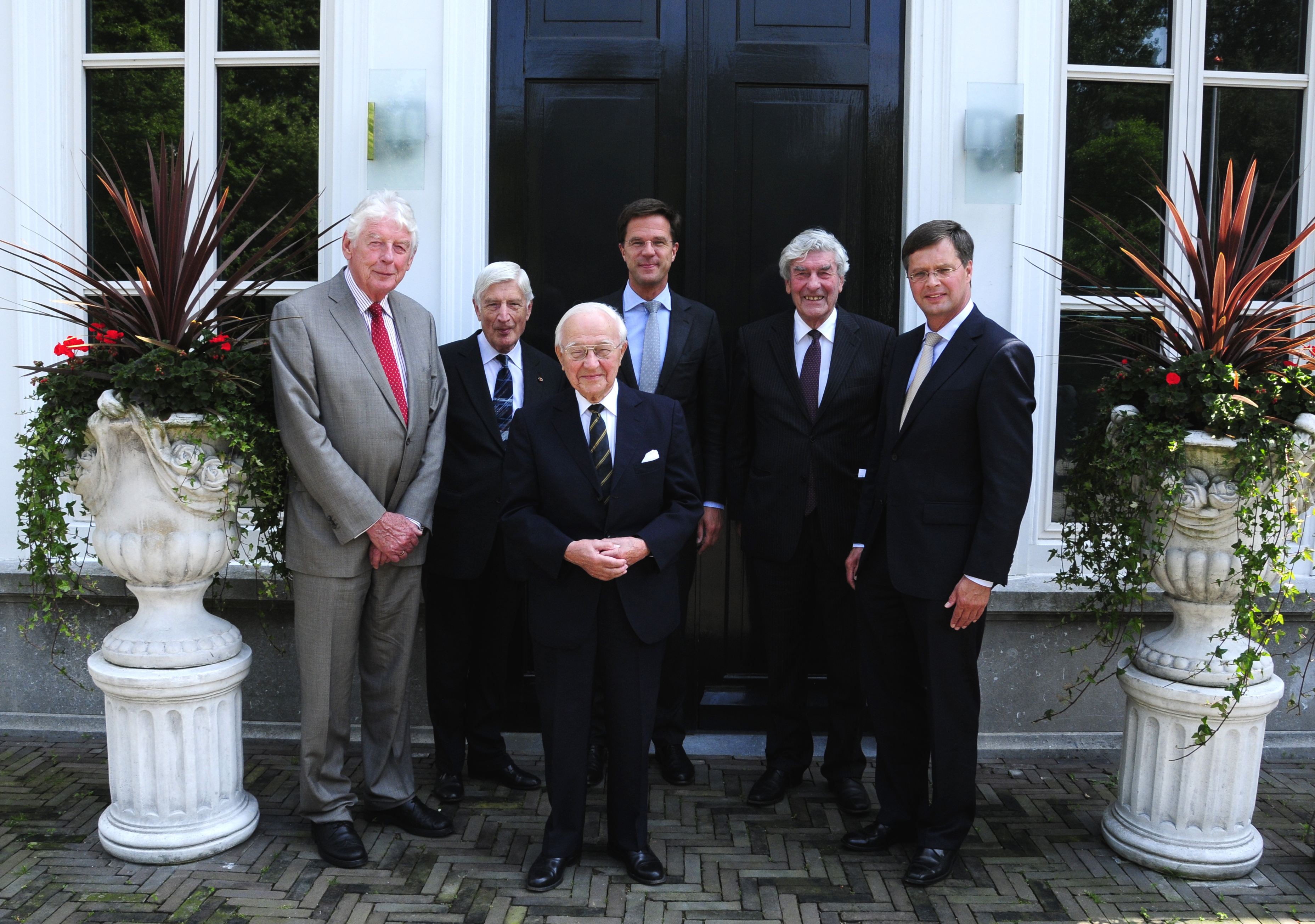
Foștii prim-miniștri,,, și Jan Peter Balkenende cu premierul Mark Rutte, în 2011

În 1954, Carta pentru Regatul Țărilor de Jos⁠(d) a reformat structura politică a Țărilor de Jos, care a fost rezultatul presiunii internaționale de a realiza decolonizarea⁠(d). Coloniile neerlandeze Surinam și Curaçao și Dependențele⁠(d) și teritoriul european au devenit toate țări în cadrul Regatului, pe bază de egalitate. Indonezia și-a declarat independența în august 1945 (și a fost recunoscută în 1949) și, prin urmare, nu a făcut niciodată parte din Regatul reformat. Surinamul a urmat și el în 1975. După război, Țările de Jos au lăsat în urmă o epocă a neutralității și a câștigat legături mai strânse cu statele vecine. Olanda a fost unul dintre membrii fondatori ai Beneluxului, NATO, Euratomului și Comunității Europene a Cărbunelui și Oțelului, care avea să devină CEE (Piața comună) și mai târziu Uniunea Europeană.
Eforturile de emigrare încurajate de guvern pentru a reduce densitatea populației au determinat aproximativ 500.000 de neerlandezi să părăsească țara după război. Anii 1960 și 1970 au fost o perioadă de mari schimbări sociale și culturale, cum ar fi depilarizarea⁠(d) rapidă caracterizată prin decăderea vechilor diviziuni pe linii politice și religioase. Tinerii, și în special studenții, au respins obiceiurile tradiționale și au făcut eforturi pentru schimbare în chestiuni precum drepturile femeilor, sexualitatea, dezarmarea⁠(d) și problemele de mediu⁠(d). În 2002, euro a fost introdus ca monedă fiduciară, iar în 2010 Antilele Neerlandeze au fost dizolvate⁠(d). Pe fiecare insulă au fost organizate referendumuri pentru a stabili statutul lor viitor. Drept urmare, insulele Bonaire, Sint Eustatius și Saba (insulele BES) au obținut legături mai strânse cu Țările de Jos. Acest lucru a dus la încorporarea acestor trei insule în Țările de Jos metropolitane drept comune speciale la dizolvarea Antilelor Neerlandeze. Comunele speciale sunt cunoscute în mod colectiv ca Țările de Jos Caraibiene.

## Geografie

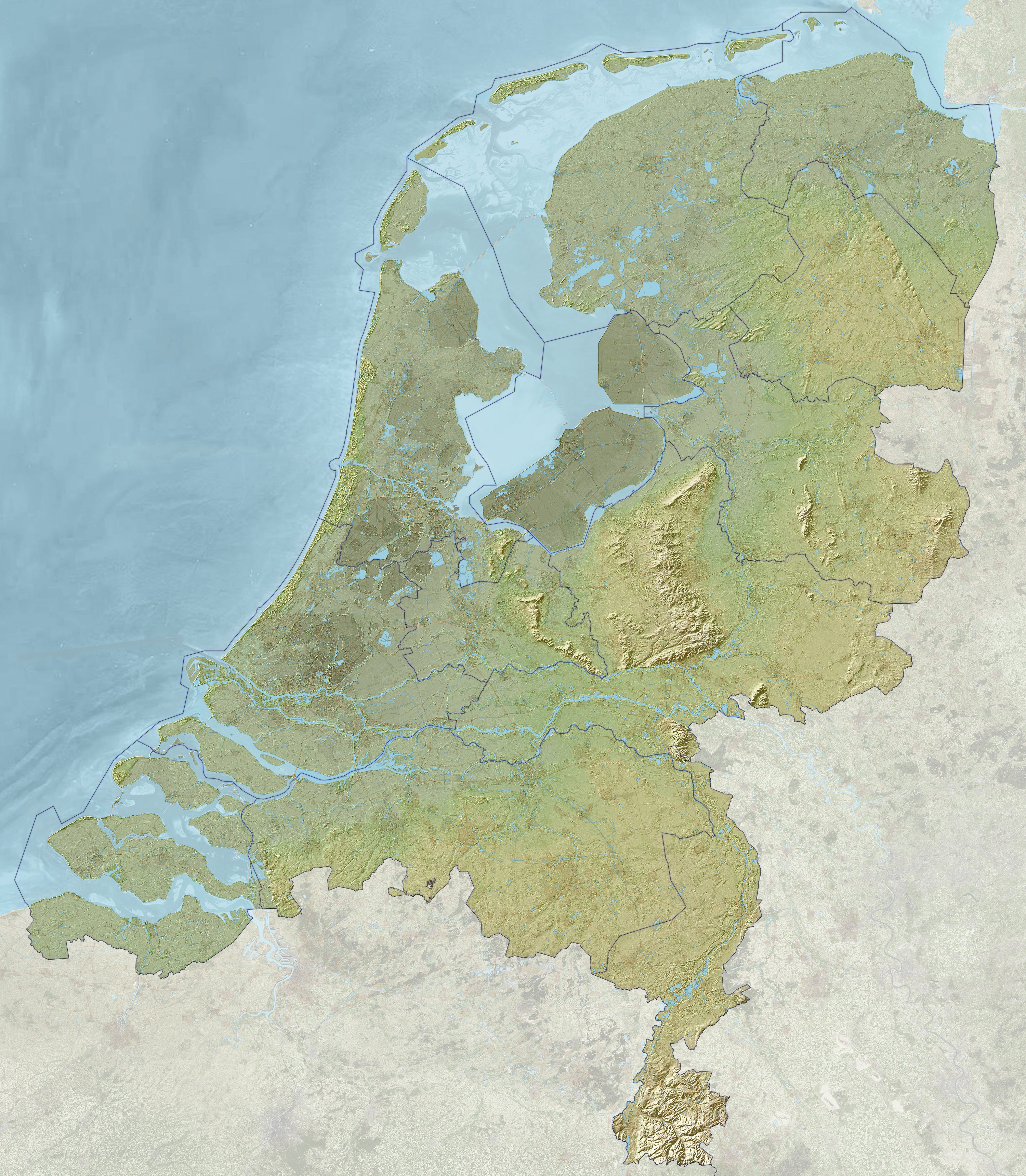
Harta reliefului Țărilor de Jos europene

Potrivit Biroului Central de Statistică, Țările de Jos europene au o suprafață totală de 41.545 kilometri pătrați (16.041 mi2), inclusiv corpurile de apă; și o suprafață de teren de 33.481 kilometri pătrați (12.927 mi2). Țările de Jos Caraibiene au o suprafață totală de 328 kilometri pătrați (127 mi2). Se află între latitudinile 50°⁠(d) și 54° N⁠(d) și longitudinile de 3°⁠(d) și 8° E⁠(d).
Țările de Jos au un teritoriu la altitudine foarte mică în raport cu nivelul mării și sunt considerate o țară șeasă, cu aproximativ 26% din suprafață și 21% din populația sa situată sub nivelul mării și doar aproximativ 50% din teritoriu la mai mult de un metru deasupra nivelului mării⁠(d). Partea europeană a țării este în cea mai mare parte plată, cu excepția micilor dealuri din sud-estul extrem, până la o înălțime de cel mult 321 de metri și a unor lanțuri de dealuri joase din părțile centrale. Majoritatea zonelor sub nivelul mării sunt create de om, cauzate prin extracția turbei sau obținute prin recuperarea terenurilor⁠(d). De la sfârșitul secolului al XVI-lea, zone mari de poldere sunt conservate prin sisteme de drenaj elaborate care includ diguri, canale și stații de pompare. Aproape 17% din suprafața țării este recuperată din mare și din lacuri.
O mare parte a țării a fost formată inițial din estuarele a trei mari râuri europene: Rinul (Rijn), Meuse (Maas) și Scheldt (Schelde), precum și ale afluenților acestora. Partea de sud-vest a Țărilor de Jos este până în prezent o deltă fluvială a acestor trei râuri, delta Rin-Meuse-Scheldt.
Țările de Jos europene sunt împărțite în partea de nord și cea de sud de Rin, Waal, principalul său afluent, și Meuse. În trecut, aceste râuri funcționau ca o barieră naturală între feude⁠(d) și, prin urmare, au creat din punct de vedere istoric o diviziune culturală, așa cum este evident în unele trăsături fonetice care sunt recunoscute de ambele părți ale ceea ce neerlandezii numesc „Marile Râuri” (de Grote Rivieren). Un alt braț important al Rinului, râul IJssel, se varsă în lacul IJssel, fostul Zuiderzee („marea de sud”). La fel, acest râu formează o diviziune lingvistică: oamenii din nord-estul acestui râu vorbesc dialecte saxone de jos⁠(d) (cu excepția provinciei Friesland, care are propria sa limbă).

### Geologie
Țările de Jos moderne s-au format ca urmare a interacțiunii celor patru râuri principale (Rinul, Meuse, Schelde și IJssel) și a influenței Mării Nordului. Țările de Jos sunt compuse în cea mai mare parte din sedimente de origine deltaică, de coastă și eoliană⁠(d) în timpul perioadelor glaciare⁠(d) și interglaciare din Pleistocen.
Aproape întregul vest al Țărilor de Jos este compus din estuarul fluvial Rin-Meuse, dar intervenția umană a modificat foarte mult procesele naturale aflate în lucru. Cea mai mare parte din vestul Țărilor de Jos se află sub nivelul mării din cauza procesului uman de transformare a corpurilor de apă stătătoare în pământ agricol,poldere.
În estul Țărilor de Jos se găsesc rămășițe ale ultimei epoci glaciare, care s-a încheiat cu aproximativ zece mii de ani în urmă. Pe măsură ce calota glaciară continentală a pătruns dinspre nord, ea a împins morenele înainte. Calota glaciară s-a oprit atunci când acoperea jumătatea de est a Țărilor de Jos. După sfârșitul erei glaciare, morena a rămas sub forma unei lungi linii de dealuri. Pe aceste dealuri sunt construite orașele Arnhem și Nijmegen.

### Inundații

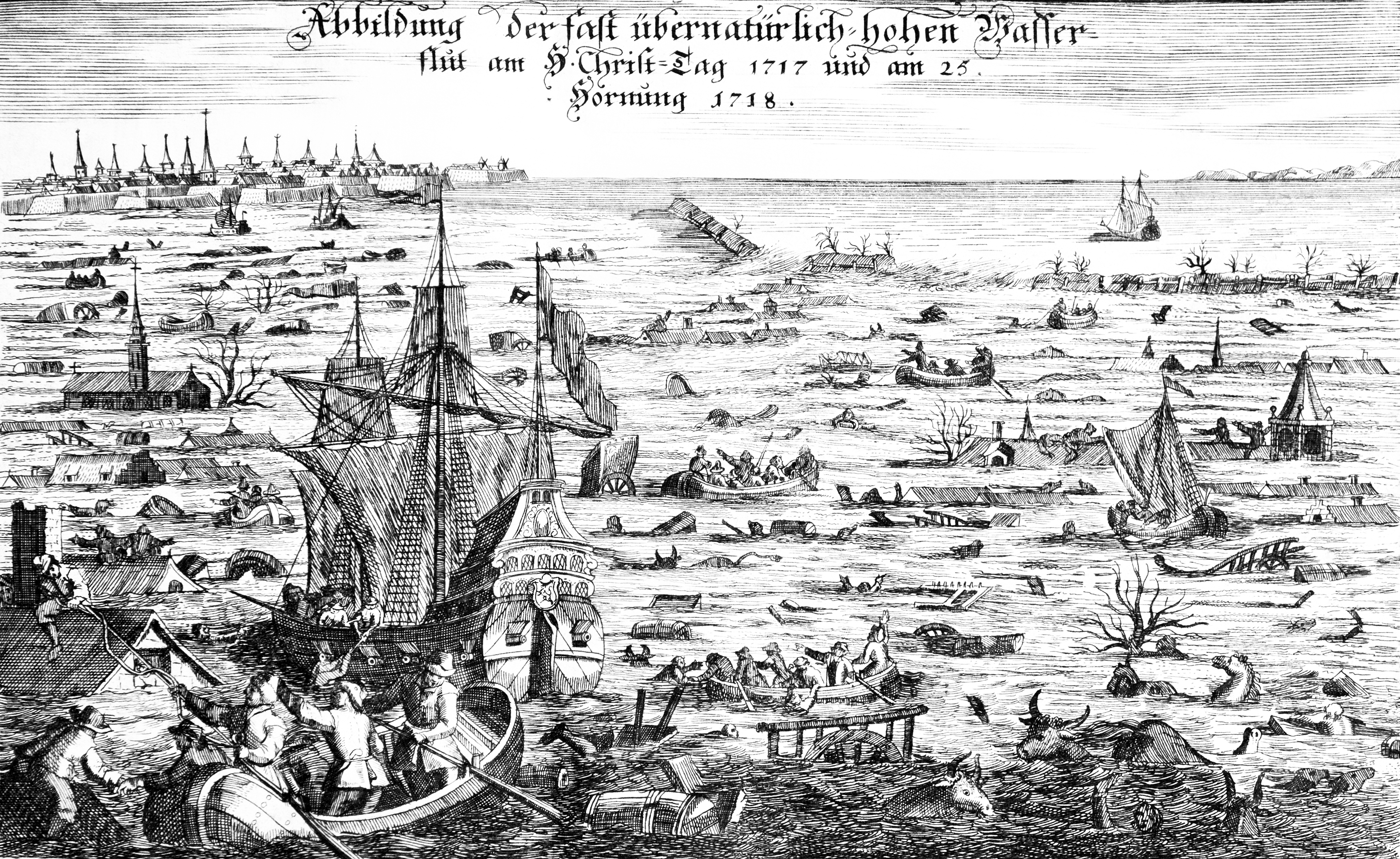
a fost rezultatul unei furtuni din nord-vest care a dus la moartea a mii de oameni.

De-a lungul secolelor, coasta neerlandeză s-a schimbat considerabil ca urmare a dezastrelor naturale și a intervenției umane.
La 14 decembrie 1287, inundația de Sf. Lucia⁠(d) a afectat Țările de Jos și Germania, ucigând peste 50.000 de oameni într-una dintre cele mai distructive inundații din istoria scrisă. Inundația de Sf. Elisabeta⁠(d) din 1421 și gestionarea proastă din urma acesteia au distrus un polder recent creat, înlocuindu-l cu cei 72 kilometri pătrați (28 mi2) de luncă inundabilă mareică Biesbosch⁠(d) din sudul central. Uriașa inundație din Marea Nordului de la începutul lunii februarie 1953⁠(d) a provocat prăbușirea mai multor diguri în sud-vestul Țărilor de Jos; peste 1.800 de oameni s-au înecat în inundații. Guvernul neerlandez a instituit ulterior un program pe scară largă, „Construcțiile Delta”, pentru a proteja țara împotriva viitoarelor inundații, care a fost finalizat după mai mult de treizeci de ani.

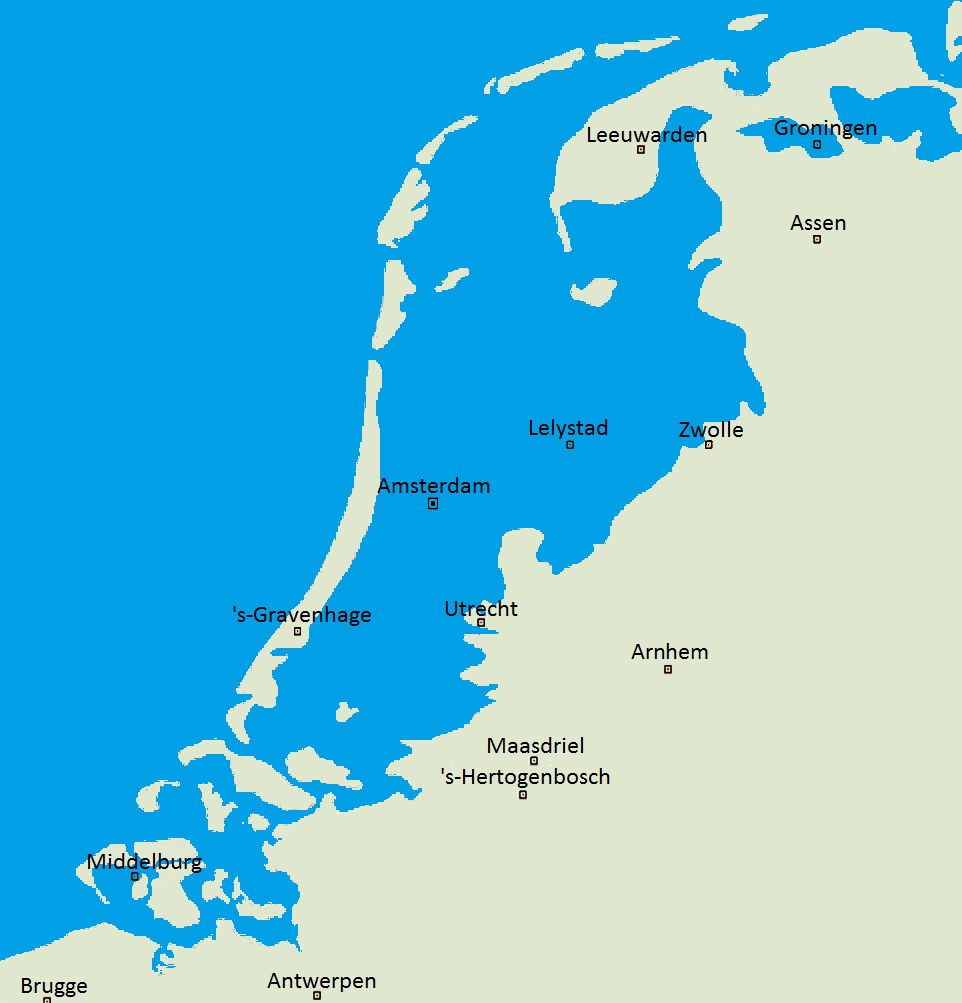
Hartă care ilustrează zonele din Țările de Jos aflate sub nivelul mării

Impactul dezastrelor a fost, într-o măsură, intensificat de activitatea umană. Mlaștinile⁠(d) relativ înalte au fost drenate pentru a fi folosite ca terenuri agricole. Drenajul a făcut ca turba fertilă să se contracte și să scadă nivelul solului, iar nivelurile apelor subterane au fost coborâte pentru a compensa scăderea nivelului solului, provocând contractarea în continuare a turbei subiacente. În plus, până în secolul al XIX-lea, turba a fost extrasă, uscată și folosită drept combustibil, agravând și mai mult problema. Secole de extracție extensivă și prost controlată a turbei au redus cu câțiva metri o suprafață de pământ deja joasă. Chiar și în zonele inundate, extracția turbei a continuat prin dragare.
Din cauza inundațiilor, agricultura era dificilă, ceea ce a încurajat comerțul exterior, cu rezultatul că neerlandezii au fost implicați în afacerile mondiale încă din secolele al XIV-lea–al XV-lea.

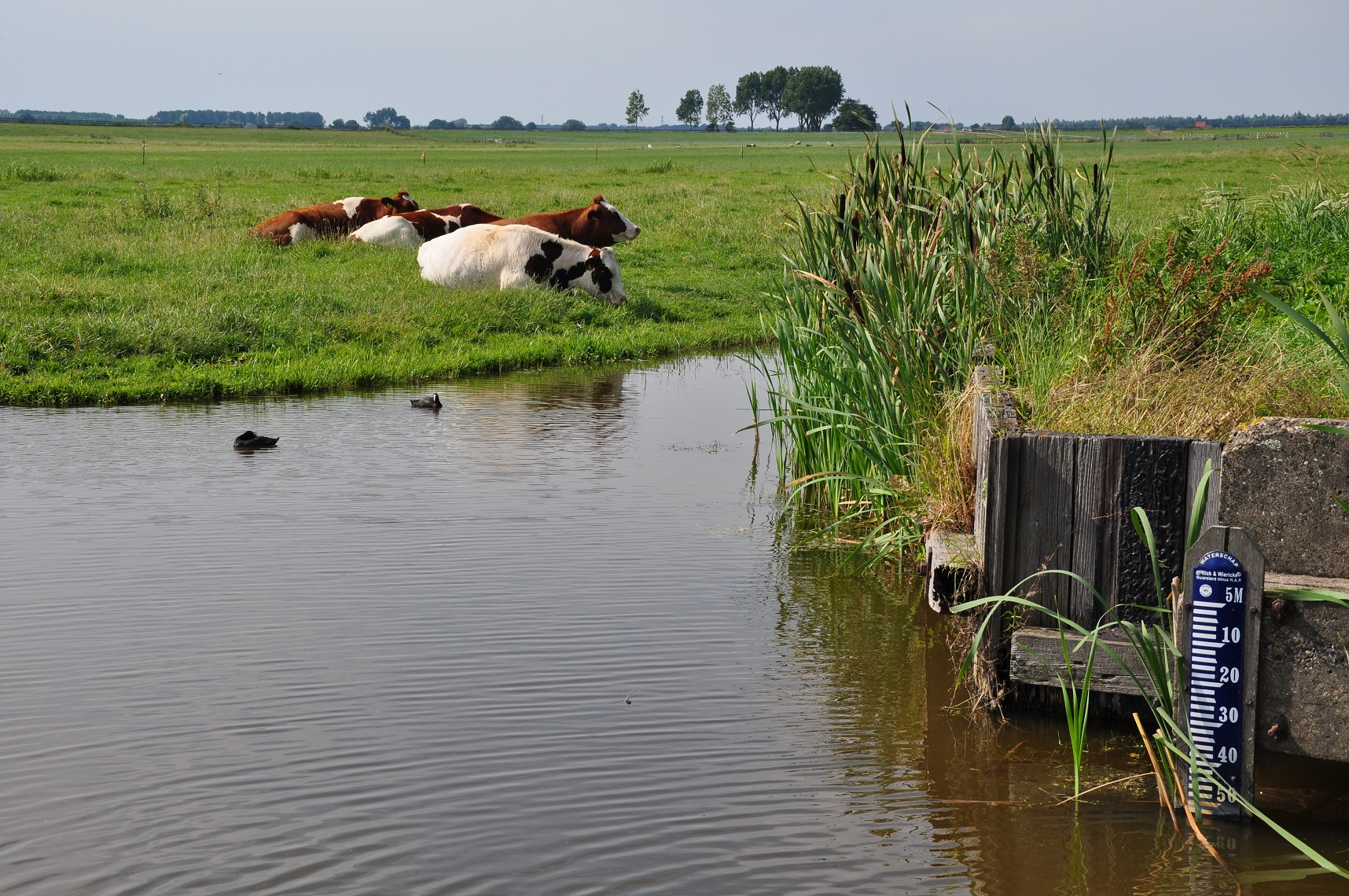
Un polder la 5,53 metri sub nivelul mării

Pentru a se proteja de inundații, au fost concepute o serie de apărări împotriva apei. În primul mileniu e.n., satele și fermele au fost construite pe dealuri artificiale numite terpi. Mai târziu, acești terpi au fost legați între ei prin diguri. În secolul al XII-lea, au început să apară agenții guvernamentale locale numite „waterschappen⁠(d)” („sfaturi ale apei”) sau „hoogheemraadschappen⁠(d)” („sfaturi ale caselor de sus”), a căror sarcină era menținerea nivelului apei și protejarea unei regiuni de inundații; aceste agenții continuă să existe. Pe măsură ce nivelul solului a scăzut, digurile au crescut și au fuzionat într-un sistem integrat. În secolul al XIII-lea, intraseră în uz morile de vânt pentru pomparea apei din zonele de sub nivelul mării. Morile de vânt au fost folosite ulterior pentru drenarea lacurilor, creând faimoasele poldere.
În 1932, Afsluitdijk⁠(d) („Digul de închidere”) a fost finalizat, întrerupând legătura fostei Zuiderzee (Marea de Sud) cu Marea Nordului și creând astfel IJsselmeer (Lacul IJssel). Digul a devenit parte a mai marelui proiect Zuiderzeewerke, în care patru poldere însumând 2.500 kilometri pătrați (965 mi2) au fost recuperate din mare.
Țările de Jos sunt una dintre țările care ar putea suferi cel mai mult de pe urma schimbărilor climatice. Este o problemă nu numai creșterea nivelului mării, dar fenomenele meteorologice neregulate pot cauza revărsarea râurilor.

### Construcțiile Delta

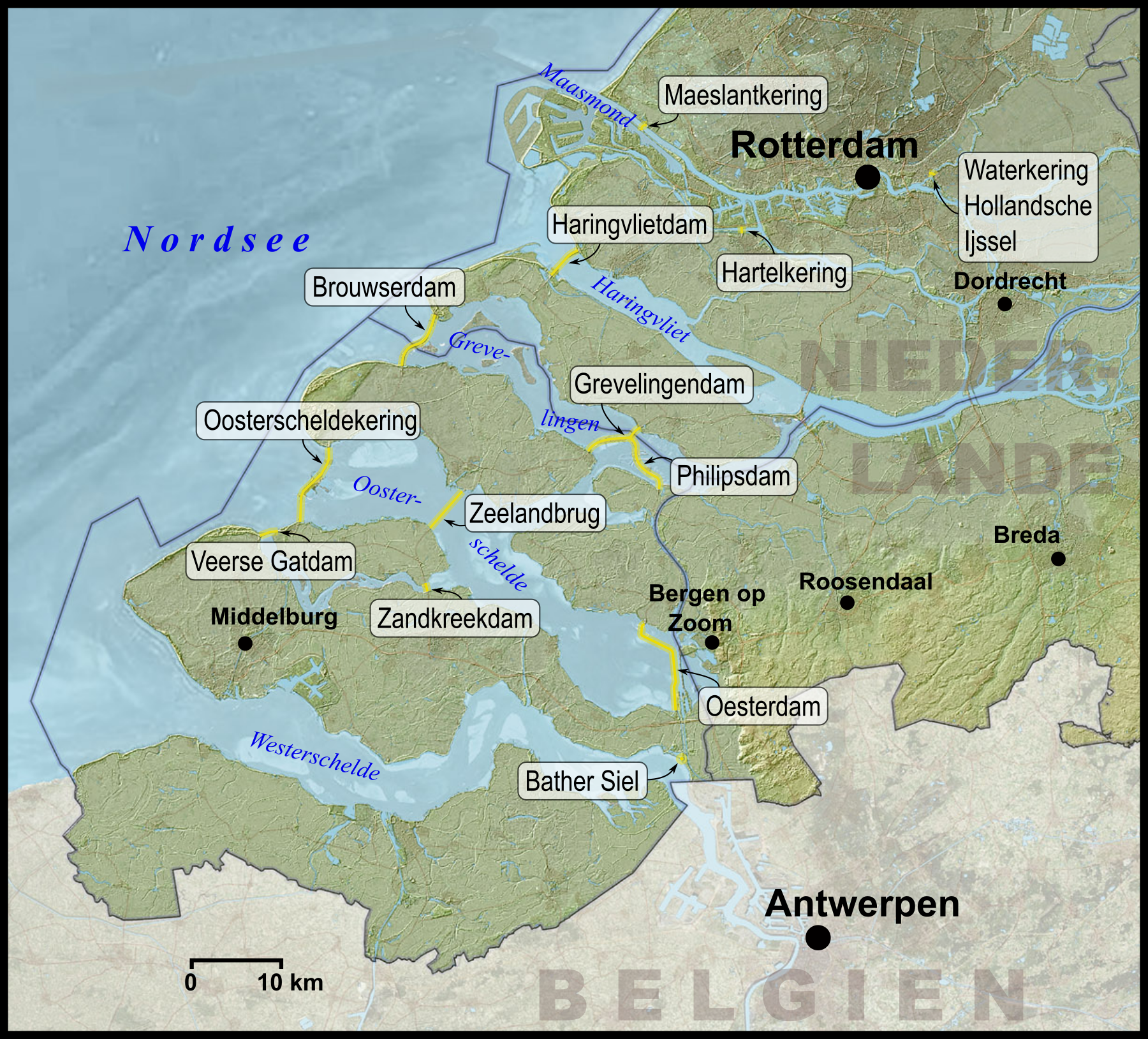
Construcțiile Delta sunt situate în provinciile Olanda de Sud și Zeeland.

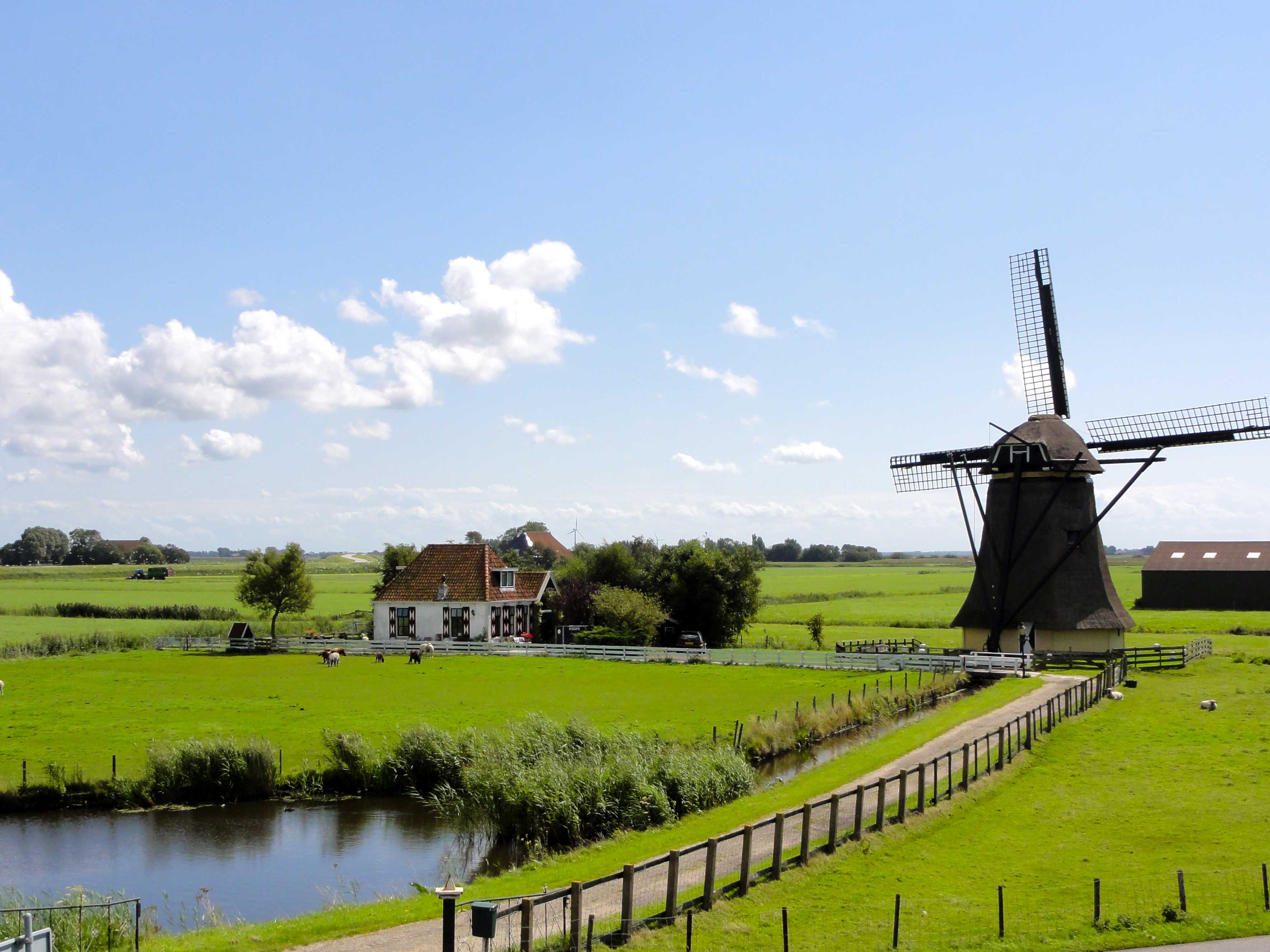
, Friesland

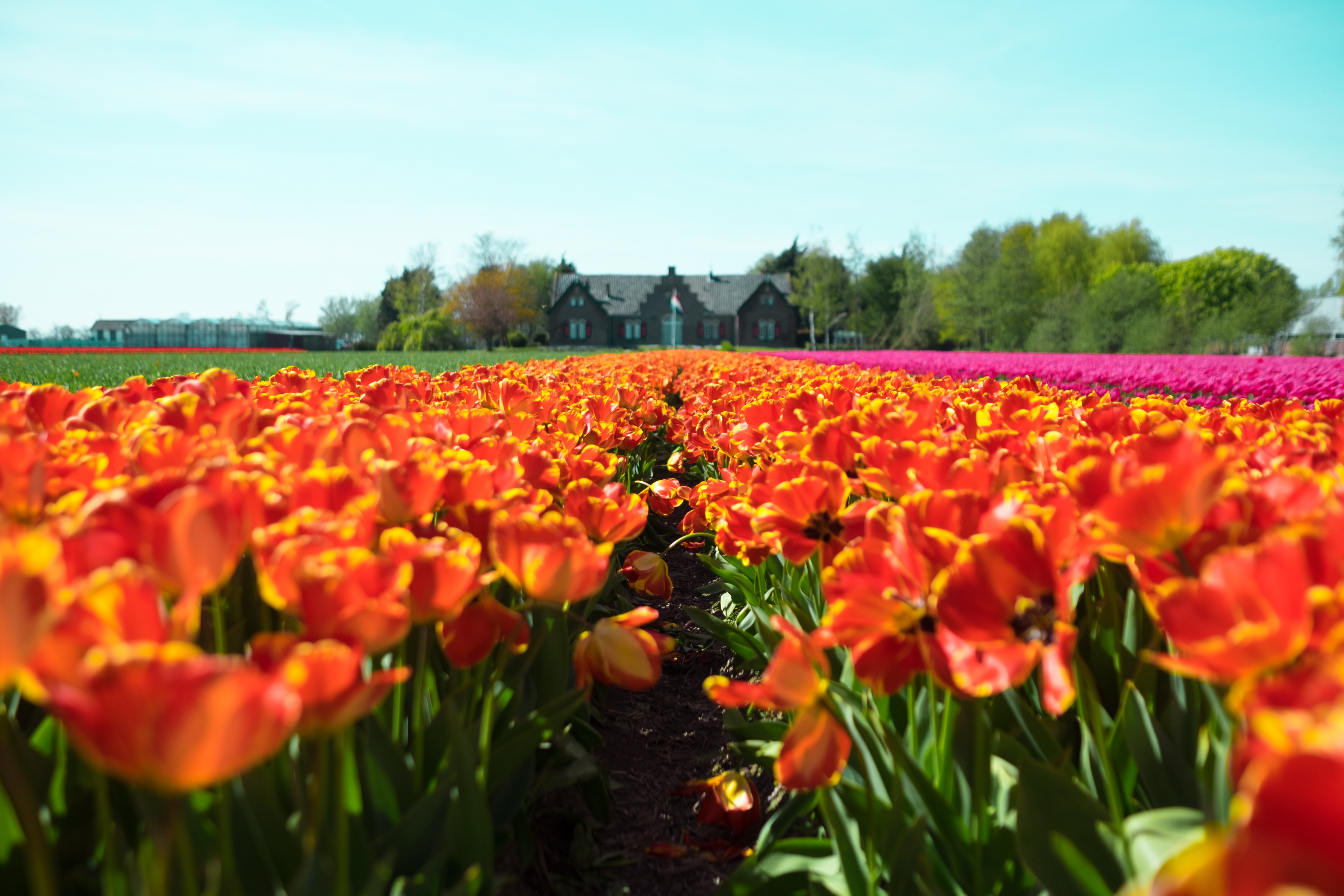
Lisse, Olanda de Sud

După dezastrul din 1953⁠(d), au fost inițiate Construcțiile Delta, care reprezintă un set cuprinzător de lucrări civile pe coasta neerlandeză. Proiectul a început în 1958 și a fost finalizat în mare parte în 1997 odată cu finalizarea lui Maeslantkering⁠(d). De atunci au început periodic noi proiecte de întreținere și reînnoire a Construcțiilor Delta. Scopul principal al proiectului Delta a fost reducerea riscului de inundații în Olanda de Sud și Zeeland la o dată la 10.000 de ani (comparativ cu o dată la 4000 de ani pentru restul țării). Acest lucru a fost realizat prin înălțarea a 3.000 kilometri (1.900 mi) de diguri marine exterioare și 10.000 kilometri (6.200 mi) de diguri interioare, pe canale și râuri și prin închiderea estuarelor marine din provincia Zeeland. Noile evaluări de risc arată ocazional probleme care necesită întăriri suplimentare ale digurilor proiectului Delta. Proiectul Delta este considerat de Societatea Americană a Inginerilor Civili una dintre cele șapte minuni ale lumii moderne.
Se anticipează că încălzirea globală din secolul al XXI-lea va duce la o creștere a nivelului mării. Țările de Jos se pregătesc activ pentru o creștere a nivelului mării. O Comisie Delta neutră din punct de vedere politic a formulat un plan de acțiune pentru a face față unei creșteri a nivelului mării cu 1,1 m și o scădere simultană a înălțimii terenului de 10 cm. Planul cuprinde consolidarea apărării de coastă existente, cum ar fi diguri și dune cu 1,3 m de protecție suplimentară împotriva inundațiilor. Schimbările climatice nu numai că vor amenința Țările de Jos de pe litoral, dar ar putea să modifice și tiparele de precipitații și curgerea râurilor. Pentru a proteja țara de inundațiile produse de râuril, este deja în curs de execuție un alt program. Planul Loc pentru Râu⁠(d) acordă mai mult spațiu de curgere râurilor, protejează marile zone populate și permite inundarea periodică a terenurilor neapărabile. Puținii rezidenți care locuiau în aceste așa-numite „zone de revărsare” au fost strămutați pe un teren mai înalt, o parte din acel teren fiind ridicat deasupra cotelor anticipate de inundație.

### Clima
Direcția predominantă a vântului în Țările de Jos europene este dinspre sud-vest, ceea ce determină o climă oceanică moderată, cu veri puțin calde și ierni răcoroase și, de obicei, umiditate ridicată. Aceasta este valabilă mai ales în apropierea coastei neerlandeze, unde diferența de temperatură între vară și iarnă, precum și între zi și noapte este vizibil mai mică decât este în sud-estul țării.
Zilele de îngheț — temperatură maximă sub 0 °C (32 °F) — apar de obicei din decembrie până în februarie, și doar ocazional în afara acestei perioade. Zile cu temperatura minimă sub 0 °C (32 °F) apar mult mai des, de obicei variind de la mijlocul lunii noiembrie până la sfârșitul lunii martie, dar nu rareori și de la mijlocul lunii octombrie și până la jumătatea lunii mai. Dacă se alege înălțimea de măsurare să fie 10 cm deasupra solului în loc de 150 cm, se pot găsi chiar astfel de temperaturi în mijlocul verii. În medie, ninsoarea poate apărea din noiembrie până în aprilie, dar uneori apare și în mai sau octombrie.
Zilele calde — cu temperatura maxima peste 20 °C — se găsesc de obicei din aprilie până în octombrie, dar în unele părți ale țării aceste zile calde pot apărea și în martie, sau chiar uneori în noiembrie sau februarie (de obicei, nu în De Bilt). Zilele de vară — temperatură maximă peste 25 °C — sunt de obicei înregistrate în De Bilt din mai până în septembrie, zilele tropicale — temperatura maximă peste 30 °C — sunt rare și apar de obicei numai în iunie până în august.
Precipitațiile de-a lungul anului sunt distribuite relativ egal în fiecare lună. Lunile de vară și de toamnă tind să adune puțin mai multe precipitații decât celelalte luni, în principal din cauza intensității precipitațiilor, mai degrabă decât a frecvenței zilelor de ploaie (este cazul mai ales vara, când sunt mult mai frecvente și descărcările electrice).
Numărul de ore de soare este afectat de faptul că, din cauza latitudinii geografice, lungimea zilelor variază între opt ore în decembrie și aproape 17 ore în iunie.
Următorul tabel se bazează pe măsurătorile mediilor realizate de stația meteo KNMI⁠(d) din De Bilt între 1991 și 2020. Cea mai mare temperatură înregistrată a fost atinsă pe 25 iulie 2019 în Gilze-Rijen.
| Date climatice pentru De Bilt (1991–2020 averages), all KNMI locations (1901–2021 extremes), snowy days: (2003-2020 averages). | Date climatice pentru De Bilt (1991–2020 averages), all KNMI locations (1901–2021 extremes), snowy days: (2003-2020 averages). | Date climatice pentru De Bilt (1991–2020 averages), all KNMI locations (1901–2021 extremes), snowy days: (2003-2020 averages). | Date climatice pentru De Bilt (1991–2020 averages), all KNMI locations (1901–2021 extremes), snowy days: (2003-2020 averages). | Date climatice pentru De Bilt (1991–2020 averages), all KNMI locations (1901–2021 extremes), snowy days: (2003-2020 averages). | Date climatice pentru De Bilt (1991–2020 averages), all KNMI locations (1901–2021 extremes), snowy days: (2003-2020 averages). | Date climatice pentru De Bilt (1991–2020 averages), all KNMI locations (1901–2021 extremes), snowy days: (2003-2020 averages). | Date climatice pentru De Bilt (1991–2020 averages), all KNMI locations (1901–2021 extremes), snowy days: (2003-2020 averages). | Date climatice pentru De Bilt (1991–2020 averages), all KNMI locations (1901–2021 extremes), snowy days: (2003-2020 averages). | Date climatice pentru De Bilt (1991–2020 averages), all KNMI locations (1901–2021 extremes), snowy days: (2003-2020 averages). | Date climatice pentru De Bilt (1991–2020 averages), all KNMI locations (1901–2021 extremes), snowy days: (2003-2020 averages). | Date climatice pentru De Bilt (1991–2020 averages), all KNMI locations (1901–2021 extremes), snowy days: (2003-2020 averages). | Date climatice pentru De Bilt (1991–2020 averages), all KNMI locations (1901–2021 extremes), snowy days: (2003-2020 averages). | Date climatice pentru De Bilt (1991–2020 averages), all KNMI locations (1901–2021 extremes), snowy days: (2003-2020 averages). |
| Luna | Ian | Feb | Mar | Apr | Mai | Iun | Iul | Aug | Sep | Oct | Nov | Dec | Anual |
| --- | --- | --- | --- | --- | --- | --- | --- | --- | --- | --- | --- | --- | --- |
| Maxima medie °C (°F) | 6.1 (43) | 7.0 (44,6) | 10.5 (50,9) | 14.8 (58,6) | 18.3 (64,9) | 20.9 (69,6) | 23.1 (73,6) | 22.9 (73,2) | 19.5 (67,1) | 14.8 (58,6) | 9.9 (49,8) | 6.7 (44,1) | 14,5 (58,1) |
| Media zilnică °C (°F) | 3.6 (38,5) | 3.9 (39) | 6.5 (43,7) | 9.8 (49,6) | 13.4 (56,1) | 16.2 (61,2) | 18.3 (64,9) | 17.9 (64,2) | 14.7 (58,5) | 10.9 (51,6) | 7.0 (44,6) | 4.2 (39,6) | 10,5 (50,9) |
| Minima medie °C (°F) | 0.9 (33,6) | 0.7 (33,3) | 2.4 (36,3) | 4.5 (40,1) | 8.0 (46,4) | 10.8 (51,4) | 13.0 (55,4) | 12.5 (54,5) | 10.0 (50) | 7.1 (44,8) | 3.9 (39) | 1.6 (34,9) | 6,0 (42,8) |
| Minima istorică °C (°F) | −27.4 (−17.3) | −26.8 (−16.2) | −20.7 (−5.3) | −9.4 (15,1) | −5.4 (22,3) | −1.2 (29,8) | 0.7 (33,3) | 1.3 (34,3) | −3.7 (25,3) | −8.5 (16,7) | −14.4 (6,1) | −22.3 (−8.1) | −27,4 (−17,3) |
| Precipitații mm (inches) | 70.8 (2.787) | 63.1 (2.484) | 57.8 (2.276) | 41.6 (1.638) | 59.3 (2.335) | 70.5 (2.776) | 85.2 (3.354) | 83.6 (3.291) | 77.9 (3.067) | 81.1 (3.193) | 80.0 (3.15) | 83.8 (3.299) | 854,7 (33,65) |
| Umiditate [%] | 87 | 84 | 79 | 74 | 74 | 75 | 77 | 79 | 83 | 86 | 89 | 89 | 81 |
| Nr. de zile cu precipitații (≥ 0.1 mm)                                                                                         | 18 | 16 | 15 | 12 | 14 | 14 | 15 | 15 | 14 | 16 | 19 | 19 | 186 |
| Nr. mediu de zile cu ninsoare (≥ 0 cm)                                                                                         | 5 | 6 | 3 | 0 | - | – | – | – | – | 0 | 1 | 4 | 19 |
| Ore însorite | 66.6 | 89.6 | 139.4 | 189.2 | 217.5 | 207.1 | 213.9 | 196.3 | 152.8 | 119.3 | 67.4 | 55.5 | 1.714,6 |
| Sursă: KNMI.nl | | | | | | | | | | | | | |

### Natura
Țările de Jos au 20 de parcuri naționale și sute de alte rezervații naturale, care includ lacuri, lande, păduri, dune și alte habitate. Cele mai multe dintre acestea sunt deținute de Staatsbosbeheer⁠(d), departamentul național pentru silvicultură⁠(d) și conservarea habitatelor⁠(d) și Natuurmonumenten⁠(d) („Monumentele naturii”), o organizație privată care cumpără, protejează și gestionează rezervațiile naturale. Partea neerlandeză a Mării Wadden din nord, cu câmpiile sale mareice⁠(d) și zonele sale umede, este bogată în diversitate biologică și a fost declarată sit natural în Patrimoniul Mondial UNESCO în 2009.

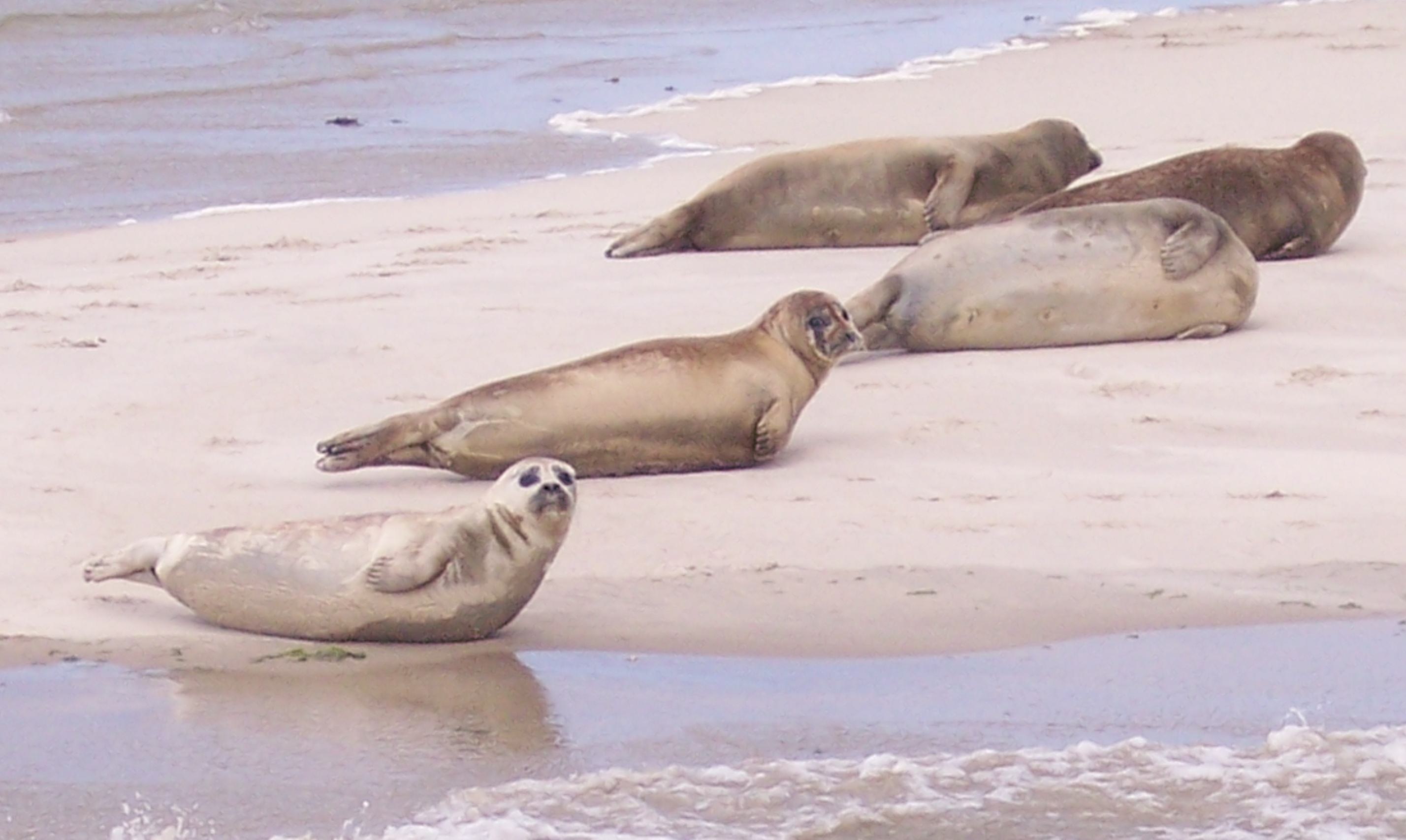
Foci pe Terschelling, o insulă din Marea Wadden

Oosterschelde, fostul estuar de nord-est al râului Scheldt, a fost desemnat parc național în 2002, cel mai mare parc național din Țările de Jos, cu o suprafață de 370 kilometri pătrați (140 mi2). Este alcătuit în principal din apele sărate ale lui Oosterschelde, dar include și mlaștini, pajiști și bancuri de nisip. Datorită varietății mari a vieții marine, inclusiv specii regionale unice, parcul este popular printre scafandri. Printre alte activități se numără sailing, pescuit, ciclism și observarea păsărilor.
Din punct de vedere fitogeografic⁠(d), Țările de Jos europene sunt împărțite între provinciile atlantică europeană și central-europeană din Regiunea Circumboreală⁠(d) din Regatul Boreal. Potrivit World Wide Fund for Nature, teritoriul european al Țărilor de Jos aparține ecoregiunii pădurilor atlantice de amestec⁠(d). În 1871, ultimele păduri naturale vechi au fost tăiate, iar majoritatea pădurilor de astăzi sunt monoculturi de arbori plantați precum pinul silvestru și copaci care nu sunt originari din Țările de Jos. Aceste păduri au fost plantate pe lande antropice și pe nisipuri (lande suprapășunate; Veluwe). Țările de Jos au avut în 2019 un scor mediu al indicelui de integritate a peisajului forestier⁠(d) de 0,6/10, și se clasează pe locul 169 la nivel global din 172 de țări.
Numărul insectelor zburătoare din Țările de Jos a scăzut cu 75% din anii 1990.

### Insulele din Caraibe
În Antilele Mici din Caraibe, teritoriile Curaçao, Aruba și Sint Maarten au statut de țară constituentă în cadrul mai largului Regat al Țărilor de Jos. Alte trei teritorii care alcătuiesc Țările de Jos Caraibiene sunt desemnate drept comune speciale ale Țărilor de Jos. Țările de Jos Caraibiene au frontiere maritime cu Anguilla, Curaçao, Franța (Saint Barthélemy), Saint Kitts și Nevis, Sint Maarten, Insulele Virgine americane și Venezuela.
În cadrul acestui grup de insule:

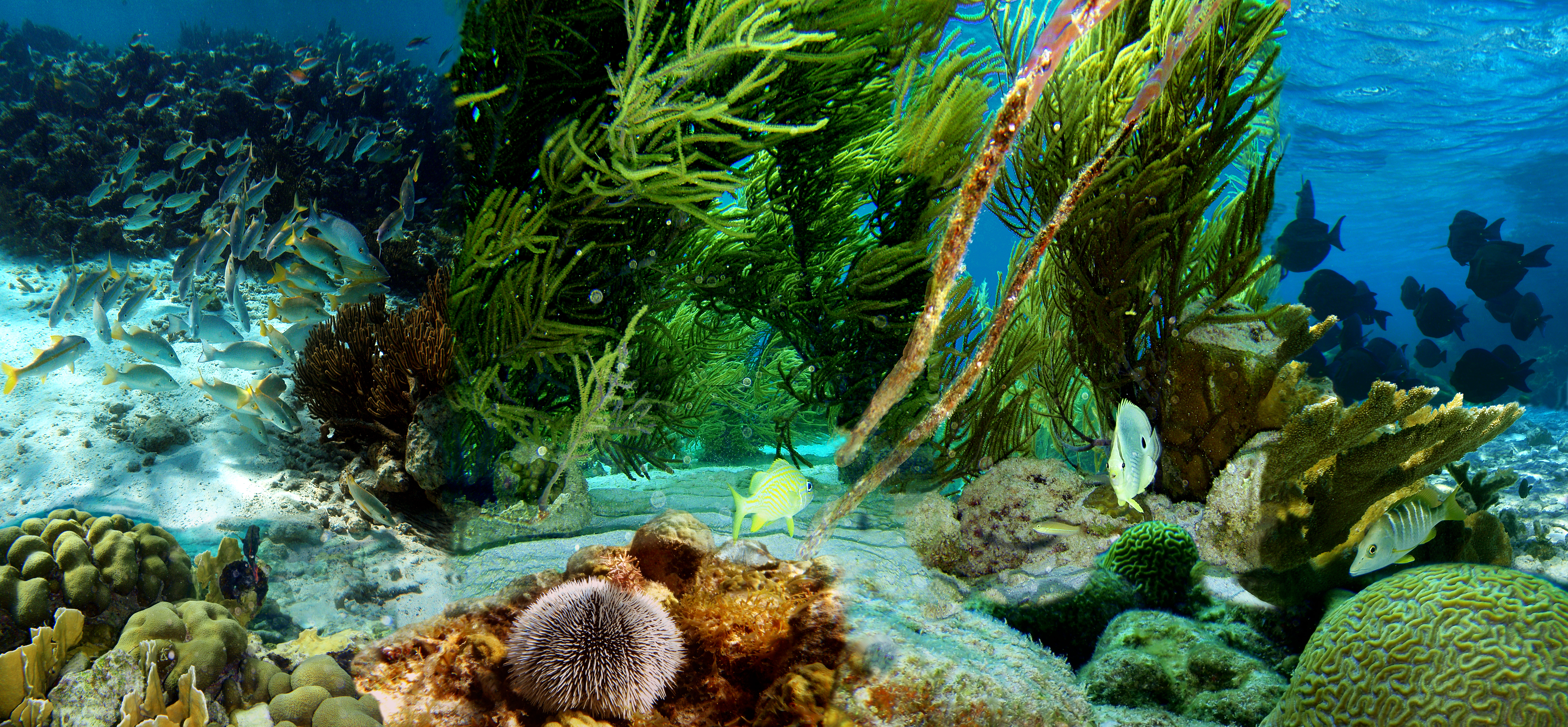
Viața subacvatică în

- Bonaire face parte din insulele ABC din lanțul de insule Antilele Leeward de pe coasta Venezuelei. Antilele Leeward au o origine mixtă vulcanică și corală.
- Saba și Sint Eustatius fac parte din insulele SSS. Sunt situate la est de Puerto Rico și Insulele Virgine. Deși în limba engleză sunt considerate parte din Insulele Leeward, în franceză, spaniolă, olandeză și engleza vorbită local sunt considerate parte din Insulele Windward⁠(d). Insulele Windward sunt toate de origine vulcanică și deluroase, lăsând puțin teren potrivit pentru agricultură. Cel mai înalt punct este Mount Scenery⁠(d), 887 metri (2.910 ft), pe Saba. Acesta este cel mai înalt punct din țară și este, de asemenea, cel mai înalt punct al întregului Regat al Țărilor de Jos.

Insulele din Țările de Jos Caraibiene se bucură de o climă tropicală cu vreme caldă pe tot parcursul anului. Antilele Leeward sunt mai calde și mai uscate decât insulele Windward. Vara, Insulele Windward pot fi supuse uraganelor.

## Guvernare și politică

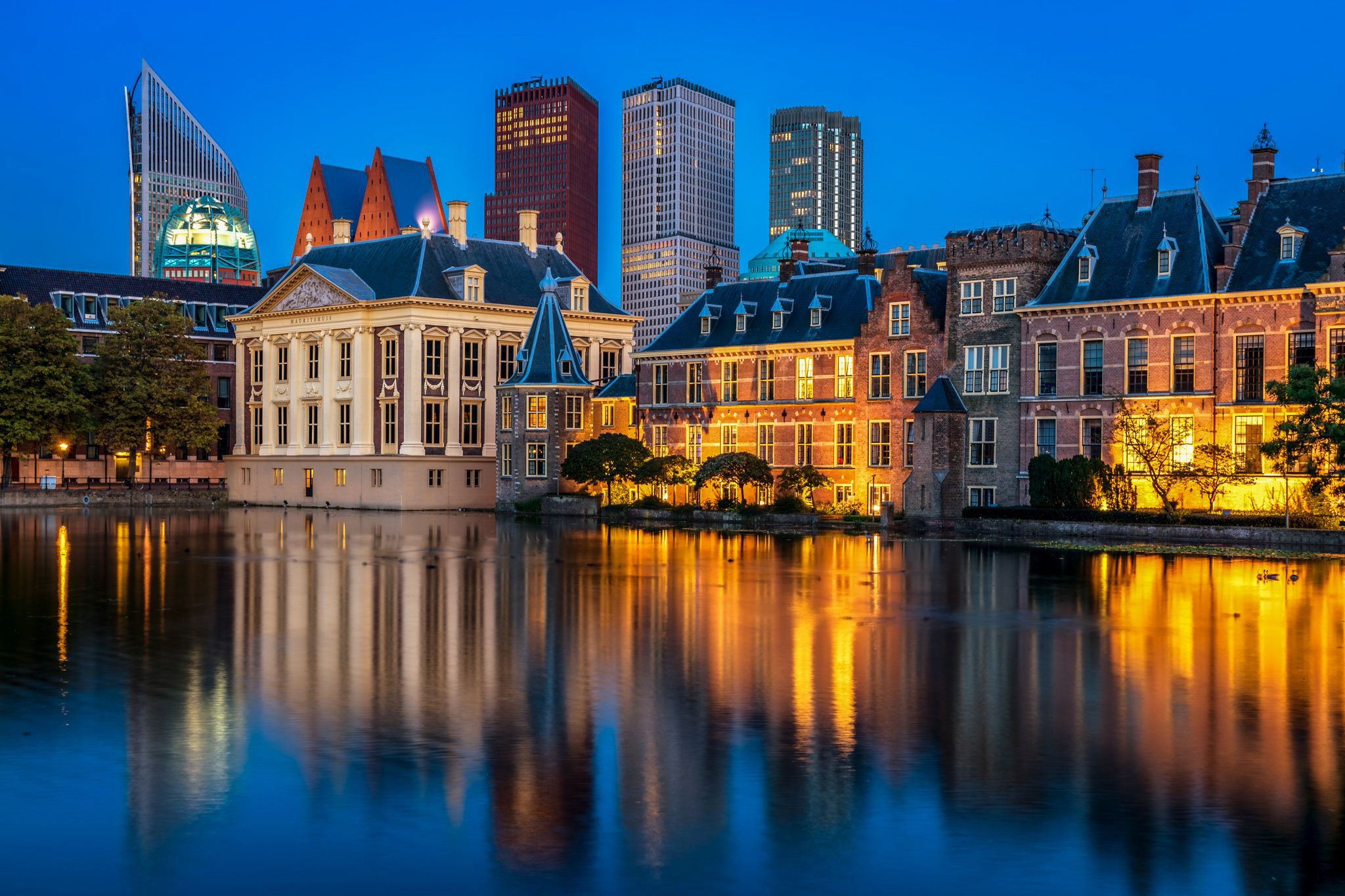
, unde se întrunesc camerele inferioară și superioară ale Stărilor Generale

Țările de Jos sunt o monarhie constituțională din 1815, iar datorită eforturilor lui Johan Rudolph Thorbecke⁠(d) a devenit o democrație parlamentară în 1848. Țările de Jos sunt descrise ca un stat consociațional⁠(d). Politica și guvernanța neerlandeze se caracterizează printr-un efort de a obține un consens larg asupra problemelor importante, atât în cadrul comunității politice, cât și al societății în ansamblu. În 2017, The Economist a clasat Țările de Jos drept a 11-a cea mai democratică țară din lume.
Monarhul⁠(d) este șeful statului, în prezent regele Willem-Alexander al Țărilor de Jos. Constituțional, funcția are cu puteri limitate. Prin lege, Regele are dreptul de a fi informat și consultat periodic cu privire la treburile guvernamentale. În funcție de personalitățile și relațiile regelui și ale miniștrilor, monarhul ar putea avea influență dincolo de puterea acordată de Constituția Țărilor de Jos.
Puterea executivă este formată din Consiliul de Miniștri⁠(d), organul deliberativ al cabinetului neerlandez⁠(d). Cabinetul este de obicei format din 13 până la 16 miniștri și un număr variabil de secretari de stat⁠(d). Unul până la trei miniștri sunt miniștri fără portofoliu. Șeful guvernului este prim-ministrul Țărilor de Jos⁠(d), care este adesea liderul celui mai mare partid al coaliției. Prim-ministrul este un primus inter pares, fără puteri explicite în afară de cele ale celorlalți miniștri. Mark Rutte este prim-ministru din octombrie 2010; din 1973, întotdeauna prim-ministrul a fost liderul celui mai mare partid al coaliției de guvernare.
Cabinetul este responsabil⁠(d) în fața parlamentului bicameral, Stările Generale⁠(d), care are și puteri legislative. Cei 150 de membri ai Camerei Reprezentanților⁠(d), camera inferioară, sunt aleși în alegeri directe pe baza reprezentării proporționale pe liste de partid⁠(d). Acestea au loc la fiecare patru ani, sau mai devreme în cazul în care cabinetul cade (de exemplu: atunci când una dintre camere adoptă o moțiune de cenzură, cabinetul își prezintă demisia monarhului). Stările Provinciale⁠(d) sunt alese direct la fiecare patru ani. Membrii adunărilor provinciale aleg cei 75 de membri ai Senatului Neerlandez⁠(d), camera superioară, care are puterea de a respinge legile, dar nu de a le propune sau modifica. Ambele camere trimit membri în Parlamentul Beneluxului⁠(d), un consiliu consultativ.

### Cultura politică

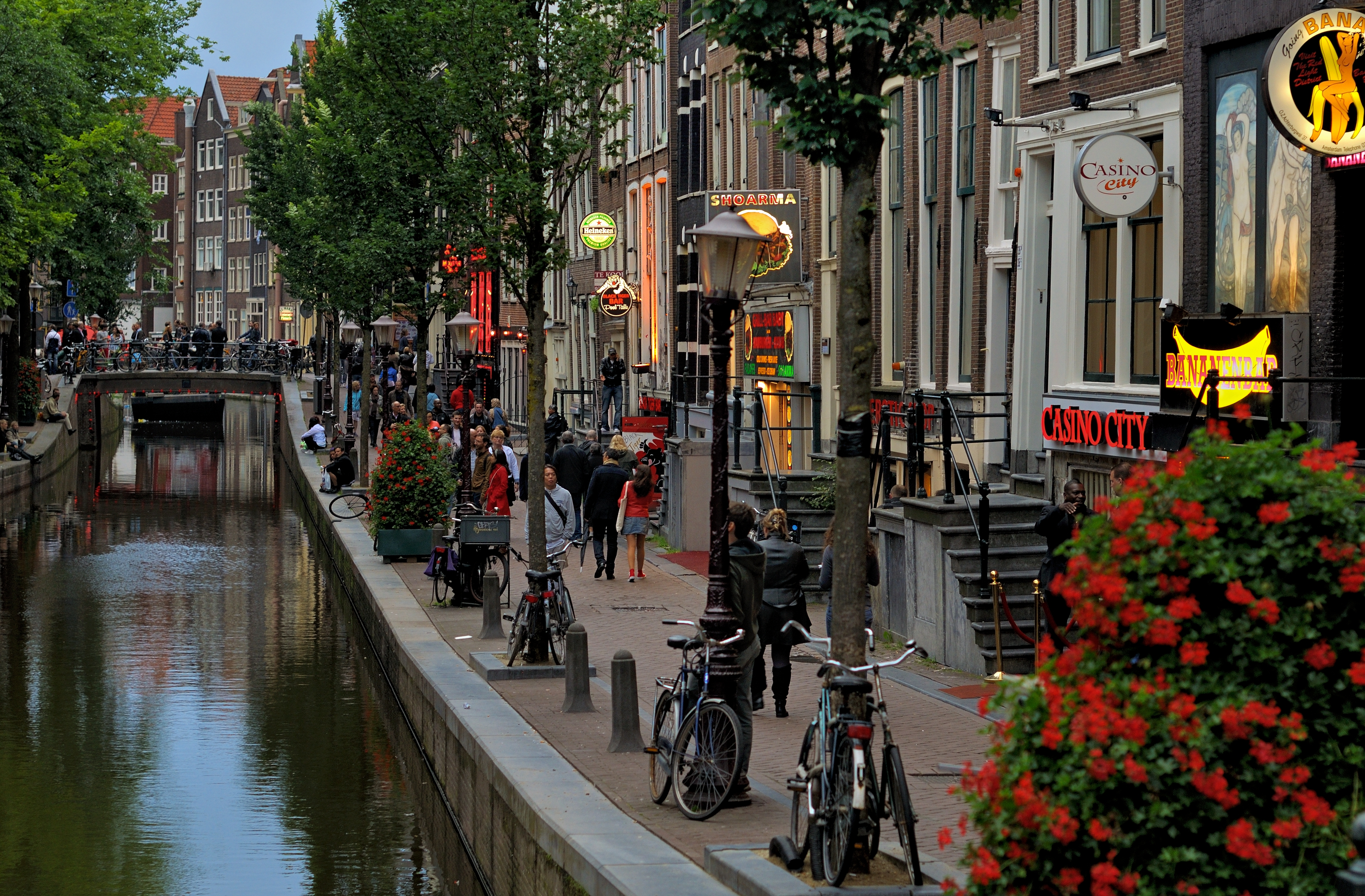
, cartierul din Amsterdam, oferă activități precum legală și o serie de cafenele care vând marijuana, simbolizând cultura politică olandeză și tradiția toleranței.

Atât sindicatele, cât și organizațiile patronale⁠(d) sunt consultate în prealabil în elaborarea politicilor în domeniile financiar, economic și social. Acestea se întâlnesc regulat cu guvernul în Consiliul Social-Economic⁠(d). Acest organism consiliază guvernul, care nu poate trece cu ușurință peste sugestiile sale.
Țările de Jos au o lungă tradiție de toleranță socială. În secolul al XVIII-lea, în timp ce Biserica Reformată Olandeză⁠(d) era religia de stat, catolicismul⁠(d), alte forme de protestantism, precum baptiștii și luteranii, precum și iudaismul⁠(d) au fost tolerate, dar discriminate.
La sfârșitul secolului al XIX-lea, această tradiție a toleranței religioase s-a transformat într-un sistem de pilarizare⁠(d), în care grupurile religioase au coexistat separat și au interacționat doar la nivel de guvernare. Această tradiție de toleranță influențează politicile olandeze din domeniul justiției penale⁠(d) privind drogurile recreative⁠(d), prostituția⁠(d), drepturile LGBT⁠(d), eutanasierea și avortul⁠(d), care sunt printre cele mai liberale din lume.

### Partidele politice

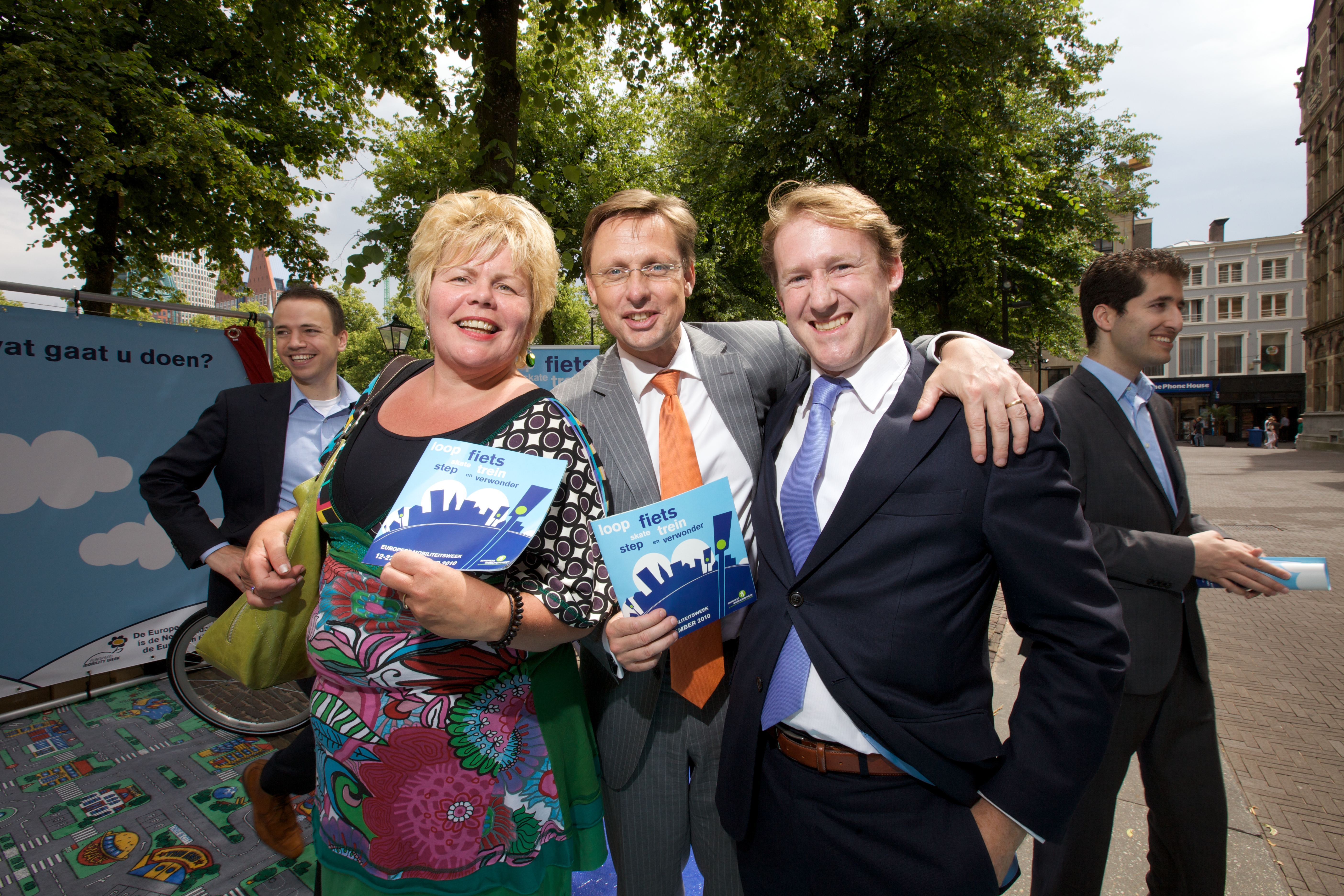
Țările de Jos au o cultură a dezbaterii respectuoase și amicale. De la stânga la dreapta, membrii Camerei Reprezentanților (CDA), (GL), (VVD), (D66) și (SP), 2010

Din cauza sistemului multipartid, niciun partid nu a deținut o majoritate în parlament din secolul al XIX-lea și, ca urmare, a trebuit să se formeze cabinete de coaliție. De când votul a devenit universal în 1917⁠(d), sistemul politic neerlandez a fost dominat de trei familii de partide politice: dintre care cele mai puternice au fost creștin-democrații, reprezentați în prezent de Apelul Creștin Democrat (CDA); al doilea au fost social-democrații, reprezentați de Partidul Muncii (PvdA); iar al treilea au fost liberalii⁠(d), dintre care Partidul Popular pentru Libertate și Democrație (VVD) de dreapta este principalul reprezentant.
Aceste partide au cooperat în cabinete de coaliție în care creștin-democrații au fost întotdeauna partener: deci fie guverna o coaliție de centru-stânga a creștin-democraților cu social-democrații, fie o coaliție de centru-dreapta a creștin-democraților cu liberalii. În anii 1970, sistemul de partide⁠(d) a devenit mai volatil: partidele creștin-democrate au pierdut locuri, în timp ce noi partide au avut succes, cum ar fi Democrat 66 (D66), partid democrat radical și liberal progresist, sau partidul ecologist GroenLinks (GL).
La alegerile din 1994⁠(d), CDA și-a pierdut poziția dominantă. Un cabinet „violet⁠(d)” a fost format din VVD, D66 și PvdA. La alegerile din 2002⁠(d), acest cabinet și-a pierdut majoritatea, din cauza unui sprijin sporit pentru CDA și a ascensiunii LPF⁠(d) de dreapta, un nou partid politic, în jurul lui Pim Fortuyn, care a fost asasinat cu o săptămână înainte de alegeri. CDA, VVD și LPF au format un cabinet⁠(d) de scurtă durată, condus de liderul CDA, Jan Peter Balkenende. După alegerile din 2003⁠(d), în care LPF și-a pierdut majoritatea mandatelor, a fost format un cabinet⁠(d) din CDA, VVD și D66. Cabinetul a inițiat un program ambițios de reformare a statului social, a sistemului de sănătate⁠(d) și a politicii de imigrare⁠(d).
În iunie 2006, cabinetul a căzut după ce D66 a votat în favoarea unei moțiuni de cenzură împotriva ministrului imigrării și integrării⁠(d), Rita Verdonk⁠(d), care a declanșase o anchetă a procedurii de azil a lui Ayaan Hirsi Ali, deputată VVD. CDA și VVD au format un cabinet interimar⁠(d), iar alegerile generale⁠(d) au avut loc la 22 noiembrie 2006. La aceste alegeri, CDA a rămas cel mai mare partid, iar Partidul Socialist a înregistrat cele mai mari câștiguri. Formarea unui nou cabinet⁠(d) a durat trei luni, rezultând o coaliție⁠(d) între CDA, PvdA și Uniunea Creștină⁠(d).
La 20 februarie 2010, cabinetul a căzut când PvdA a refuzat să prelungească implicarea armatei neerlandeze în Uruzgan, Afganistan. Alegeri anticipate au avut loc la 9 iunie 2010⁠(d), cu rezultate devastatoare pentru cel mai mare partid anterior, CDA, care a pierdut aproximativ jumătate din mandate, rezultând 21 de locuri. VVD a devenit cel mai mare partid cu 31 de locuri, urmat îndeaproape de PvdA cu 30 de locuri. Marele câștigător al alegerilor din 2010 a fost Geert Wilders, a l cărui PVV, de extremă dreapta, succesorul ideologic al lui LPF⁠(d), și-a dublat numărul de mandate. Discuțiile de negociere pentru un nou guvern⁠(d) au dus la un guvern minoritar⁠(d), condus de VVD (o premieră) în coaliție cu CDA, care a depus jurământul la 14 octombrie 2010. Acest guvern minoritar fără precedent a fost susținut și de PVV, dar s-a dovedit, în cele din urmă, a fi instabil, când, la 21 aprilie 2012, Wilders, liderul PVV, a „torpilat în mod neașteptat șapte săptămâni de discuții” cu privire la noile măsuri de austeritate, deschizând calea pentru alegeri anticipate.
VVD și PvdA au câștigat majoritatea în Camera Reprezentanților în urma alegerilor generale din 2012⁠(d). La 5 noiembrie 2012, ele au format al doilea cabinet Rutte⁠(d). După alegerile generale din 2017, VVD, Apelul Creștin Democrat, Democrații 66 și ChristenUnie⁠(d) au format al treilea cabinet Rutte⁠(d). Acest cabinet a demisionat în ianuarie 2021, cu două luni înainte de alegerile generale, după un scandal de fraudă în domeniul protecției copilului⁠(d). În martie 2021, VVD de centru-dreapta al prim-ministrului Mark Rutte a fost câștigătorul alegerilor, obținând 34 din 150 de locuri. Al doilea partid ca mărime a fost D66 de centru-stânga cu 24 de locuri. Partidul de extremă dreaptă a lui Geert Wilders și-a pierdut popularitatea. Premierul Mark Rutte, aflat la putere din 2010, și-a format al patrulea guvern de coaliție, al patrulea cabinet Rutte⁠(d), format din aceleași partide ca și precedentul.

### Împărțirea administrativă

Provinciile și teritoriile Țărilor de Jos

Țările de Jos sunt împărțite în douăsprezece provincii, fiecare sub conducerea unui Comisar al Regelui⁠(d) (Commissaris van de Koning). În mod informal, în provincia Limburg, această funcție este numită „guvernator” (Gouverneur). Toate provinciile sunt împărțite în comune (gemeenten), 345 la număr în 2022.
Țara este împărțită și în 21 de districte ale apei, conduse de un consiliu al apei⁠(d) (waterschap sau hoogheemraadschap), fiecare având autoritate în chestiuni referitoare la gospodărirea apelor. Crearea consiliilor apelor o precede de fapt pe cea a națiunii în sine, primul apărând în 1196. Consiliile neerlandeze ale apelor sunt printre cele mai vechi entități democratice din lume care există încă. Alegerile directe ale consiliilor apelor au loc la fiecare patru ani.
Structura administrativă a celor trei insule BES, cunoscute în mod colectiv sub numele de Țările de Jos Caraibiene, se află în afara celor douăsprezece provincii. Aceste insule au statutul de openbare lichamen (organisme publice⁠(d)). În Țările de Jos, aceste unități administrative sunt adesea denumite comune speciale.
Țările de Jos au mai multe exclave⁠(d) în Belgia și, în cadrul acestora, chiar și câteva enclave care fac parte din provincia Brabantul de Nord (vezi Baarle-Nassau). Deoarece Țările de Jos și Belgia se află ambele în Benelux și, mai recent, în Spațiul Schengen, cetățenii țărilor respective pot călători prin aceste enclave fără controale.
| Drapel                  | Provincie     | Capitală         | Cel mai mare oraș | Suprafață totală | Suprafață de uscat | Populație (noiembrie 2019) | Densitate  |
| ----------------------- | ------------- | ---------------- | ----------------- | ---------------- | ------------------ | -------------------------- | ---------- |
| Drenthe                 | Drenthe       | Assen            | Emmen             | 2.680 km²        | 2.634 km²          | 493,449                    | 188 /km²   |
| Flevoland               | Flevoland     | Lelystad         | Almere            | 2.413 km²        | 1.413 km²          | 422,202                    | 299 /km²   |
| Provincia Frizia        | Friesland     | Leeuwarden       | Leeuwarden        | 5.749 km²        | 3.324 km²          | 649,988                    | 196 /km²   |
| Gelderland              | Gelderland    | Arnhem           | Nijmegen          | 5.136 km²        | 4.967 km²          | 2,084,478                  | 420 /km²   |
| Groningen (provincie)   | Groningen     | Groningen        | Groningen         | 2.960 km²        | 2.325 km²          | 585,881                    | 252 /km²   |
| Limburg (Țările de Jos) | Limburg       | Maastricht       | Maastricht        | 2.210 km²        | 2.148 km²          | 1,118,223                  | 521 /km²   |
| Brabantul de Nord       | North Brabant | 's-Hertogenbosch | Eindhoven         | 5.082 km²        | 4.908 km²          | 2,562,566                  | 523 /km²   |
| Olanda de Nord          | North Holland | Haarlem          | Amsterdam         | 4.092 km²        | 2.662 km²          | 2,877,909                  | 1.082 /km² |
| Overijssel              | Overijssel    | Zwolle           | Enschede          | 3.421 km²        | 3.323 km²          | 1,162,215                  | 350 /km²   |
| Olanda de Sud           | South Holland | The Hague        | Rotterdam         | 3.419 km²        | 2.814 km²          | 3,705,625                  | 1.317 /km² |
| Utrecht (provincie)     | Utrecht       | Utrecht          | Utrecht           | 1.449 km²        | 1.380 km²          | 1,353,596                  | 981 /km²   |
| Zeelanda                | Zeeland       | Middelburg       | Middelburg        | 2.934 km²        | 1.783 km²          | 383,689                    | 216 /km²   |
| Total                   | Total         | Total            | Total             | 41.545 km²       | 33.481 km²         | 17,399,821                 | 521 /km²   |

| Drapel         | Nume           | Capitală      | Zona    | Populație (ianuarie 2019) | Densitate |
| -------------- | -------------- | ------------- | ------- | ------------------------- | --------- |
| Bonaire        | Bonaire        | Kralendijk⁠(d) | 294 km² | 20.104                    | 69 /km²   |
| Saba           | Saba           | The Bottom⁠(d) | 13 km²  | 1.915                     | 148 /km²  |
| Sint Eustatius | Sint Eustatius | Oranjestad⁠(d) | 21 km²  | 3.138                     | 150 /km²  |
| Total          | Total          | Total         | 328 km² | 25.157                    | 77 /km²   |

### Relații externe

Palatul Păcii (Vredespaleis), din Haga

Istoria politicii externe neerlandeze⁠(d) a fost caracterizată de neutralitatea acesteia. Începând cu cel de al Doilea Război Mondial, Olanda a devenit membră a unui număr mare de organizații internaționale, în special ONU, NATO și UE. Economia neerlandeză este foarte deschisă și se bazează puternic pe comerțul internațional.
Politica externă a Țărilor de Jos se bazează pe patru angajamente de bază: față de cooperarea atlantică, față de integrarea europeană, față de dezvoltarea internațională și față de dreptul internațional. Una dintre cele mai controversate probleme internaționale din jurul Țărilor de Jos este politica sa liberală față de drogurile ușoare⁠(d).
În timpul și după Epoca de Aur Neerlandeză, poporul neerlandez și-a construit un imperiu comercial și colonial. Cele mai importante colonii au fost actualele Surinam și Indonezia. Indonezia a devenit independentă după Revoluția Națională Indoneziană⁠(d) din anii 1940, în urma unui război de independență, a presiunii internaționale și a mai multor rezoluții ale Consiliului de Securitate al Națiunilor Unite⁠(d). Surinam a devenit independent în 1975. Legăturile istorice moștenite din trecutul său colonial influențează în continuare relațiile externe ale Țărilor de Jos. În plus, mulți oameni din aceste țări locuiesc permanent în Țările de Jos.

### Apărarea

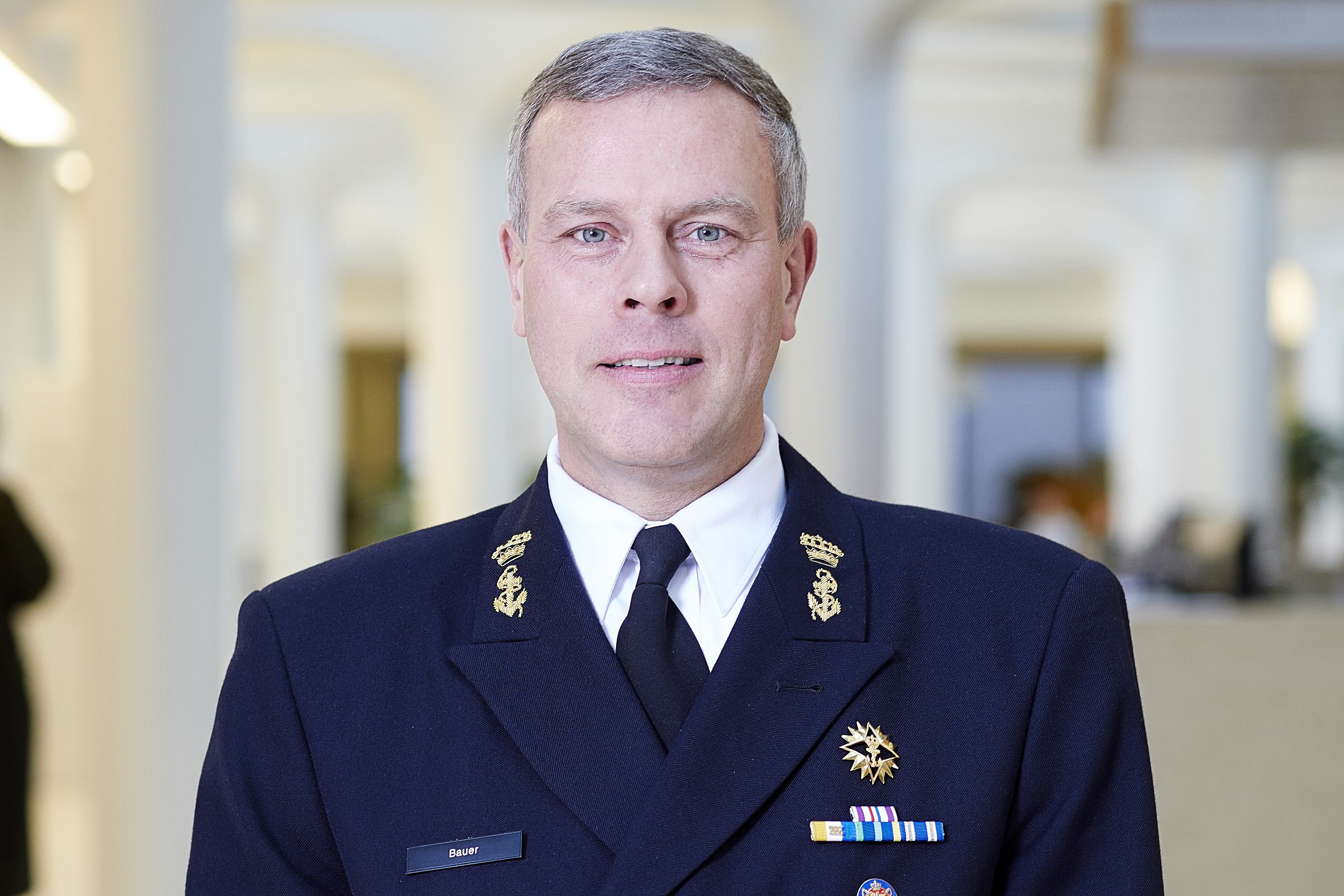
Locotenentul amiral este actualul.

Țările de Jos au una dintre cele mai vechi armate permanente din Europa; a fost înființată ca atare de către Maurice de Nassau⁠(d) la sfârșitul anilor 1500. Armata neerlandeză a fost folosită în tot Imperiul Neerlandez. După înfrângerea lui Napoleon, armata a fost transformată într-o armată de recruți⁠(d). Armata a fost desfășurată fără succes în timpul Revoluției Belgiene din 1830. După 1830, a fost desfășurată în principal în coloniile neerlandeze, întrucât Țările de Jos au rămas neutre în războaiele europene (inclusiv în Primul Război Mondial), până când au fost invadate în al Doilea Război Mondial și învinse de Wehrmacht în mai 1940.

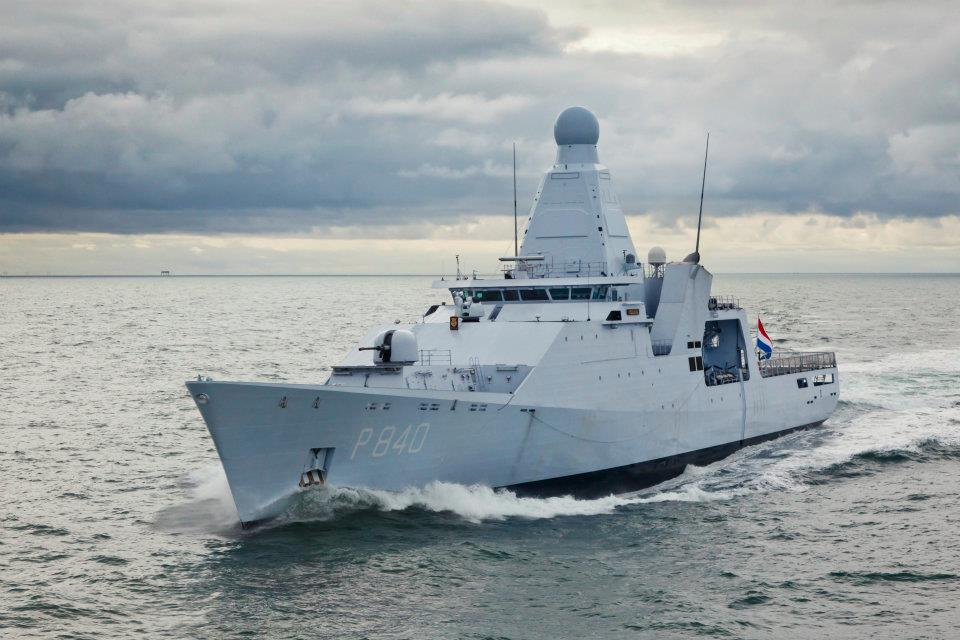
Zr. Ms. Holland, o a Marinei Regale Neerlandeze

Țările de Jos și-au abandonat neutralitatea în 1948, când au semnat Tratatul de la Bruxelles și au devenit membru fondator al NATO în 1949. Armata neerlandeză a făcut, așadar, parte din forța NATO în Europa Războiului Rece, desfășurându-și armata în mai multe baze din Germania. Peste 3.000 de soldați neerlandezi au fost repartizați în Divizia 2 Infanterie⁠(d) a Armatei Statelor Unite în timpul războiului din Coreea. În 1996, recrutarea a fost suspendată, iar armata neerlandeză a fost din nou transformată într-o armată profesionistă. Din anii 1990, ea a fost implicată în Războiul Bosniac și în Războiul din Kosovo, a ocupat o provincie din Irak după înfrângerea lui Saddam Hussein și a fost angajată în Afganistan.
Armata este compusă din patru ramuri, toate având prefixul Koninklijke (regal):
- Koninklijke Marine (KM), Marina Regală a Țărilor de Jos, inclusiv Serviciul Aeronaval și Corpul Marin;
- Koninklijke Landmacht (KL), Armata Regală a Țărilor de Jos;
- Koninklijke Luchtmacht (KLu), Forțele Aeriene Regale Neerlandeze ;
- Koninklijke Marechaussee (KMar), Poliția Militară Regală (poliția militară), între ale cărei sarcini se numără rolul de poliție militară, dar și controlul frontierelor.

Serviciul submarin a fost deschis pentru femei la 1 ianuarie 2017. Korps Commandotroepen⁠(d), Forța de Operații Speciale a Armatei Țărilor de Jos, este și ea deschisă femeilor, dar din cauza cerințelor fizice extrem de mari pentru instrucția inițială, este aproape imposibil pentru o femeie să devină membru în comando. Ministerul neerlandez al Apărării are peste 70.000 de angajați, inclusiv peste 20.000 de civili și peste 50.000 de militari. În aprilie 2011, guvernul a anunțat o reducere majoră a armatei sale din cauza unei reduceri a cheltuielilor guvernamentale, inclusiv o scădere a numărului de tancuri, avioane de luptă, nave de luptă și înalți oficiali.
Țările de Jos au ratificat multe convenții internaționale privind dreptul războiului⁠(d), dar au decis să nu semneze tratatul ONU privind interzicerea armelor nucleare.

## Economie

Reprezentare proporțională a exporturilor Țărilor de Jos, 2019

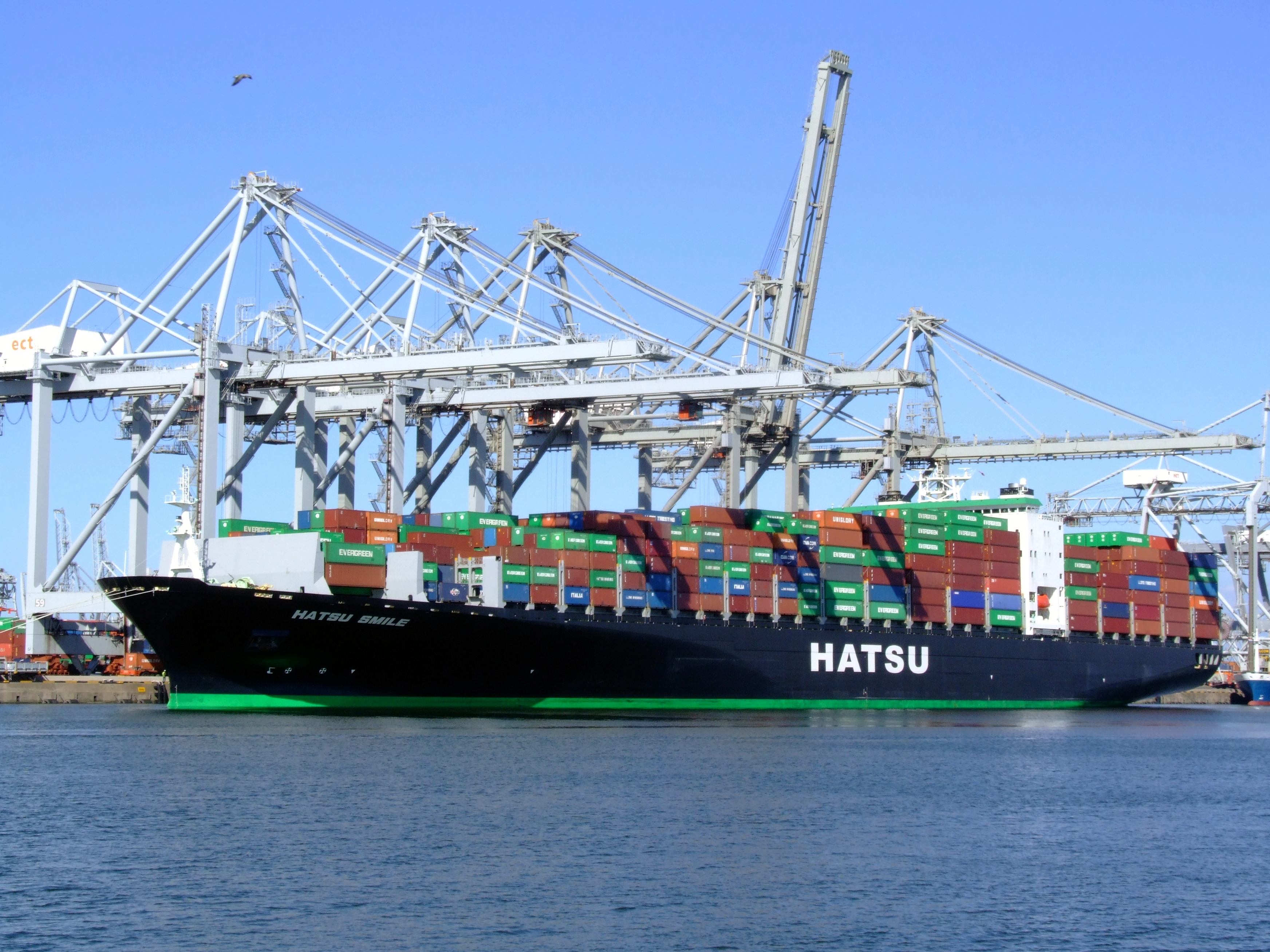
Portul Rotterdam, cel mai mare port din Europa.

Țările de Jos au o economie dezvoltată și joacă un rol deosebit în economia europeană de multe secole. Începând cu secolul al XVI-lea, transportul maritim, pescuitul, agricultura, comerțul și serviciile bancare au fost sectoare principale ale economiei neerlandeze. Țările de Jos au un nivel ridicat de libertate economică⁠(d). Țările de Jos sunt una dintre țările cel mai bine clasate în Global Enabling Trade Report⁠(d) (a doua în 2016) și s-a clasat pe locul cinci ca cea mai competitivă economie din lume în clasamentul Institutului Internațional Elvețian pentru Dezvoltarea Managementului în 2017. În plus, țara a fost clasată a doua cea mai inovatoare țară din lume în Global Innovation Index din 2018.

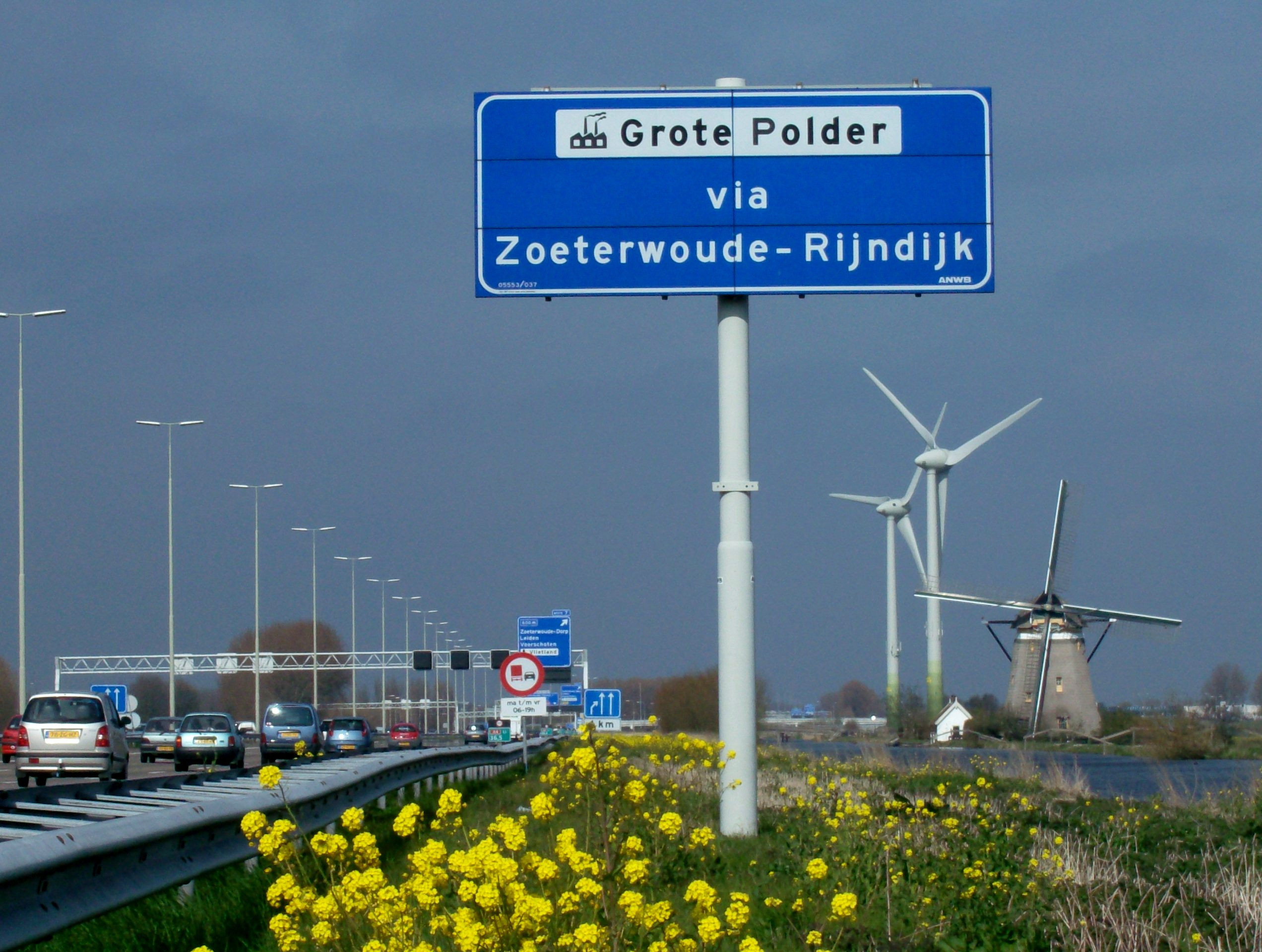
Țările de Jos sunt o țară puternic dezvoltată. În imagine, o autostradă care trece pe lângă un polder cu o și două turbine eoliene în fundal.

În 2020, principalii parteneri comerciali ai Țărilor de Jos erau Germania, Belgia, Regatul Unit, Statele Unite, Franța, Italia, China și Rusia. Țările de Jos sunt una din primele 10 țări exportatoare din lume. Produsele alimentare formează cel mai mare sector industrial. Alte mari industrii sunt cea chimică, metalurgia, industria constructoare de mașini, produse electrice, comerțul, serviciile și turismul. Exemple de companii internaționale originare din Țările de Jos sunt Randstad, Unilever, Heineken, KLM, companii de servicii financiare (ING, ABN AMRO, Rabobank), din industria chimică (DSM, AKZO), rafinarea petrolului (Royal Dutch Shell), de electronice (Philips, ASML), și de navigație prin satelit (TomTom⁠(d)).
Țările de Jos au a 17-a cea mai mare economie din lume și ocupă locul 11 după PIB (nominal) pe cap de locuitor. Între 1997 și 2000, creșterea economică anuală (PIB) a fost în medie de aproape 4%, cu mult peste media europeană. Creșterea a încetinit considerabil din 2001 până în 2005 odată cu încetinirea economică globală, dar a accelerat la 4,1% în trimestrul al treilea din 2007. În mai 2013, inflația era de 2,8% pe an. În aprilie 2013, șomajul era de 8,2% (sau 6,7% conform definiției OIM) din forța de muncă⁠(d). În februarie 2019, aceasta a fost redusă la 3,4%.
În Q3 și Q4 2011, economia neerlandeză s-a contractat cu 0,4% și, respectiv, 0,7%, din cauza crizei datoriilor europene, în timp ce în Q4 economia zonei euro s-a micșorat cu 0,3%. Țările de Jos au un coeficient GINI relativ scăzut, de 0,326. În ciuda clasării pe locul 11 după PIB pe cap de locuitor⁠(d), UNICEF a clasat Țările de Jos pe locul 1 în ceea ce privește bunăstarea copiilor în țările bogate, atât în 2007, cât și în 2013. După Indicele Libertății Economice⁠(d), Țările de Jos se află pe locul 14 între cele mai libere economii de piață capitaliste din 180 de țări chestionate.
Amsterdam este capitala financiară și de afaceri a Țărilor de Jos.  Bursa de Valori din Amsterdam⁠(d) (AEX), parte din Euronext, este cea mai veche bursă din lume și este una dintre cele mai mari burse din Europa. Își are sediul lângă Piața Dam, în centrul orașului. În calitate de membru fondator al monedei euro, Țările de Jos și-au înlocuit (în scopuri contabile) fosta monedă, guldenul (guilder), la 1 ianuarie 1999, împreună cu alte 15 țări care au adoptat euro. Monedele și bancnotele euro reale au urmat la 1 ianuarie 2002. Un euro era echivalent cu 2,20371 guldeni neerlandezi. În Țările de Jos Caraibiene, în loc de euro se folosește dolarul american.

Țările de Jos fac parte dintr-o uniune monetară, zona euro (albastru închis) și piața unică a UE.

Poziția geografică oferă țării acces privilegiat la piețele Regatului Unit și Germaniei, portul Rotterdam fiind cel mai mare port din Europa. Alte părți importante ale economiei sunt comerțul internațional (colonialismul neerlandez a început cu întreprinderi private cooperative, cum ar fi Compania Neerlandeză a Indiilor Orientale), băncile și transporturile. Țările de Jos au abordat cu succes problema finanțelor publice și a stagnării creșterii locurilor de muncă cu mult înaintea partenerilor săi europeni. Amsterdam este a cincea cea mai căutată destinație turistică din Europa, cu peste 4,2 milioane de vizitatori internaționali. De la extinderea UE, un număr mare de lucrători migranți⁠(d) au sosit în Țările de Jos din Europa Centrală și de Est.
Țările de Jos continuă să fie una dintre țările europene cele mai atractive pentru investițiile străine directe și este unul dintre cei mai mari cinci investitori din Statele Unite. Economia a cunoscut o încetinire în 2005, dar în 2006 și-a revenit la cel mai rapid ritm din ultimii șase ani, ca urmare a creșterii exporturilor și a investițiilor puternice. Ritmul de creștere a locurilor de muncă a atins niște maxime în 2007. Țările de Jos sunt a patra cea mai competitivă economie din lume, conform Raportului Global de Competitivitate⁠(d) al Forumului Economic Mondial.

### Gaze naturale

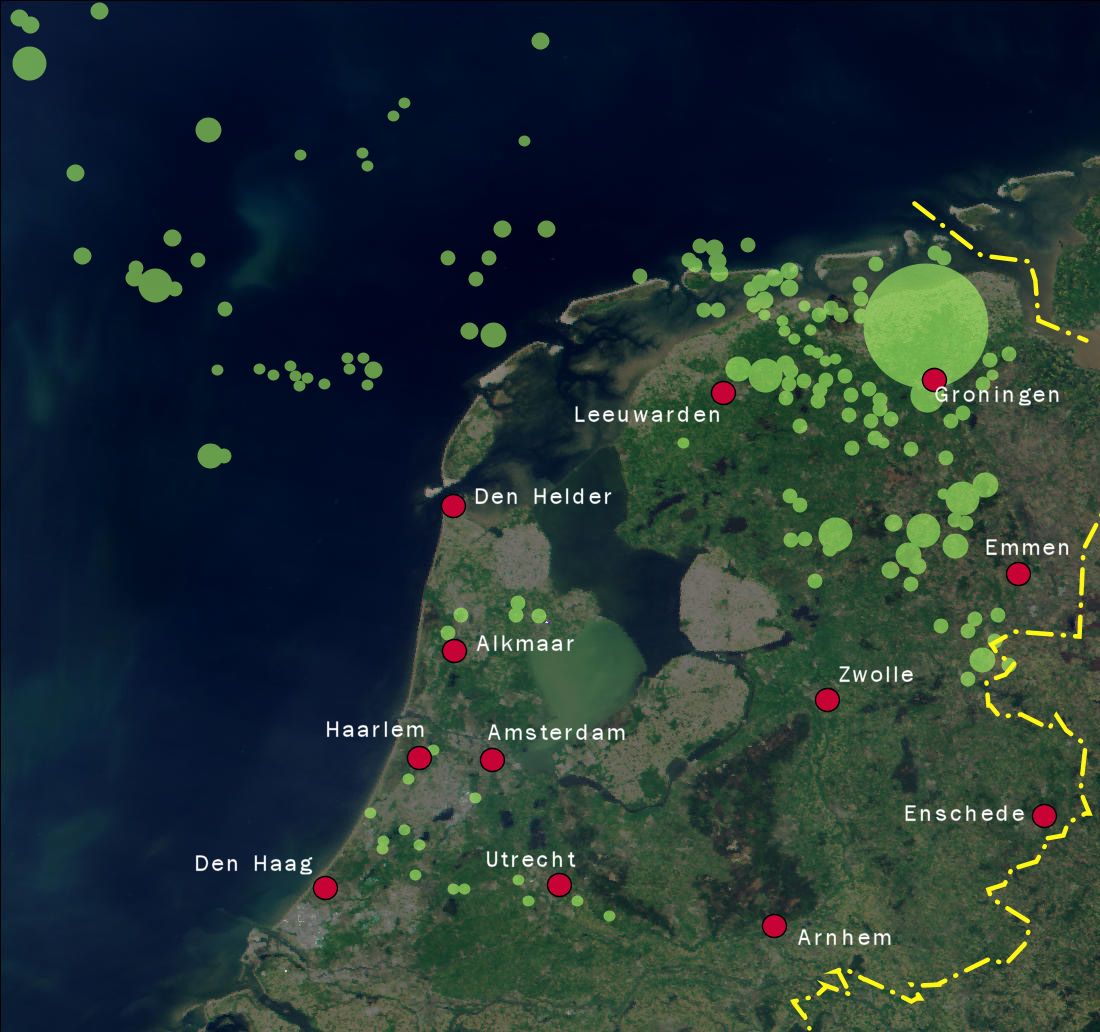
Concesiuni de gaze naturale în Țările de Jos. Astăzi, Țările de Jos dețin peste 25% din toate rezervele de gaze naturale din UE.

Începând cu anii 1950, Țările de Jos au descoperit resurse uriașe de gaze naturale. Vânzarea gazelor naturale a generat venituri enorme pentru Țările de Jos timp de decenii, adăugând sute de miliarde de euro la bugetul guvernului. Cu toate acestea, consecințele neprevăzute ale uriașei bogății energetice a țării au afectat competitivitatea altor sectoare ale economiei, ducând la teoria bolii olandeze⁠(d).

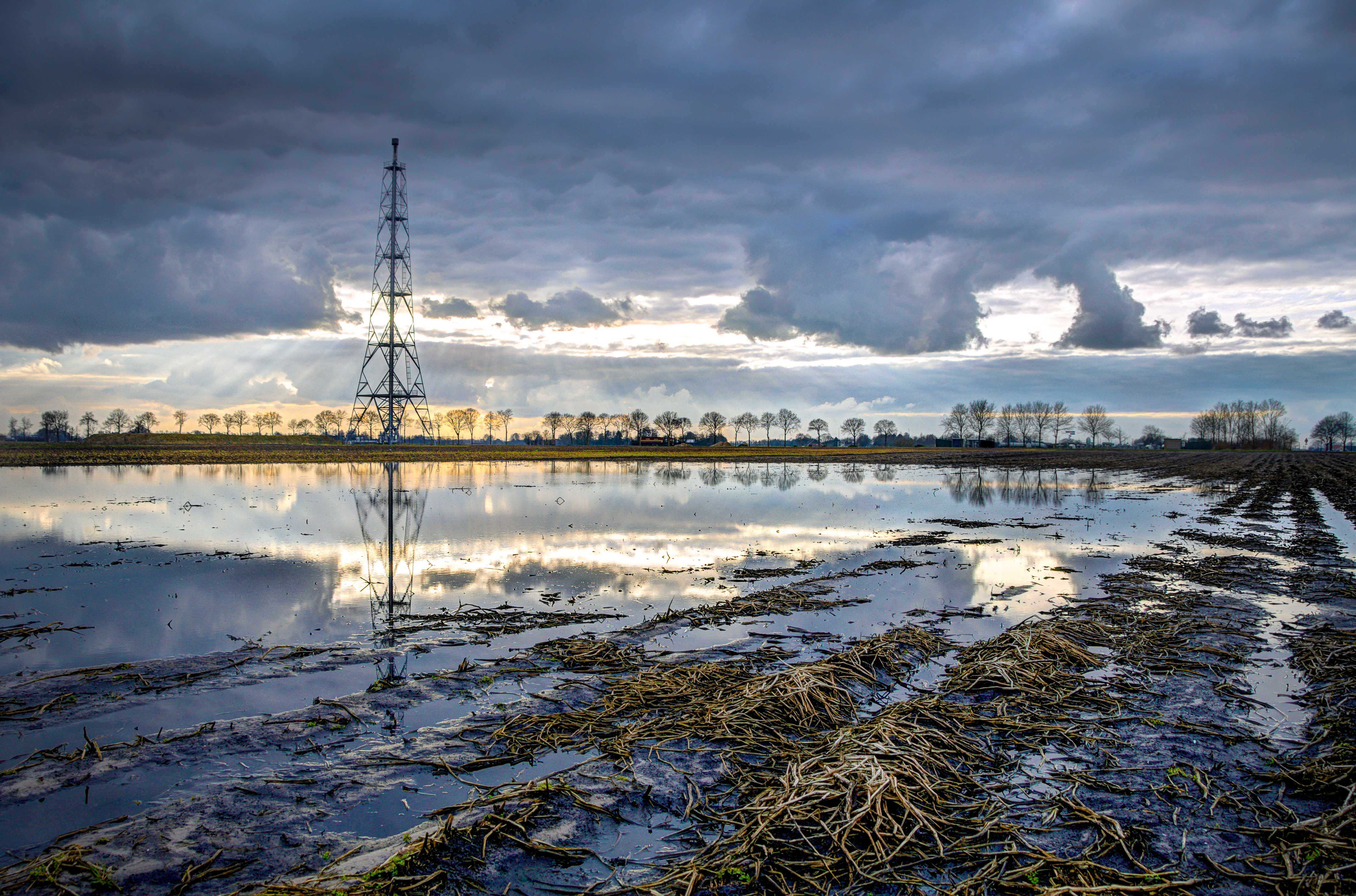
, a cărui descoperire în 1959 a transformat economia neerlandeză, generând venituri de 159 de miliarde de euro de la mijlocul anilor 1970.

În afară de cărbune și gaz, țara nu are resurse miniere. Ultima mină de cărbune a fost închisă în 1974. Terenul gazifer Groningen⁠(d), unul dintre cele mai mari zăcăminte de gaze naturale⁠(d) din lume, este situat lângă Slochteren. Exploatarea acestor resurse a generat venituri în valoare de 159 de miliarde de euro de la mijlocul anilor 1970. Exploatarea este operată de Gasunie, companie deținută de guvern, iar producția este exploatată în comun de guvern, Royal Dutch Shell și Exxon Mobil prin NAM (Nederlandse Aardolie Maatschappij). „Extracția gazelor a dus la cutremure din ce în ce mai puternice, unele măsurând până la 3,6 pe scara Richter. Costul reparațiilor daunelor, al îmbunătățirilor structurale ale clădirilor și al compensațiilor pentru scăderea valorii locuințelor a fost estimat la 6,5 miliarde de euro. Se consideră că aproximativ 35.000 de case sunt afectate.” Țările de Jos dețin aproximativ 25% din rezervele de gaze naturale din UE. Sectorul energetic a reprezentat aproape 11% din PIB în 2014. Economia Țărilor de Jos, în principal datorită ponderii mari a rezervelor de gaze naturale, este considerată a avea un rating de intensitate energetică⁠(d) „foarte mare”.
Țările de Jos se confruntă cu provocări viitoare, deoarece se estimează că aprovizionarea cu energie va fi sub nivelul cererii până în anul 2025 în sectorul gazelor naturale. Aceasta este cauzată de epuizarea zăcământului gazifer major din Țările de Jos, de la Groningen, și cutremurelor care au lovit regiunea Groningen. În plus, există o ambiguitate în ceea ce privește fezabilitatea producerii de gaze neconvenționale. Țările de Jos se bazează în mare măsură pe gaze naturale pentru a furniza energie. Gazul este principala sursă de încălzire pentru gospodăriile din Țările de Jos și a reprezentat 35% din mixul energetic⁠(d) în 2014. În plus, pachetul UE 2020⁠(d) (reducerea cu 20% a emisiilor de GES, 20% surse regenerabile în mixul energetic și îmbunătățirea cu 20% a eficienței energetice) adoptat în 2009 a influențat politica energetică internă a Țărilor de Jos și a pus presiune pe actorii privați să își dea acordul pentru reforme energetice mai agresive cu scopul de a reduce dependența de resursele naturale ca sursă de venit pentru economie. Prin urmare, tranziția către energia regenerabilă a fost un obiectiv cheie al Țărilor de Jos pentru a proteja securitatea energetică a țării de epuizarea resurselor naturale, în principal gazele. Țările de Jos și-au stabilit un obiectiv de 14% energie regenerabilă din mixul energetic total până în anul 2020. Cu toate acestea, continuarea acordării de scutiri de taxe pentru electricitatea generată de cărbune și gaze, precum și pentru explorarea și extracția de gaze din zăcăminte care sunt „insuficient” profitabile, face ca tranziția către energia regenerabilă să fie mai dificil de realizat din cauza inconsecvențelor în mixul de politici. În 2011, s-a estimat că sectorul energiei regenerabile primea 31% (743 de milioane de euro), în timp ce sectorul energiei convenționale — 69% (1,6 miliarde de euro), din totalul subvențiilor energetice⁠(d) acordate de guvern. În plus, piața energiei din Țările de Jos rămâne dominată de câteva corporații importante — Nuon, RWE, E.ON, Eneco și Delta — care au o influență semnificativă asupra politicii energetice. În 2017, ponderea energiei regenerabile în mixul energetic era estimată să ajungă la 12,4% până în anul 2020, cu 1,6% sub ținta de 14%.

### Agricultura și resursele naturale

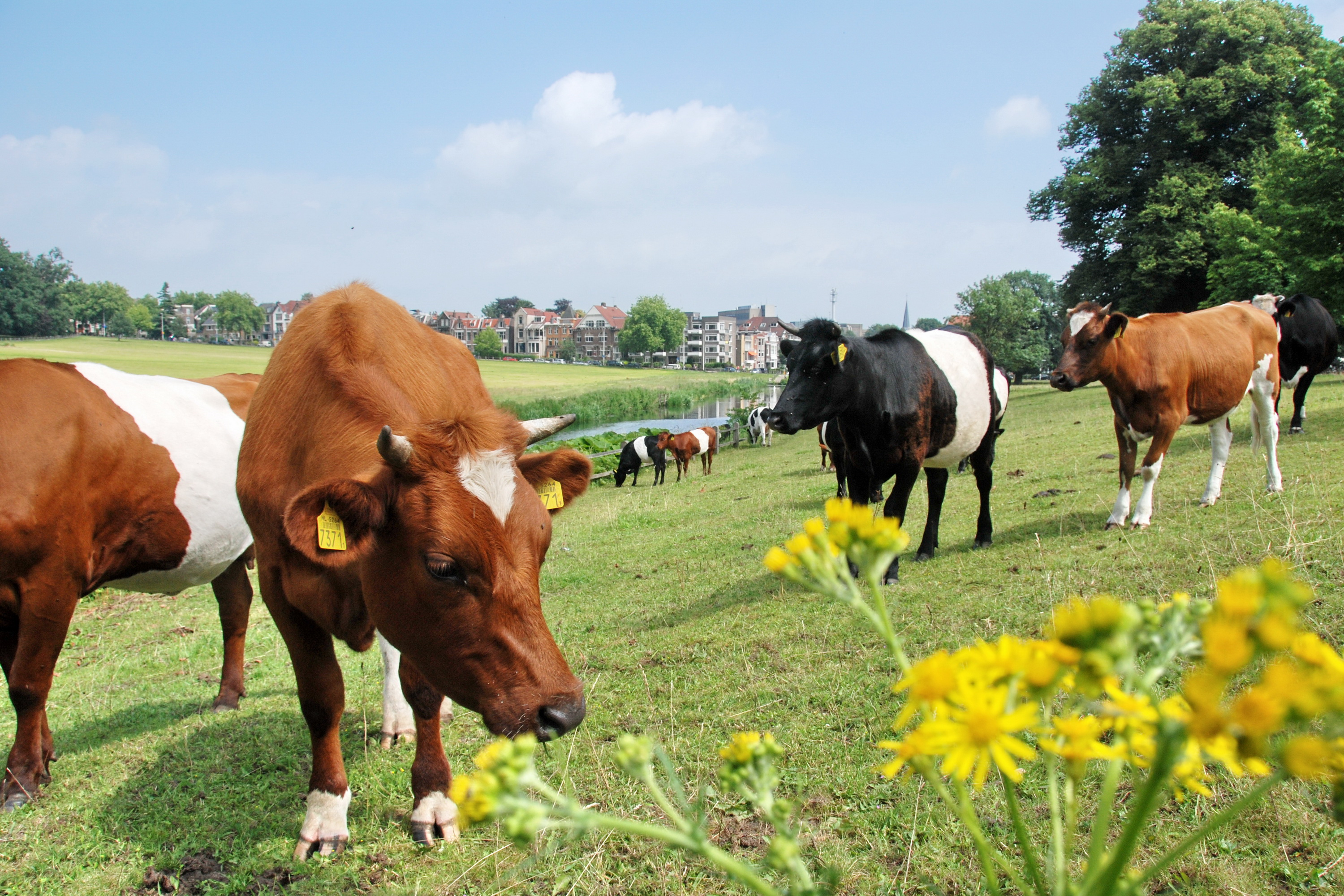
Vite lângă orașul Arnhem

Din perspectiva resurselor biologice, Țările de Jos au o dotare redusă: biocapacitatea⁠(d) Țărilor de Jos se ridica la doar 0,8 hectare globale în 2016, dintre care 0,2 sunt dedicate agriculturii. Biocapacitatea pe cap de locuitor reprezintă aproximativ jumătate din cele 1,6 hectare globale de biocapacitate pe cap de locuitor disponibile la nivel mondial. În schimb, în 2016, neerlandezii foloseau în medie 4,8 hectare globale de biocapacitate — amprentă ecologică a consumului. Aceasta înseamnă că neerlandezii consumă de aproape șase ori mai multă biocapacitate decât conține țara lor. Drept urmare, Țările de Jos aveau în 2016 un deficit de biocapacitate de 4,0 hectare globale pe cap de locuitor.
Sectorul agricol este foarte mecanizat și se concentrează puternic pe exporturile internaționale. Acesta angajează aproximativ 4% din forța de muncă din țară, dar produce surplusuri mari în industria de prelucrare a alimentelor și reprezintă 21% din valoarea totală a exporturilor țării. Neerlandezii se află pe primul loc în Uniunea Europeană și pe locul al doilea la nivel mondial în ceea ce privește valoarea exporturilor agricole, fiind depășiți doar de Statele Unite, cu exporturi agricole înregistrând un venit de 80,7 miliarde de euro în 2014, față de 75,4 miliarde de euro în 2012. În 2019, exporturile agricole au fost în valoare de 94,5 miliarde de euro.
O treime din exporturile mondiale de ardei, roșii și castraveți trec prin țară. Țările de Jos exportă, de asemenea, o cincisprezecime din toate merele din lume.
În afară de aceasta, o parte semnificativă a exporturilor agricole din Țările de Jos o constituie plantele proaspăt recoltate, flori și bulbi de flori, Țările de Jos exportând două treimi din totalul mondial.

## Demografie

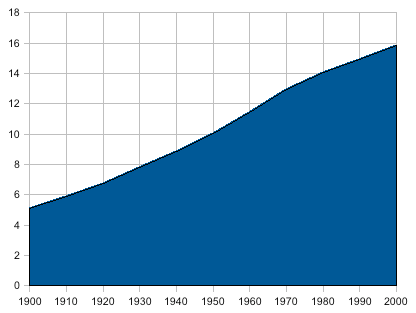
Populația Țărilor de Jos din 1900 până în 2000

Țările de Jos aveau o populație estimată de 17.493.969 la 30 aprilie 2021.  Este a cincea cea mai dens populată țară⁠(d) din Europa și, cu excepția orașelor-stat foarte mici precum Monaco, Vatican și San Marino, este cea mai dens populată țară din Europa. La nivel mondial, este pe locul 16 ca densitate a populației, cu o densitate de 424 de locuitori pe kilometru pătrat. Ca populație totală, este pe locul 67 în lume. Între 1900 și 1950, populația țării aproape că s-a dublat, de la 5,1 la 10 milioane. Din 1950 până în 2000, populația a crescut în continuare, până la 15,9 milioane, deși rata de creștere⁠(d) a încetinit. Rata de creștere estimată în 2013 era de 0,44%.
Rata fertilității⁠(d) în Țările de Jos este de 1,78 copii pe femeie (estimare 2018), una ridicată în comparație cu multe alte țări europene, dar sub pragul de 2,1 copii pe femeie necesară pentru înlocuirea naturală a populației⁠(d), și considerabil sub nivelul-record, de 5,39 copii născuți per femeie, de la nivelul lui 1879. Ca urmare, Țările de Jos au una dintre cele mai bătrâne populații din lume, cu vârsta medie de 42,7 ani. Speranța de viață este mare în Țările de Jos: 84,3 ani pentru fetele nou-născute și 79,7 ani pentru băieți (estimare 2020). Țara are o rată de migrație de 1,9 migranți la 1.000 de locuitori pe an. Majoritatea populației din Țările de Jos este formată din neerlandezi. Conform unei estimări din 2005, populația era 80,9% neerlandeză, 2,4% indoneziană, 2,4% germană, 2,2% turcă⁠(d), 2,0% surinameză⁠(d), 1,9% marocană, 0,8% antileană și arubană și 7,4% altele. Aproximativ 150.000 până la 200.000 de oameni care trăiesc în Țările de Jos sunt expați, concentrați în mare parte în Amsterdam și Haga și în jurul acestor orașe, unde constituie aproape 10% din populația lor.

Piramida populației din Țările de Jos în 2017

Neerlandezii sunt cei mai înalți oameni din lume, după naționalitate, cu o înălțime medie de 1,81 m pentru bărbații adulți și 1,67 m pentru femeile adulte în 2009. Înălțimea medie a bărbaților tineri din Țările de Jos a crescut de la 1,63 m la aproximativ 1,83 m din anii 1850 până la începutul anilor 2000. Oamenii din sud sunt în medie cu aproximativ 2 cm mai scunzi decât cei din nord.

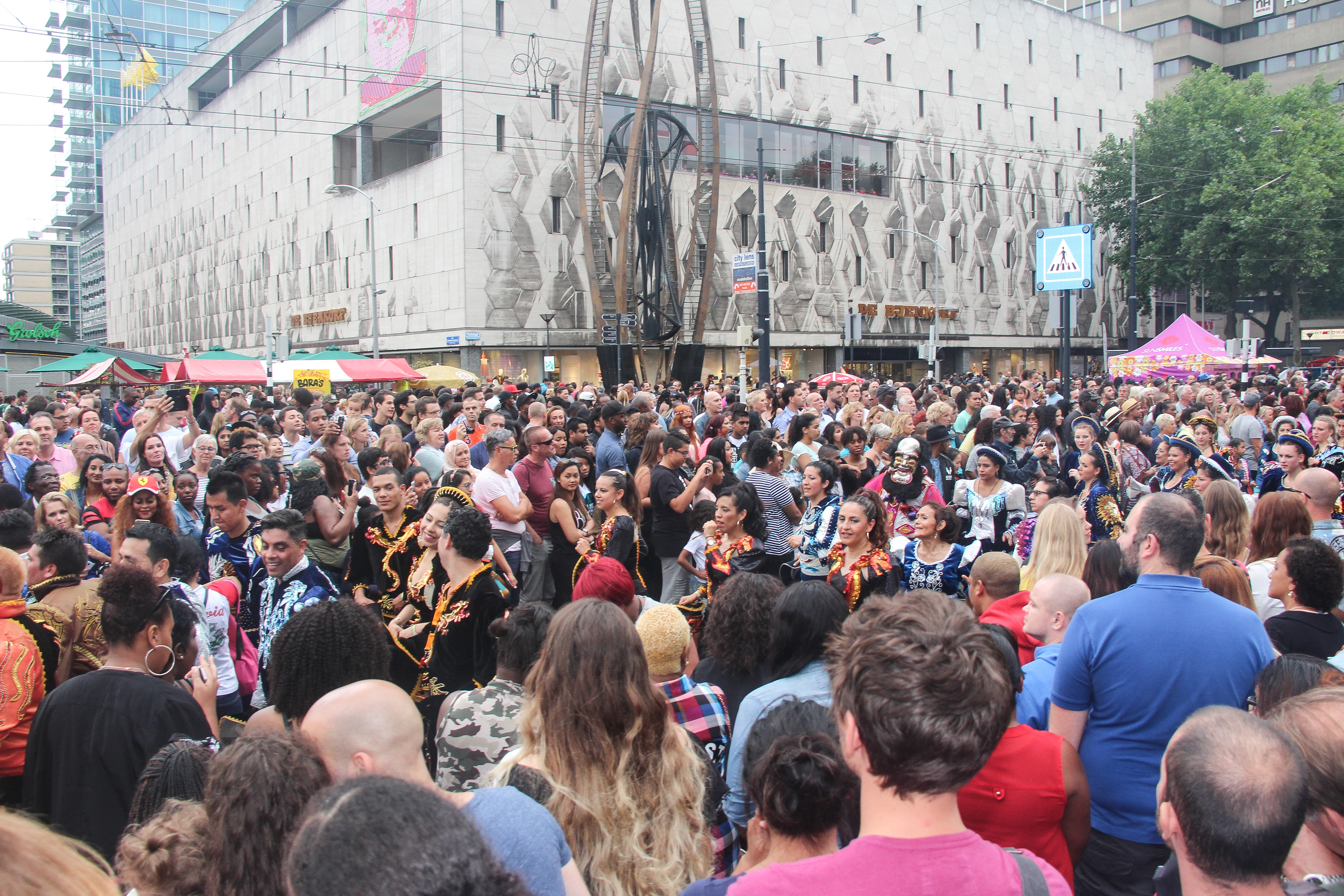
În Rotterdam, aproape jumătate din populație este de origine imigrantă.

Potrivit Eurostat, în 2010 existau în Țările de Jos 1,8 milioane de rezidenți născuți în străinătate⁠(d), ceea ce corespunde la 11,1% din populația totală. Dintre aceștia, 1,4 milioane (8,5%) s-au născut în afara UE și 430.000 (2,6%) s-au născut într-un alt stat membru al UE. La 21 noiembrie 2016, în Țările de Jos erau 3,8 milioane de rezidenți cu cel puțin un părinte născut în străinătate („cu origine imigrantă”).  La 1 ianuarie 2016, 26,2% dintre persoanele cu vârsta cuprinsă între 0–50 de ani aveau cel puțin un părinte născut într-o țară străină. 11,4% dintre persoanele cu vârsta cuprinsă între 0 și 50 de ani „de origine neerlandeză” aparțineau „generației a treia”. Dintre aceștia 739.000 au avut bunici occidentali, 120.000 ne-occidentali. A treia generație este formată din persoane născute din doi imigranți de a doua generație sau un imigrant de a doua generație și o persoană de origine neerlandeză. Imigranții de prima și a doua generație și a treia generație reprezentau 34,5% din populația cu vârsta cuprinsă între 0–50 de ani. Peste jumătate dintre tinerii din Amsterdam și Rotterdam au și origine neoccidentală. Neerlandezii sau descendenții neerlandezilor⁠(d) se găsesc și în comunitățile de migranți din restul lumii, în special în Canada, Australia, Africa de Sud și Statele Unite. Potrivit Biroului de Recensământ al Statelor Unite (2006), peste 5 milioane de americani se consideră de origine neerlandeză⁠(d) totală sau parțială. Aproape 3 milioane de afrikaneri de origine neerlandeză trăiesc în Africa de Sud. În 1940, în Indonezia erau 290.000 de europeni și eurasiatici, dar cei mai mulți au părăsit țara de atunci.
Randstad este cea mai mare conurbație a țării, situată în vestul țării și conține cele mai mari patru orașe: Amsterdam în provincia Olanda de Nord, Rotterdam și Haga în provincia Olanda de Sud și Utrecht în provincia Utrecht. Randstad are o populație de aproximativ 8,2 milioane de locuitori  și este a cincea zonă metropolitană ca mărime din Europa. Potrivit Biroului Central de Statistică al Țărilor de Jos, în 2015, 28% din populația neerlandeză avea un venit cheltuibil de peste 45.000 de euro (fără cheltuieli cu sănătatea sau educația).

### Zone urbane funcționale

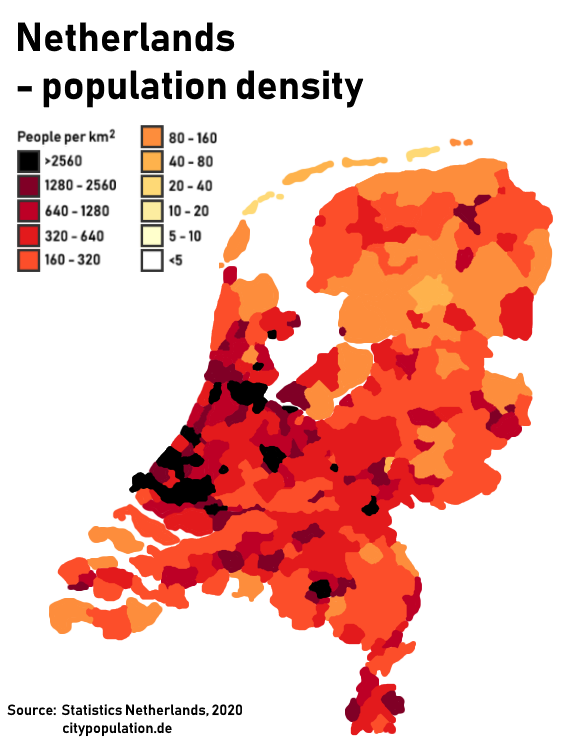
Densitatea populației în Țările de Jos pe comune. Cea mai mare zonă urbană, Randstad este clar vizibilă de-a lungul coastei de vest.

| Zone urbane funcționale | Populația (noiembrie 2019) |
| ----------------------- | -------------------------- |
| Amsterdam               | 2.500.000                  |
| Rotterdam               | 1.500.000                  |
| Haga                    | 850.000                    |
| Utrecht                 | 770.000                    |
| Eindhoven               | 695.000                    |
| Groningen               | 482.000                    |
| Enschede                | 402.000                    |

### Limbile

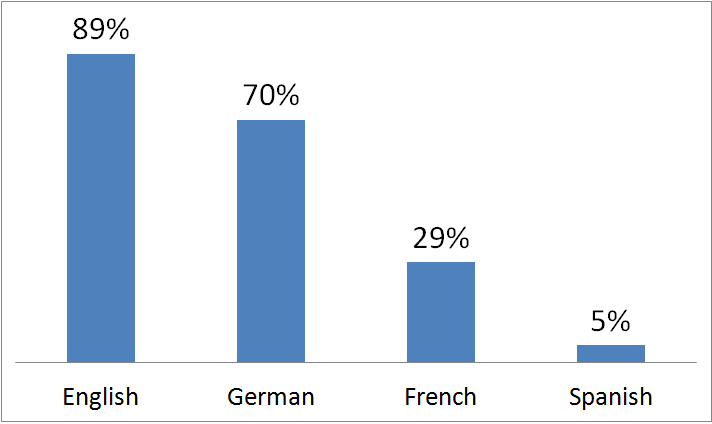
Cunoașterea limbilor străine în Țările de Jos, în procente din populația cu vârsta peste 15 ani, la nivelul lui 2006

Limba oficială este neerlandeza, care este vorbită de marea majoritate a locuitorilor. Pe lângă neerlandeză, frizona occidentală⁠(d) este recunoscută ca a doua limbă oficială în provincia nordică Friesland (Fryslân în frizona occidentală). Frizona occidentală are un statut oficial pentru corespondența guvernamentală în acea provincie. În partea europeană a regatului, alte două limbi regionale sunt recunoscute prin Carta europeană a limbilor regionale sau minoritare.
Prima dintre aceste limbi regionale recunoscute este saxona de jos⁠(d) (Nedersaksisch în neerlandeză). Saxona de jos este formată din mai multe dialecte ale limbii germane de jos vorbite în nordul și estul Țărilor de Jos, precum Twents⁠(d) în regiunea Twente și Drents⁠(d) în provincia Drenthe. A doua limbă recunoscută ca limbă regională este limburgheza. Ea este formată din varietățile neerlandeze ale limbii francone⁠(d) meuse-renane⁠(d) și este vorbită în provincia sud-estică Limburg. Dialectele cel mai vorbite în Țările de Jos sunt dialectele brabantine⁠(d)-olandeze.
Limba ripuară, care este vorbită în Kerkrade și Vaals, sub forma dialectului de Kerkrade⁠(d) și, respectiv, a dialectului de Vaals⁠(d), este tratată legal ca limburgheză.
Engleza⁠(d) are un statut de limbă oficială în comunele speciale Saba și Sint Eustatius. Se vorbește pe scară largă pe aceste insule. Papiamento are un statut de limbă oficială în comuna specială Bonaire. Idișul și limba romani au fost recunoscute în 1996 ca limbi neteritoriale. Țările de Jos au o tradiție de învățare a limbilor străine, formalizată în legile educaționale neerlandeze. Aproximativ 90% din populația totală se consideră capabilă să converseze în engleză, 70% în germană și 29% în franceză. Engleza este materie de studiu obligatorie în toate școlile secundare. În majoritatea învățământului gimnazial de nivel inferior (vmbo⁠(d)), o limbă străină modernă suplimentară este obligatorie în primii doi ani.
În școlile secundare de nivel superior (HAVO⁠(d) și VWO), dobândirea a două abilități suplimentare de limbi străine moderne este obligatorie în primii trei ani. Doar în ultimii trei ani în VWO este obligatorie o singură limbă străină. Pe lângă engleză, limbile moderne standard sunt franceza și germana, deși școlile pot înlocui una dintre aceste limbi moderne cu chineza, spaniola, rusa, italiana, turca sau araba. În plus, școlile din Friesland predau și au examene în frizona occidentală⁠(d), iar școlile din întreaga țară predau și au examene în greaca veche și latină pentru școlile secundare (numite Gymnasium sau VWO+).

### Religie
Populația Țărilor de Jos a fost predominant creștină până pe la sfârșitul secolului al XX-lea, fiind împărțită în mai multe confesiuni. Deși rămâne de o diversitate religioasă semnificativă, a existat o scădere a aderenței religioase. Țările de Jos sunt acum una dintre cele mai laice⁠(d) societăți din lume.
În 2019, Institutul de Statistică a consemnat că 54,1% din populația totală se declară fără religie. Printre grupurile care reprezintă nereligioșii din Țările de Jos se numără Humanistisch Verbond⁠(d). Catolicii reprezentau 20,1% din populația totală, protestanții (14,8%). Musulmanii reprezentau 5,0% din populația totală, iar adepții altor confesiuni creștine și ai altor religii (cum ar fi iudaismul, budismul și hinduismul) reprezentau restul de 5,9%. Un sondaj din 2015 de la o altă sursă constatat că protestanții sunt mai mulți decât catolicii.
Provinciile sudice Brabantul de Nord și Limburg erau istoric puternic catolice, iar unii rezidenți consideră Biserica Catolică ca bază pentru identitatea lor culturală⁠(d). Protestantismul din Țările de Jos constă din mai multe biserici în cadrul diferitelor tradiții. Cea mai mare dintre acestea este Biserica Protestantă din Țările de Jos⁠(d) (PKN), o biserică unită⁠(d), de orientare calvină și luterană. A fost înființată în 2004 prin fuziunea Bisericii Reformate Neerlandeze⁠(d), Bisericilor Reformate din Țările de Jos⁠(d) și a mai micii Biserici Luterane⁠(d). Mai multe biserici ortodoxe calvine și liberale nu s-au contopit în PKN. Deși în Țările de Jos în ansamblu creștinismul a devenit o minoritate, Țările de Jos conține o centură biblică⁠(d) din Zeelanda până în părțile de nord ale provinciei Overijssel, în care credințele protestante (în special calvine) rămân puternice și chiar au majorități în consiliile locale.
Islamul este a doua religie ca mărime din stat. În 2012, în Țările de Jos erau aproximativ 825.000 de musulmani⁠(d) (5% din populație). Populația musulmană a crescut din 1960, ca urmare a numărului mare de muncitori migranți. Între aceștia s-au numărat muncitori migranți din Turcia și Maroc, precum și migranți din fostele colonii neerlandeze, precum Surinam și Indonezia. În anii 1990, au sosit refugiați musulmani sosit din țări precum Bosnia și Herțegovina, Iran, Irak, Somalia și Afganistan.
O altă religie practicată este hinduismul, cu aproximativ 215.000 de adepți (puțin peste 1% din populație). Cei mai mulți dintre aceștia sunt indo-surinamezi⁠(d). Există și populații considerabile de imigranți hinduși din India și Sri Lanka și unii adepți occidentali ai noilor mișcări religioase orientate spre hinduism,⁠(d) cum ar fi Hare Krishna⁠(d). Țările de Jos au aproximativ 250.000 de budiști⁠(d) sau oameni puternic atrași de această religie, în principal etnici neerlandezi. În plus, în Țările de Jos sunt aproximativ 45.000 de evrei.
Constituția Țărilor de Jos garantează libertatea educației, ceea ce înseamnă că toate școlile care respectă criteriile generale de calitate primesc aceeași finanțare guvernamentală. Aceasta include școli bazate pe principii religioase ale unor grupuri religioase (în special catolice și diverse protestante). Trei partide politice din parlamentul neerlandez (CDA, și două partide mici, ChristianUnion⁠(d) și SGP⁠(d)) se bazează pe credința creștină. Mai multe sărbători religioase creștine sunt sărbători oficiale (Crăciunul, Paștele, Rusaliile și Înălțarea Domnului⁠(d)).
Odată cu independența țării, protestanții au devenit predominanți în cea mai mare parte a țării, în timp ce romano-catolicii au dominat în sud, în special în Brabantul de Nord și Limburg. La sfârșitul secolului al XIX-lea, secularismul, ateismul și pilarizarea⁠(d) au câștigat adepți. Până în 1960, catolicii egalau protestanții ca număr; după aceea, ambele ramuri creștine au început să scadă. În schimb, islamul a crescut considerabil ca rezultat al imigrației. Din anul 2000 a crescut gradul de conștientizare a religiei, în principal din cauza extremismului musulman⁠(d).
Familia regală neerlandeză⁠(d) a fost asociată în mod tradițional cu calvinismul, în special cu Biserica Reformată Neerlandeză⁠(d), care a fuzionat în Biserica Protestantă din Țările de Jos⁠(d). Biserica Reformată Neerlandeză a fost singura biserică protestantă majoră din Țările de Jos de la Reformă până în secolul al XIX-lea. Diviziunile confesionale din 1834⁠(d) și din 1886⁠(d) au diversificat calvinismul neerlandez. În 2013, o catolică a devenit regină consoartă.
Un sondaj din decembrie 2014 a concluzionat că pentru prima dată existau mai mulți atei (25%) decât teiști (17%) în Țările de Jos, în timp ce restul populației era agnostică (31%) sau ietsistă⁠(d) (27%). În 2015, marea majoritate a locuitorilor din Țările de Jos (82%) au declarat că nu au vizitat niciodată sau aproape niciodată o biserică, iar 59% au declarat că nu au fost niciodată la o biserică de niciun fel. Dintre toți cei chestionați, 24% se considerau atei, o creștere de 11% față de studiul anterior realizat în 2006. Creșterea așteptată a spiritualității (ietsismul) s-a oprit conform cercetărilor din 2015. În 2006, 40% dintre respondenți se considerau spirituali; în 2015, aceasta a scăzut la 31%. Numărul celor care credeau în existența unei puteri superioare a scăzut de la 36% la 28% în aceeași perioadă.
Conform datelor oficiale din 2018, 50% din populație sunt atei sau agnostici, ceva mai mulți decât credincioșii. În timp ce în 2008 procentajul de atei și agnostici era de 33%.

### Educație

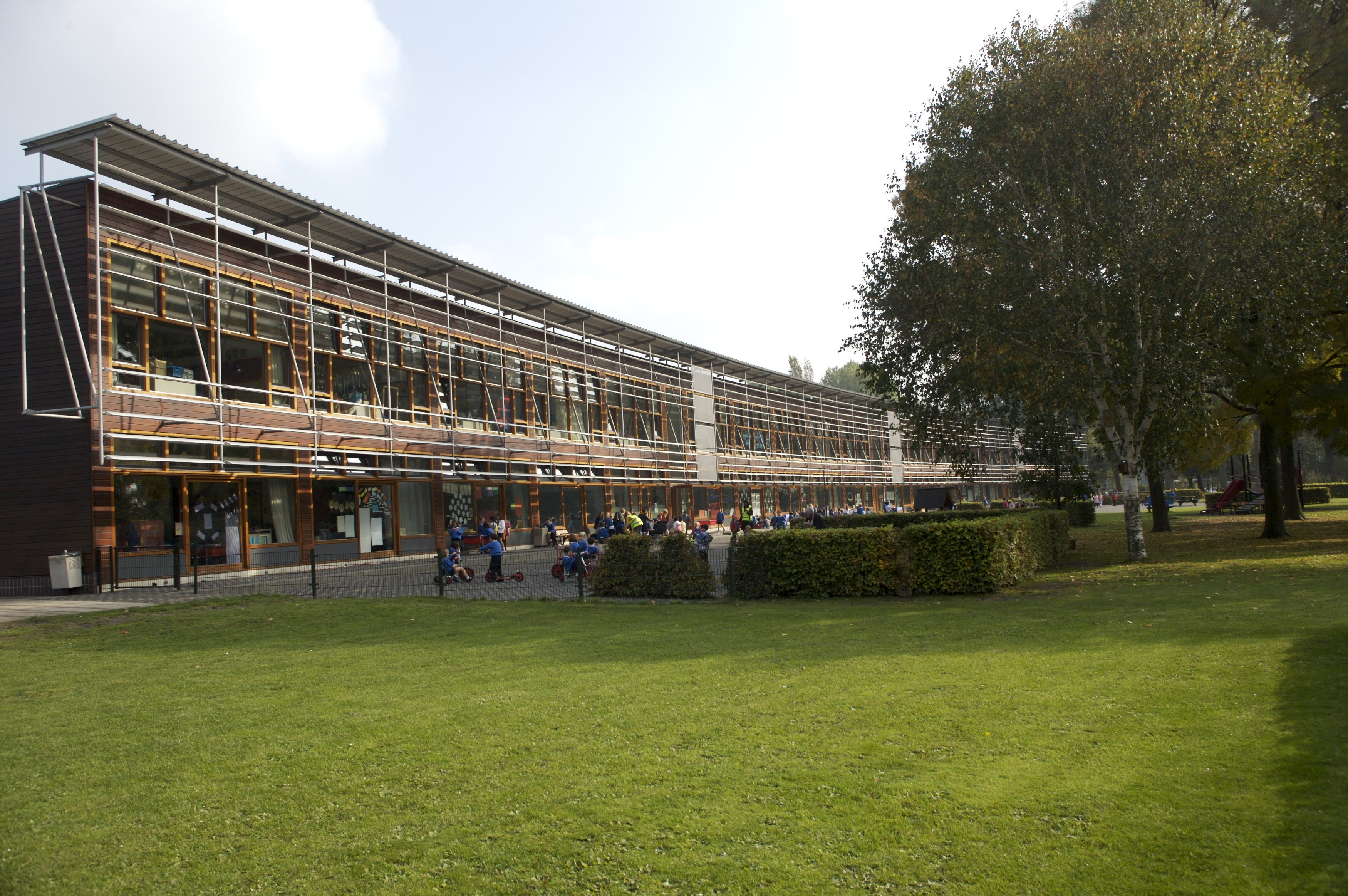
O școală primară internațională din Haga

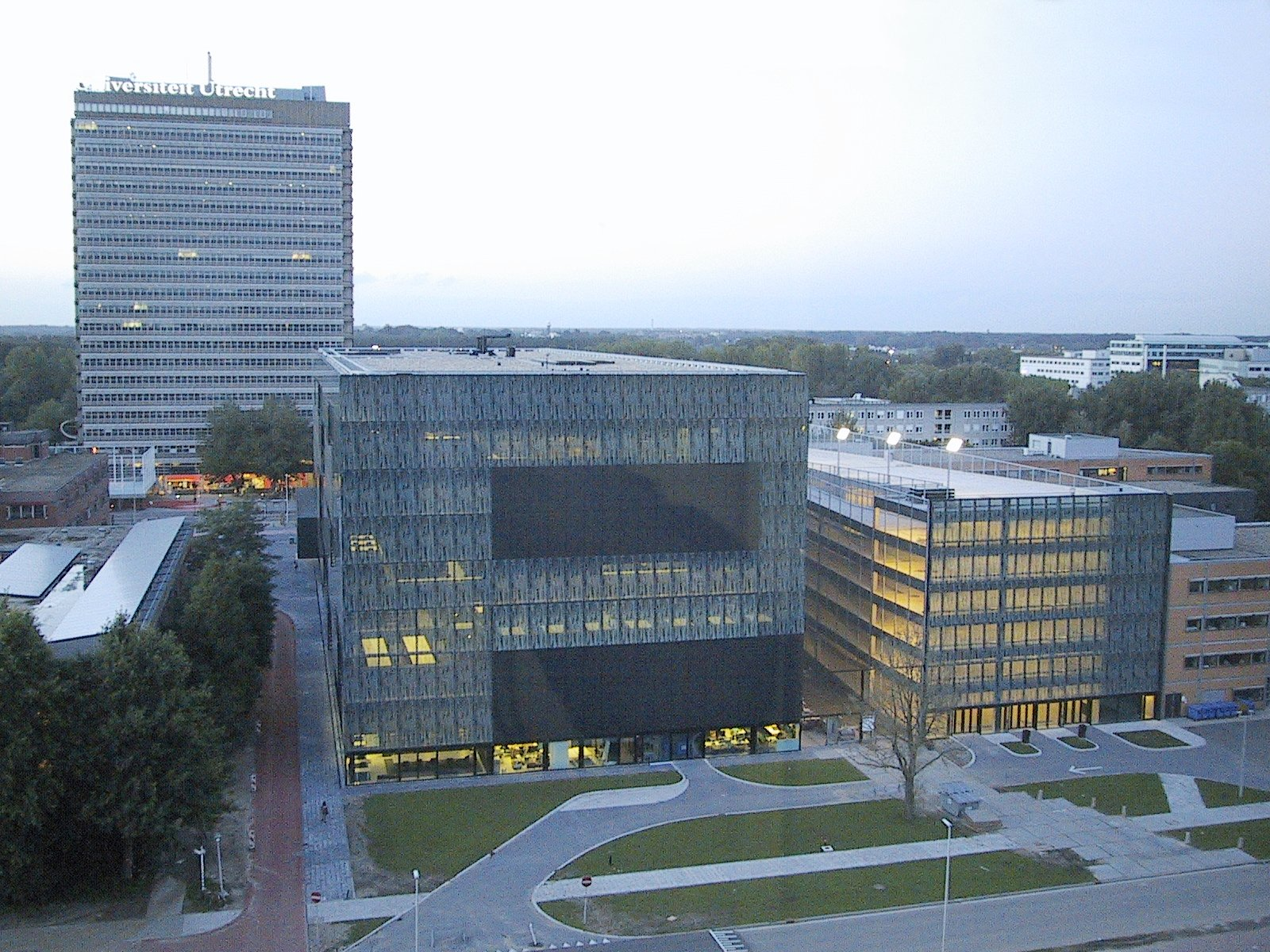
Vedere asupra Parcului Științific al Universității din Utrecht. Clădirea din centru este biblioteca.

Educația în Țările de Jos este obligatorie între 5 și 16 ani. Dacă un copil nu are o „calificare de pornire” (gradul HAVO, VWO sau MBO 2+) este obligat totuși să frecventeze cursurile până când atinge o astfel de calificare sau împlinește vârsta de 18 ani.
Toți copiii din Țările de Jos frecventează de obicei școala elementară de la vârste cuprinse (în medie) între 4 și 12 ani. Ea cuprinde opt clase, dintre care prima este facultativă. Pe baza unui test de aptitudini, a recomandării profesorului de clasa a VIII-a și a părerii părinților sau tutorilor elevului, se face o alegere pentru una dintre cele trei principale direcții ale învățământului secundar. După finalizarea unei anumite căi, un elev poate continua în penultimul an al următoarei căi.
VMBO⁠(d) are patru clase și este subdivizat pe mai multe niveluri. Finalizarea cu succes a VMBO are ca rezultat o diplomă profesională de nivel scăzut care oferă acces la MBO. MBO (învățământ aplicat de nivel mediu) este o formă de educație care se concentrează în primul rând pe predarea unei meserii practice sau a unei diplome profesionale. Cu certificarea MBO, un student poate aplica pentru HBO. HAVO⁠(d) are 5 clase și permite admiterea la HBO. HBO (învățământul profesional superior) sunt universități de educație profesională⁠(d) (științe aplicate) care acordă diplome profesionale de licență; asemănătoare diplomelor politehnice. O diplomă HBO oferă acces la sistemul universitar. VWO⁠(d) (care cuprinde ateneul⁠(d) și gimnaziul) are 6 clase și pregătește pentru studii la o universitate de cercetare. Universitățile oferă o diplomă de licență de trei ani, urmată de o diplomă de master de unul sau doi ani, care, la rândul său, poate fi urmată de un program doctoral⁠(d) de patru sau cinci ani. Universitățile din Țările de Jos percep taxe de școlarizare pentru toți studenții. Pentru studenții din Țările de Jos, UE, SEE și Surinam, toate universitățile percep taxele de școlarizare statutare sau aproximativ 2.200 EUR pe an. Pentru studenții internaționali din afara Europei, taxele pot varia între programe și universități și, de obicei, variază între 6.000 și 20.000 de euro pe an. Țările de Jos s-au clasat pe locul 5 în Indicele Global al Inovării în 2020, în scădere față de locul 4 în 2019.
Candidații la doctorat din Țările de Jos sunt, în general, angajați netitulari ai unei universități. Toate școlile și universitățile neerlandeze sunt finanțate și gestionate public, cu excepția școlilor religioase care sunt finanțate public, dar nu sunt administrate de stat, deși sunt necesare cerințe pentru ca finanțarea să fie autorizată. Universitățile neerlandeze au o taxă de școlarizare de aproximativ 2.000 de euro pe an pentru studenții din Țările de Jos și din Uniunea Europeană. Suma este de aproximativ 10.000 de euro pentru studenții din afara UE.

### Sănătate

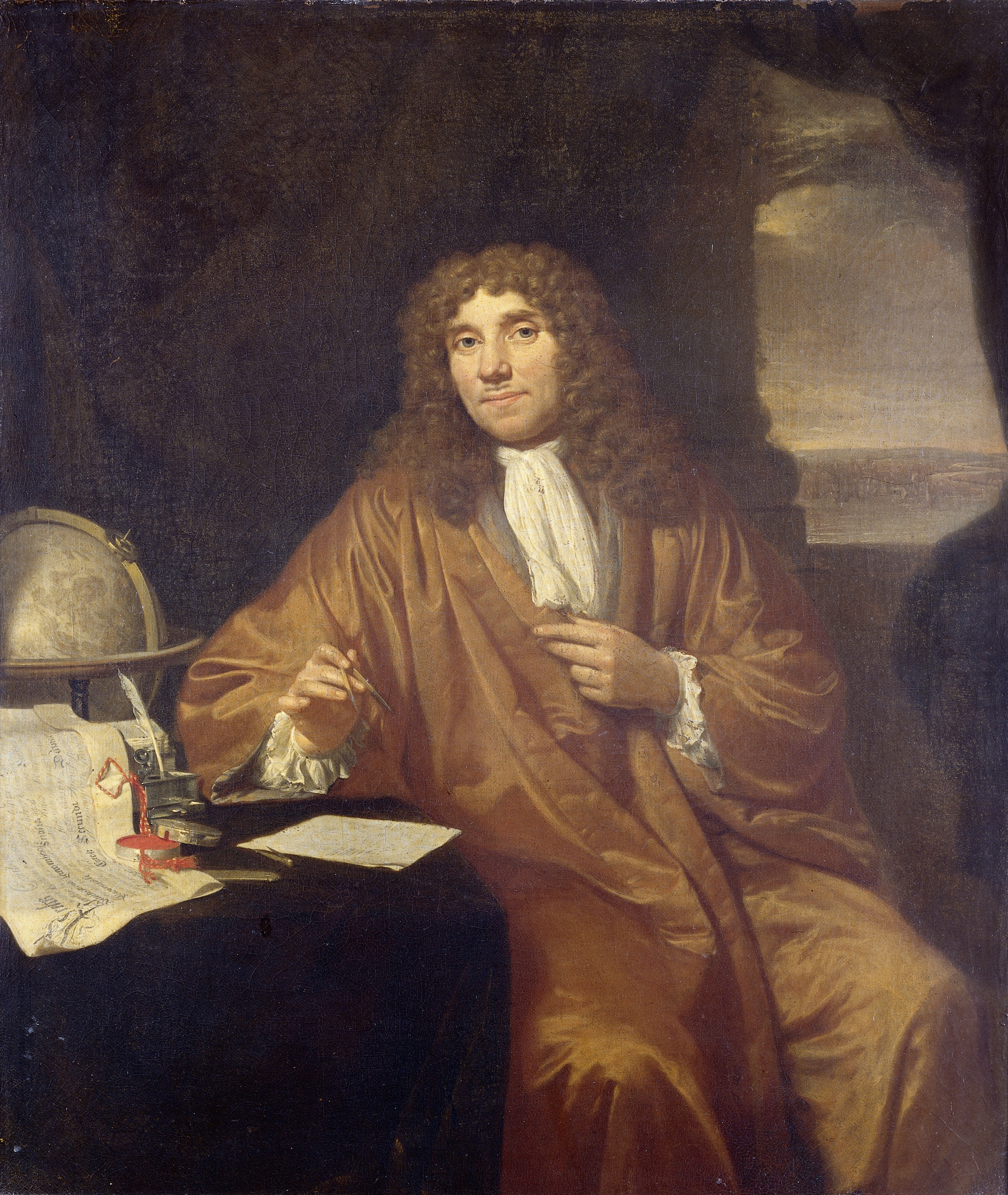
Portretul lui Antonie van Leeuwenhoek (1632–1723), cunoscut drept „părintele microbiologiei”

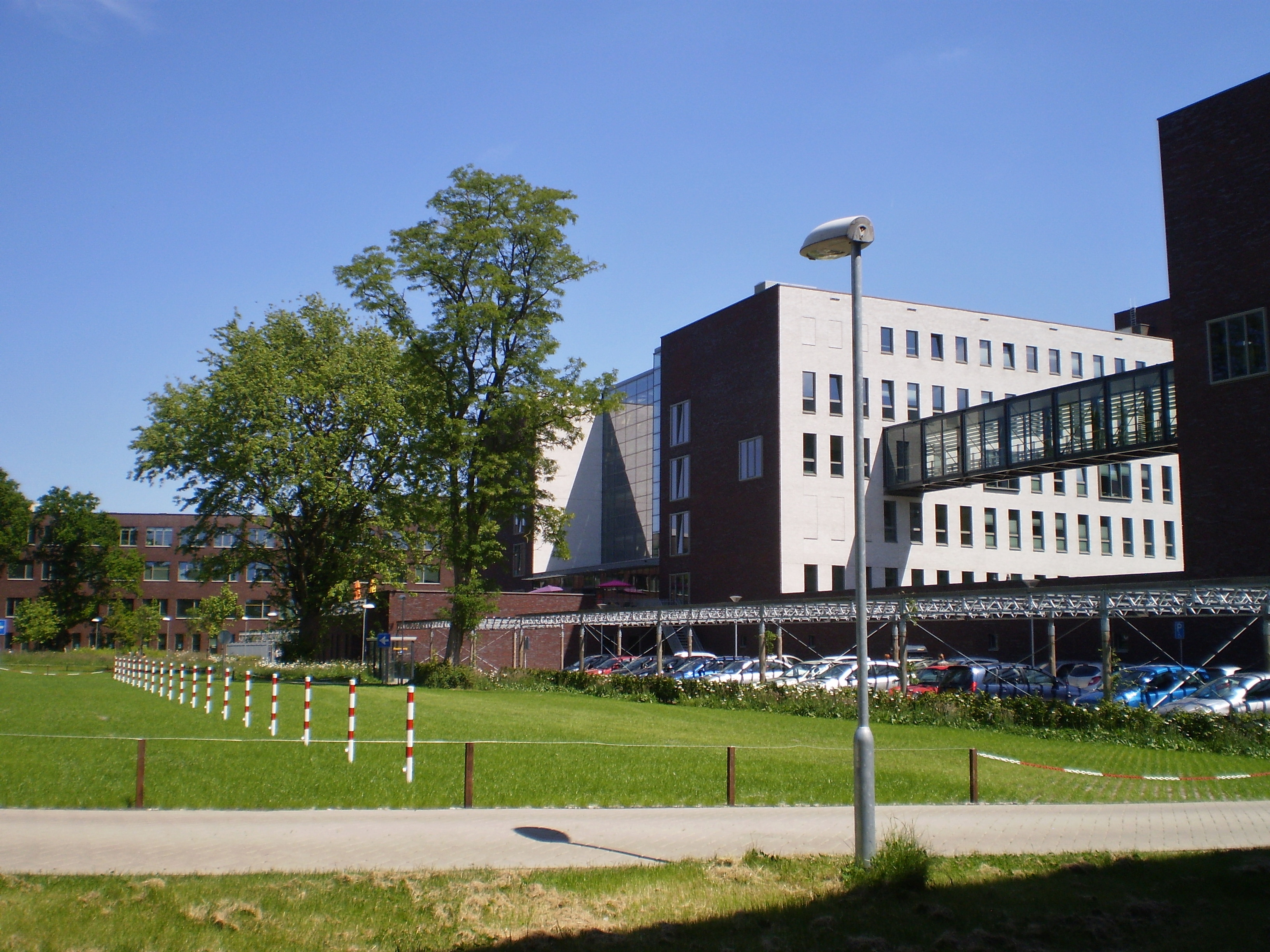
Un spital public din Amersfoort

În 2016, Țările de Jos și-au menținut poziția numărul unu în fruntea indicelui anual european al consumatorilor de sănătate⁠(d) (EHCI), care compară sistemele de sănătate din Europa, obținând 916 din maximum 1.000 de puncte. Țările de Jos se numără printre primele trei țări în fiecare raport publicat din 2005. Pe 48 de indicatori, cum ar fi drepturile și informarea pacienților, accesibilitatea, prevenirea și rezultatele, Țările de Jos și-au asigurat poziția de top în 37 de țări europene timp de șase ani la rând. Țările de Jos s-au clasat pe primul loc într-un studiu din 2009 care a comparat sistemele de sănătate din Statele Unite, Australia, Canada, Germania și Noua Zeelandă.
De la reforma majoră a sistemului de sănătate din 2006, sistemul neerlandez a primit din ce în ce mai multe puncte în Indice în fiecare an. Potrivit HCP (Health Consumer Powerhouse⁠(d)), Țările de Jos au „un sistem haotic”, ceea ce înseamnă că pacienții au un grad mare de libertate pe multe criterii, de la organizația de unde achiziționează asigurarea de sănătate, până la locul în care își primesc serviciile de asistență medicală. Diferența dintre Țările de Jos și alte țări este că haosul este gestionat. Deciziile în domeniul sănătății sunt luate într-un dialog între pacienți și profesioniștii din domeniul sănătății.
Asigurările de sănătate în Țările de Jos sunt obligatorii. Asistența medicală din Țările de Jos este acoperită de două forme legale de asigurare:
- Zorgverzekeringswet (ZVW), numită adesea „asigurare de bază”, acoperă îngrijirea medicală comună.
- Algemene Wet Bijzondere Ziektekosten (AWBZ) acoperă îngrijirile medicale și paleative pe termen lung.

Rezidenții neerlandezi sunt asigurați automat de către guvern pentru AWBZ, toată lumea trebuie să își încheie propria asigurare de bază de asistență medicală (basisverzekering), cu excepția celor sub 18 ani care sunt acoperiți automat de prima părinților. Dacă o persoană refuză să achiziționeze o astfel de asigurare, persoana respectivă poate fi amendată. Asigurătorii trebuie să ofere un pachet universal pentru toată lumea de peste 18 ani, indiferent de vârstă sau stare de sănătate – este ilegal să refuzi o cerere sau să impuni condiții speciale. Spre deosebire de multe alte sisteme europene, guvernul neerlandez este responsabil pentru accesibilitatea și calitatea sistemului de sănătate din Țările de Jos, dar nu este responsabil de managementul acestuia.
Asistența medicală din Țările de Jos poate fi împărțită în mai multe moduri: trei eșaloane, în îngrijirea sănătății somatice și mintale; „curativă” (pe termen scurt); și îngrijire pe termen lung. Medicii la domiciliu (huisartsen, comparabil cu medicii generaliști⁠(d)) formează cea mai mare parte a primului eșalon. Recomandarea unui medic din primul eșalon este obligatorie pentru accesul la al doilea și al treilea eșalon. În comparație cu alte țări occidentale, sistemul de sănătate este destul de eficace, dar nu cel mai eficient economic.
Asistența medicală din Țările de Jos este finanțată printr-un sistem dual care a intrat în vigoare în ianuarie 2006. Tratamentele de lungă durată, în special cele care implică spitalizare semipermanentă, precum și costurile pentru dizabilități, cum ar fi scaunele cu rotile, sunt acoperite de o asigurare obligatorie controlată de stat. Acest lucru este prevăzut în Algemene Wet Bijzondere Ziektekosten⁠(d) („Legea generală privind costurile excepționale ale asistenței medicale”), care a intrat pentru prima dată în vigoare în 1968. În 2009, această asigurare acoperea 27% din toate cheltuielile de îngrijire a sănătății.
Pentru toate tratamentele medicale obișnuite (pe termen scurt), există un sistem de asigurare obligatorie de sănătate, cu case private de asigurări de sănătate. Aceste companii de asigurări sunt obligate să ofere un pachet cu un set definit de tratamente asigurate. Această asigurare acoperă 41% din toate cheltuielile de asistență sanitară.
Alte surse de finanțare a asistenței medicale o reprezintă impozitele (14%), plățile pacienților (9%), pachetele suplimentare de asigurări de sănătate opționale (4%) și o serie de alte surse (4%). Accesibilitatea este garantată printr-un sistem de indemnizații aferente veniturilor și prime plătite de angajatori în cadrul pachetelor salariale.
O trăsătură importantă a sistemului neerlandez este că primele de asigurare nu au voie să fie legate de starea de sănătate sau de vârstă. Variațiile de risc între companiile private de asigurări de sănătate, ca urmare a diferitelor riscuri prezentate de titularii individuali ai polițelor sunt compensate prin egalizarea riscurilor⁠(d) și un bazin de riscuri⁠(d) comun. Povara finanțării tuturor asigurărilor de sănătate pe termen scurt este suportată în proporție de 50% de către angajatori, 45% de către persoana asigurată și 5% de către guvern. Copiii sub 18 ani sunt asigurați gratuit. Cei cu venituri mici primesc compensații pentru a fi ajutați să-și plătească asigurarea. Primele plătite de asigurat erau de aproximativ 100 de euro pe lună în august 2010 și 150 de euro în 2012, cu o variație de aproximativ 5% între diferiții asigurători concurenți și o sumă deductibilă anuală de 220 de euro.

## Transporturile
Mobilitatea pe drumurile neerlandeze a crescut continuu din anii 1950 și în prezent depășește 200 de miliarde de km parcurși pe an, dintre care trei sferturi se fac cu mașina. Aproximativ jumătate din toate călătoriile din Țările de Jos se fac cu mașina, 25% cu bicicleta, 20% pe jos și 5% cu transportul public.

### Transportul rutier

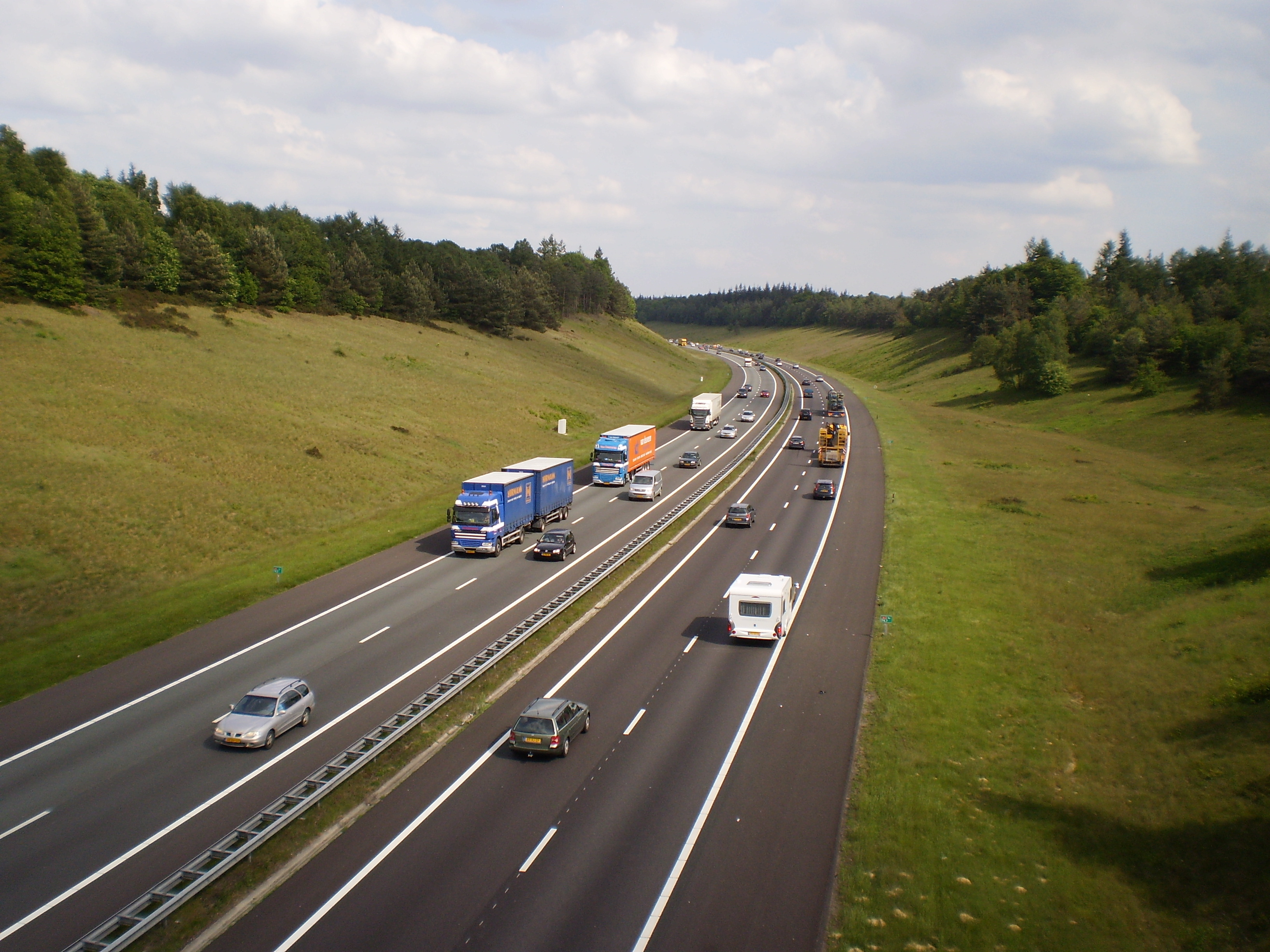
Autostrada A1, în Gelderland

Cu o rețea totală de drumuri⁠(d) de 139.295 km, care include 2.758 km de autostrăzi, Țările de Jos au una dintre cele mai dense rețele de drumuri din lume — mult mai densă decât cele din Germania și Franța, dar tot nu atât de densă ca cea din Belgia.
În cadrul angajamentului său față de sustenabilitatea mediului, Guvernul Țărilor de Jos a inițiat un plan de înființare a peste 200 de stații de reîncărcare pentru vehicule electrice în toată țara. Lansarea va fi întreprinsă de compania de electricitate și automatizare cu sediul în Elveția ABB și startupul olandez Fastned și va avea ca scop furnizarea a cel puțin o stație pe o rază de 50 km de fiecare locuință din Țările de Jos. În prezent, doar în Țările de Jos se află aproximativ 30% din toate stațiile de reîncărcare din Uniunea Europeană. În plus, mașinile nou vândute în Țările de Jos au, în medie, cele mai scăzute emisii de CO2 din UE.

### Transport public

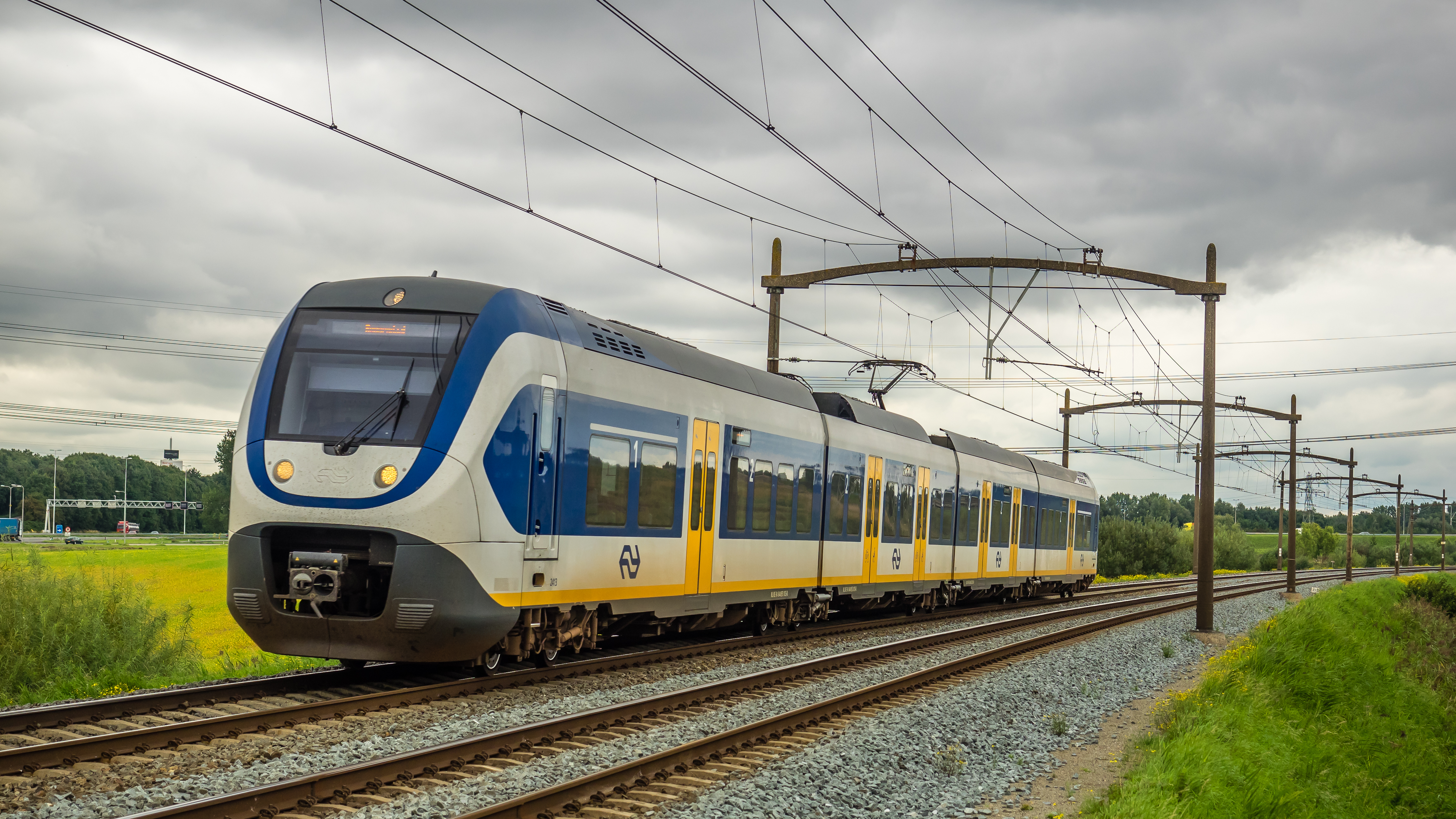
Un tren regional operat de Nederlandse Spoorwegen (NS)

Aproximativ 13% din toate distanțele parcurse se fac cu transportul public, majoritatea cu trenul. Ca în multe alte țări europene, rețeaua feroviară neerlandeză de 3.013 km este destul de densă. Rețeaua se concentrează în principal pe servicii feroviare de pasageri și conectează toate orașele importante, având peste 400 de stații. Trenurile sunt frecvente, cu două trenuri pe oră pe linii mai mici, două până la patru trenuri pe oră în medie și până la opt trenuri pe oră pe liniile cele mai aglomerate. Rețeaua feroviară națională include și HSL-Zuid, o linie de mare viteză între zona metropolitană Amsterdam și granița cu Belgia pentru trenuri care circulă de la Paris și Londra către Țările de Jos.

### Ciclism

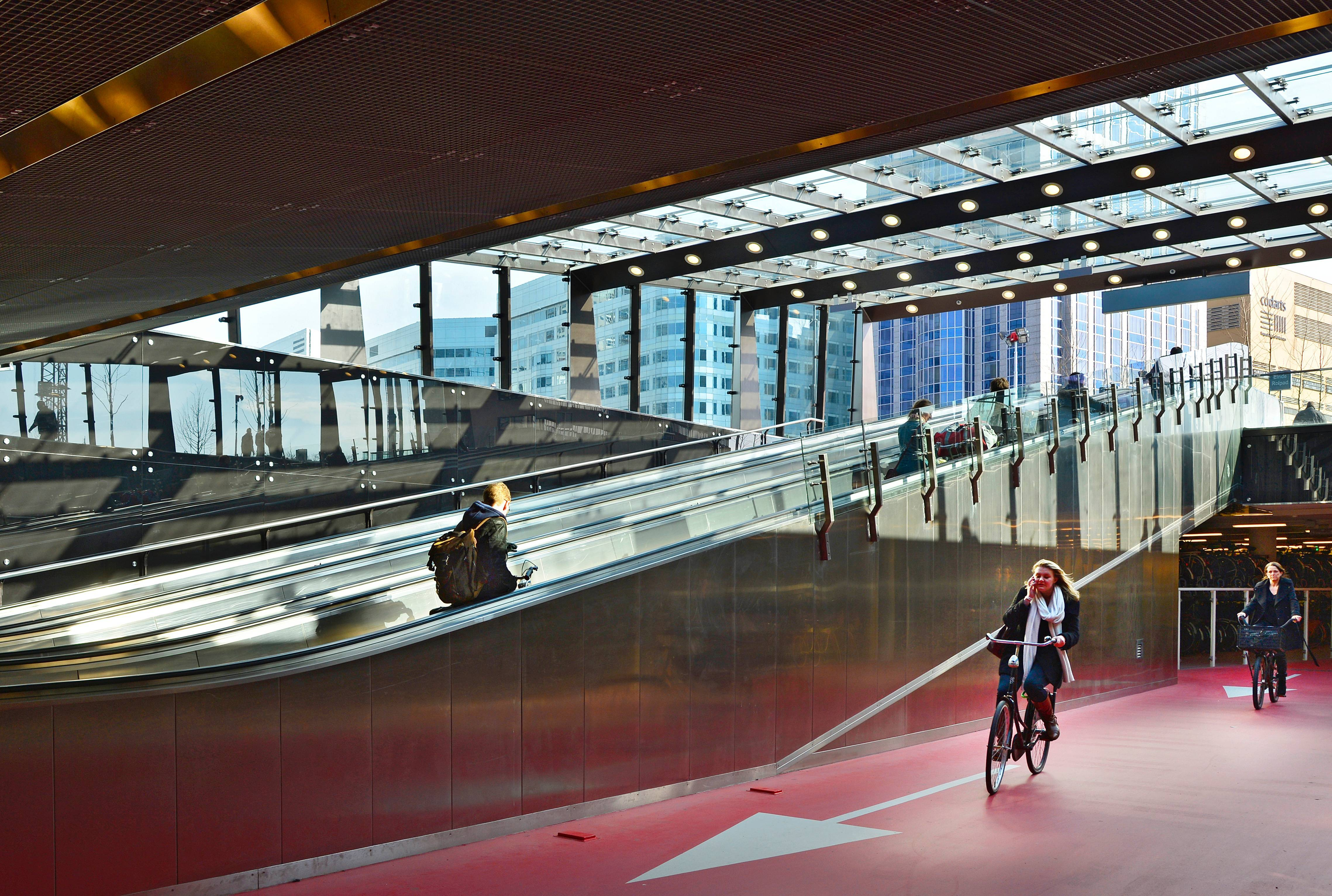
Pasaj de biciclete în

Mersul cu bicicleta⁠(d) este un mijloc de transport omniprezent în Țările de Jos. Aproape la fel de mulți kilometri sunt parcurși cu bicicleta ca și cu trenul. Se estimează că neerlandezii au cel puțin 18 milioane de biciclete, adică mai mult de una pe cap de locuitor și de două ori mai multe decât cele aproximativ 9 milioane de vehicule cu motor de pe drumuri. În 2013, Federația Europeană a Cicliștilor⁠(d) a clasat Țările de Jos, împreună cu Danemarca, drept țările cele mai prietenoase cu bicicletele din Europa, dar mai mulți neerlandezi (36%) decât danezi (23%) menționează bicicleta ca cel mai frecvent mijloc de transport utilizat într-o zi obișnuită. Infrastructura pentru ciclism⁠(d) este cuprinzătoare. Drumurile aglomerate au primit circa 35.000 km de piste dedicate pentru biciclete, separate fizic de traficul motorizat. Intersecțiile aglomerate sunt adesea echipate cu semafoare dedicate bicicletelor. Există locuri mari de parcare pentru biciclete, în special în centrele orașelor și în gări.

### Transportul pe apă
Până la introducerea trenurilor, ambarcațiunile au fost principalul mijloc de transport în Țările de Jos. Și transportul maritim a rămas crucial după aceea. Portul Rotterdam este cel mai mare port din Europa și cel mai mare port din lume în afara Asiei de Est, râurile Meuse și Rin oferind un acces excelent la hinterlandul din amonte, ajungând la Basel, Elveția și în Germania și Franța. În 2013, Rotterdam era al optulea port de containere⁠(d) din lume, care manipulează 440,5 milioane de tone de marfă anual. Activitățile principale ale portului sunt industria petrochimică⁠(d) și manipularea și transbordarea⁠(d) mărfurilor generale. Portul funcționează ca un important punct de tranzit pentru marfă en-gros⁠(d) și între continentul european și restul lumii. Din Rotterdam, mărfurile sunt transportate cu vaporul, barja fluvială, cu trenul sau pe șosele. Volkeraksluizen dintre Rotterdam și Antwerpen sunt cele mai mari ecluze pentru navigația continentală din lume după tonajul care trece prin ele. În 2007, a fost finalizată Betuweroute⁠(d), o nouă cale ferată rapidă de marfă de la Rotterdam până în Germania. În Țările de Jos se află și al patrulea port ca mărime din Europa, cel din Amsterdam⁠(d). Flota de navigație fluvială⁠(d) a Țărilor de Jos este cea mai mare din Europa. Țările de Jos au și cea mai mare flotă de nave istorice active din lume. Bărcile sunt folosite și pentru călătoriile pasagerilor, cum ar fi Watertaxies din Rotterdam. Rețeaua de feriboturi din Amsterdam și rețeaua Waterbus din Rotterdam fac parte din sistemul de transport public.

### Transportul aerian
Aeroportul Schiphol, de la sud-vest de Amsterdam, este principalul aeroport internațional din Țările de Jos și al treilea cel mai aglomerat aeroport din Europa⁠(d) după numărul de pasageri. Schiphol este principalul hub pentru KLM, compania națională⁠(d) a țării și cea mai veche companie aeriană din lume. În 2016, aeroporturile Royal Schiphol Group⁠(d) au gestionat 70 de milioane de pasageri. Tot traficul aerian este internațional, iar Aeroportul Schiphol este conectat la peste 300 de destinații din întreaga lume, mai mult decât orice alt aeroport european. Aeroportul este și un important hub de transport de marfă, procesând 1,44 milioane de tone de marfă în 2020. Printre aeroporturile internaționale mai mici din țară se numără Aeroportul Eindhoven, Aeroportul Rotterdam Haga, Aeroportul Maastricht Aachen și Aeroportul Groningen Eelde. Transportul aerian este de o importanță vitală pentru partea caraibiană a Țărilor de Jos, toate insulele având propriul aeroport. Acolo se află și cea mai scurtă pistă din lume, pe Saba.

## Cultură

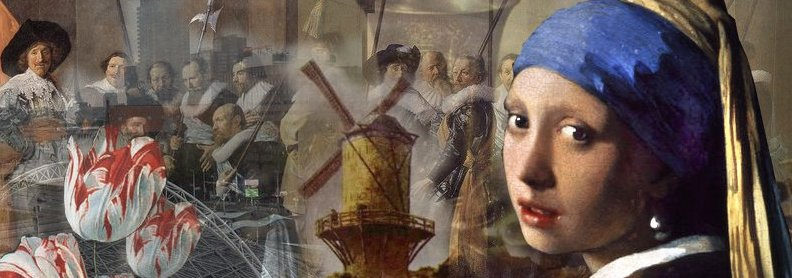
Câteva simboluri ale culturii neerlandeze

### Artă, arhitectură și filozofie
Țările de Jos au avut mulți pictori cunoscuți. În Evul Mediu, Hieronymus Bosch, Petrus Christus, Lucas Gassel⁠(d) și Pieter Bruegel cel Bătrân au fost pionieri ai artelor plastice.
În timpul Epocii de Aur Neerlandeze, într-o mare parte a secolului al XVII-lea, Republica Neerlandeză a prosperat și a asistat la o mișcare artistică înfloritoare. Aceasta a fost epoca „maeștrilor olandezi”, precum Rembrandt van Rijn, Johannes Vermeer, Jan Steen⁠(d), Jacob van Ruisdael⁠(d), Gerard van Honthorst⁠(d), Theodoor van Thulden⁠(d) și mulți alții.
Pictori neerlandezi celebri din secolele al XIX-lea și al XX-lea au fost Vincent van Gogh și luminiștii Jan Sluijters⁠(d), Leo Gestel⁠(d) și Piet Mondrian. MC Escher este un artist grafic bine cunoscut, în special pentru operele de artă de inspirație matematică.
În timpul Epocii de Aur Neerlandeze, a înflorit și literatura, cu Joost van den Vondel și PC Hooft drept cei mai cunoscuți doi scriitori. În secolul al XIX-lea, Multatuli a scris despre relele tratamente aplicate băștinașilor din colonia neerlandeză, actuala Indonezie. Printre autori importanți ai secolului al XX-lea se numără Godfried Bomans⁠(d), Harry Mulisch, Jan Wolkers, Simon Vestdijk⁠(d), Hella S. Haasse, Cees Nooteboom, Gerard Reve și Willem Frederik Hermans. Jurnalul Annei Frank a fost publicat după ce autoarea lui a fost ucisă în Holocaust și a fost tradus din neerlandeză în toate limbile majore.
În Țările de Jos se pot distinge diferite stiluri arhitecturale. De-a lungul anilor, s-au construit și păstrat diverse stiluri.
Arhitectura romanescă⁠(d) a fost dezvoltată între anii 950 și 1250. Acest stil arhitectural este cel mai concentrat în provinciile Gelderland și Limburg. Limburg, în special, diferă foarte mult ca stil arhitectural de restul Țărilor de Jos.
Arhitectura gotică a apărut în Țările de Jos aproximativ de pe la 1230. Clădirile gotice aveau adesea ferestre mari, arcade ascuțite și erau bogat decorate. Goticul brabantin⁠(d) a apărut odată cu ascensiunea Ducatului de Brabant și s-a răspândit în provinciile burgunde. Acest stil arhitectural este cel mai concentrat în provincia Brabantul de Nord, cum ar fi Catedrala Sf. Ioan⁠(d) din 's-Hertogenbosch, Biserica Maica Domnului⁠(d) din Breda și Palatul Margrafilor din Bergen op Zoom. 
Ceea ce mulți cunosc ca arhitectură tradițională neerlandeză este arhitectura barocă olandeză⁠(d) (1525 – 1630) și clasicismul (1630 – 1700). Acest stil de arhitectură este evident mai ales în orașele din Olanda de Nord, Olanda de Sud și Zeeland.
Alte stiluri arhitecturale care sunt comune în Țările de Jos sunt stilul Ludovic al XIV-lea⁠(d), Art Nouveau, raționalismul⁠(d), neoclasicismul, expresionismul⁠(d), De Stijl, tradiționalismul⁠(d) și brutalismul.
În Țările de Jos își au originea filozofii Erasmus, Rudolf Agricola⁠(d) și Spinoza. O mare parte din lucrările majore ale lui Descartes au fost realizate în Țările de Jos, unde a studiat la Universitatea din Leiden, la fel ca geologul James Hutton, prim-ministrul britanic John Stuart, președintele SUA John Quincy Adams, laureații Premiului Nobel pentru Fizică Hendrik Lorentz și Enrico Fermi. Omul de știință olandez Christiaan Huygens (1629–1695) a descoperit satelitul lui Saturn, Titan, a susținut că lumina se propagă sub formă de undă, a inventat ceasul cu pendul⁠(d) și a fost primul fizician care a folosit formule matematice. Antonie van Leeuwenhoek a fost primul care a observat și descris organisme unicelulare cu un microscop.
Replici ale clădirilor neerlandeze pot fi găsite în Huis Ten Bosch⁠(d) din Nagasaki, Japonia. Un „sat olandez” similar este construit în Shenyang, China. Morile de vânt, lalelele, saboții din lemn, brânzeturile, ceramica de Delft⁠(d) și canabisul sunt printre articolele asociate cu Țările de Jos de către turiști.

### Sudul Țărilor de Jos

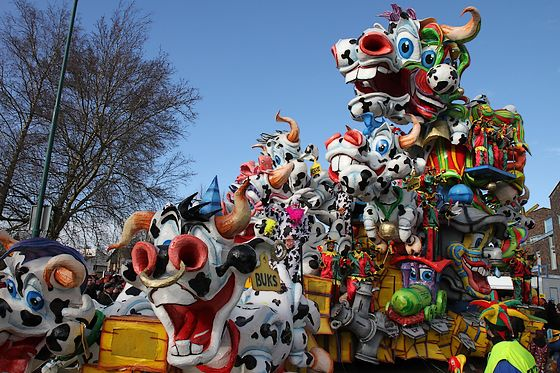
Carnaval în Brabantul de Nord și Limburg

În sudul Țărilor de Jos există câteva festivaluri care au loc rar sau niciodată în restul țării. Aceste sărbători își au originea în tradițiile catolice, între care Carnavalul⁠(d), paradele cu felinare din timpul sărbătorii celor Trei Regi, Ziua Brabanțianului și uriașul Bloemencorso⁠(d). Bloemencorsos aveau loc în multe locuri din Țările de Jos, dar în secolul al XXI-lea, Zundert și Valkenswaard din Brabantul de Nord au devenit principalele locații. 

### Sistemul neerlandez de valori
Societatea neerlandeză este egalitară⁠(d) și modernă. Neerlandezii au o aversiune față de neesențial. Comportamentul ostentativ este de evitat. Neerlandezii sunt mândri de moștenirea lor culturală, bogata istorie artistică⁠(d) și implicarea în afacerile internaționale.

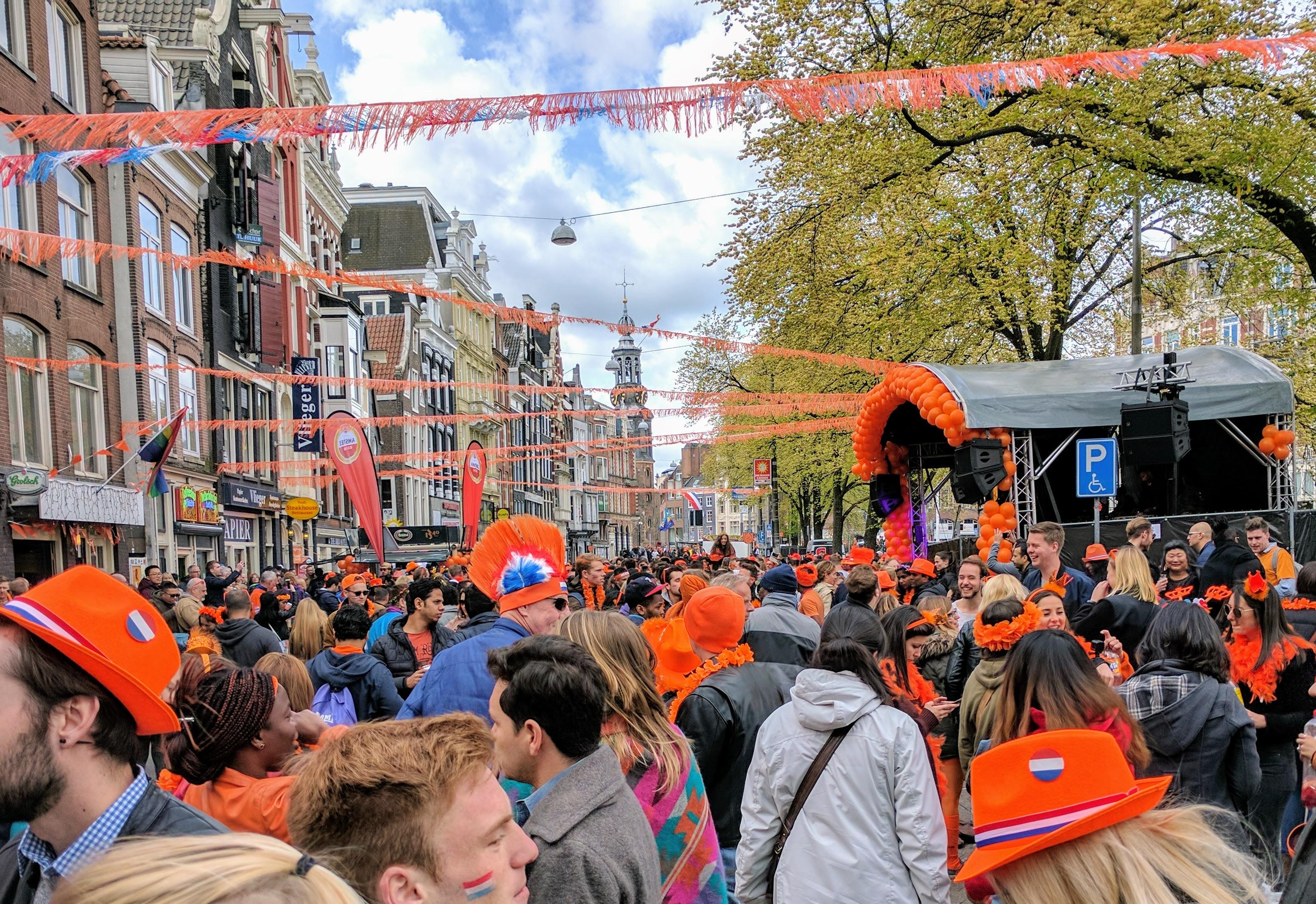
Neerlandezi în portocaliu sărbătoresc la Amsterdam, 2017

Stilul neerlandez de comunicare este deschis și direct, cu o atitudine fără ocolișuri —informalitate combinată cu respectul pentru normele elementare de comportament. Potrivit unei surse pline de umor despre cultura neerlandeză, „abordarea lor directă dă multora impresia că sunt nepoliticoși și grosolani – atribute pe care ei preferă să le numească «deschidere»”. O sursă bine cunoscută mai serioasă despre eticheta neerlandeză este „Dealing with the Dutch” de Jacob Vossestein: „egalitarismul neerlandez este ideea că oamenii sunt egali, mai ales din punct de vedere moral, ceea ce determină, ca urmare, atitudinea oarecum ambiguă pe care o au neerlandezii față de ierarhie și statut”. Ca întotdeauna, manierele diferă de la un grup la altul. A întreba care sunt regulile de bază nu este ceva nepoliticos. „Ceea ce vă poate părea că sunt subiecte spinoase și comentarii abrupte și directe nu sunt mai jenante sau mai neobișnuite pentru neerlandezi decât o discuție despre vreme”.
Țările de Jos sunt una dintre cele mai laice țări ale Europei, iar religia în Țările de Jos este în general considerată o chestiune personală, care nu ar trebui să fie propagată în public, deși rămâne adesea subiect de discuție. Pentru doar 17% din populație, religia este importantă și 14% merg săptămânal la biserică.
Țările de Jos au o istorie lungă de toleranță socială și astăzi sunt considerate o țară liberală, având în vedere politica sa în materie de droguri⁠(d) și legalizarea eutanasiei⁠(d). La 1 aprilie 2001, Țările de Jos au devenit primul stat care a legalizat căsătoria între persoane de același sex.

### Neerlandezii și ecologia
În 2018, Țările de Jos aveau una dintre cele mai mari rate ale emisiilor de dioxid de carbon pe cap de locuitor din Uniunea Europeană, peste cele din Germania, Franța și Belgia. În plus, neerlandezii risipesc mai multe alimente decât orice alt cetățean al UE, de peste trei ori media UE.
În ciuda acestui fapt, Țările de Jos au totuși și o reputație de țară lider în managementul mediului și al populației. În 2015, Amsterdam și Rotterdam s-au clasat pe locul al patrulea, respectiv al cincilea, în Indexul orașelor durabile Arcadis.
Sustenabilitatea este un concept important pentru neerlandezi. Scopul guvernului este de a avea un sistem energetic durabil, fiabil și accesibil, până în 2050, în care emisiile de CO2⁠(d) să fie reduse la jumătate și 40% din electricitate să fie obținută din surse durabile.
Guvernul investește miliarde de euro în eficiența energetică⁠(d), energie durabilă și reducerea emisiilor de CO2. De asemenea, Regatul încurajează companiile neerlandeze să construiască afaceri / proiecte / facilități sustenabile, cu ajutoare financiare de la stat pentru companiile sau persoanele care sunt active în a face țara mai sustenabilă.

### Muzică

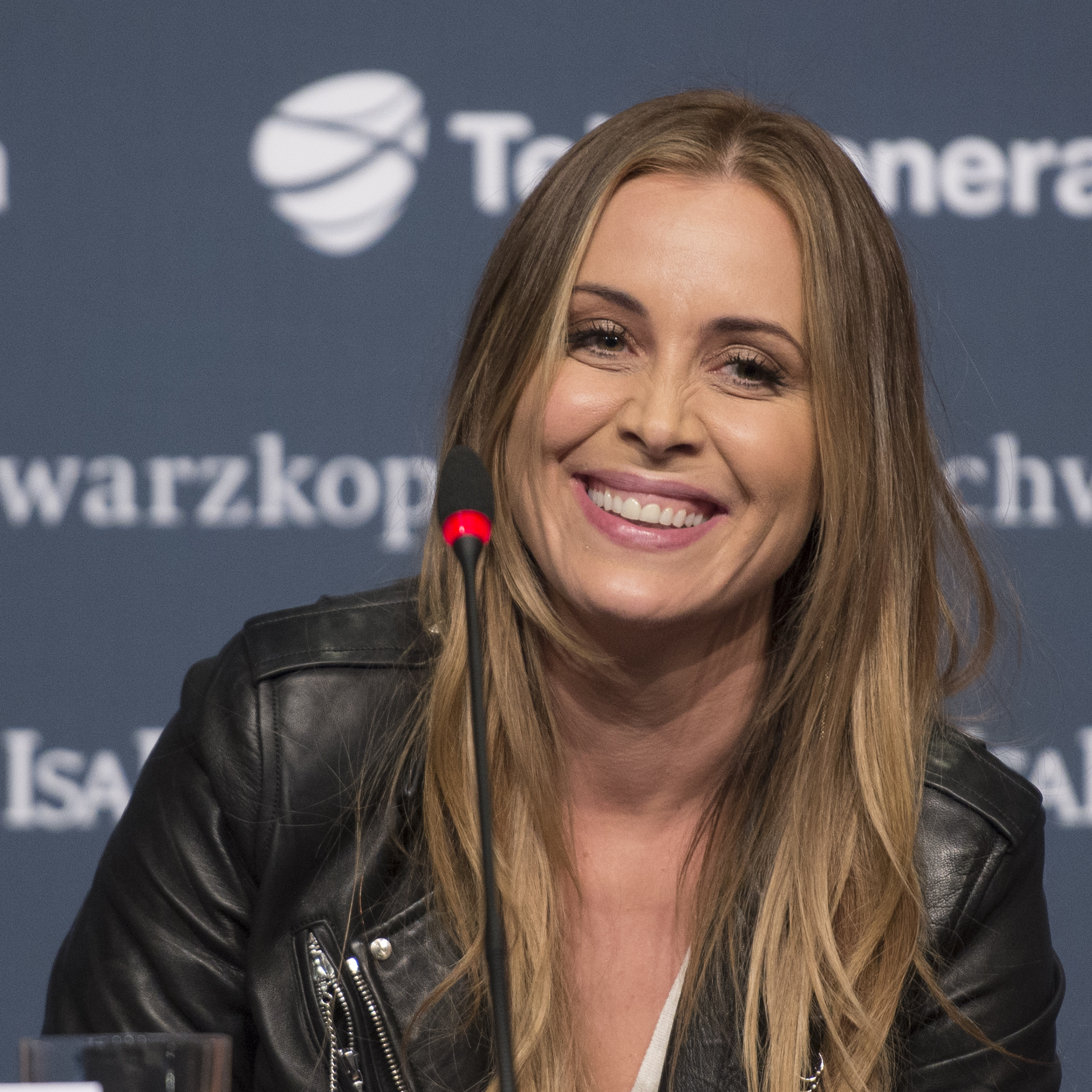
Cântăreața pop Anouk în 2013

Țările de Jos au mai multe tradiții muzicale. Muzica tradițională neerlandeză este un gen cunoscut sub numele de „Levenslied⁠(d)”, adică cântecul vieții, într-o măsură comparabil cu Chansonul francez sau cu Schlagerul⁠(d) german. Aceste cântece au de obicei o melodie și un ritm simplu și o structură simplă de versuri și refrenuri. Temele pot fi ușoare, dar sunt adesea sentimentale și includ dragostea, moartea și singurătatea⁠(d). Instrumentele muzicale tradiționale, cum ar fi acordeonul și flașneta, sunt un element de bază al muzicii levenslied, deși în ultimii ani mulți artiști folosesc și sintetizatoare și chitare. Printre artiștii acestui gen se numără Jan Smit⁠(d), Frans Bauer⁠(d) și André Hazes.
Muzica rock și pop neerlandeză contemporană (Nederpop⁠(d)) a apărut în anii 1960, puternic influențată de muzica pop din Statele Unite și Regatul Unit. În anii 1960 și 1970 versurile erau în mare parte în engleză, iar unele piese erau instrumentale. Trupe precum Shocking Blue⁠(d), Golden Earring⁠(d), Tee Set⁠(d), George Baker Selection⁠(d) și Focus s-au bucurat de succes internațional. Începând cu anii 1980, din ce în ce mai mulți muzicieni pop au început să lucreze în limba neerlandeză, parțial inspirați de succesul uriaș al trupei Doe Maar⁠(d). Astăzi, muzica rock și pop neerlandeză prosperă în ambele limbi, unii artiști înregistrând în ambele.

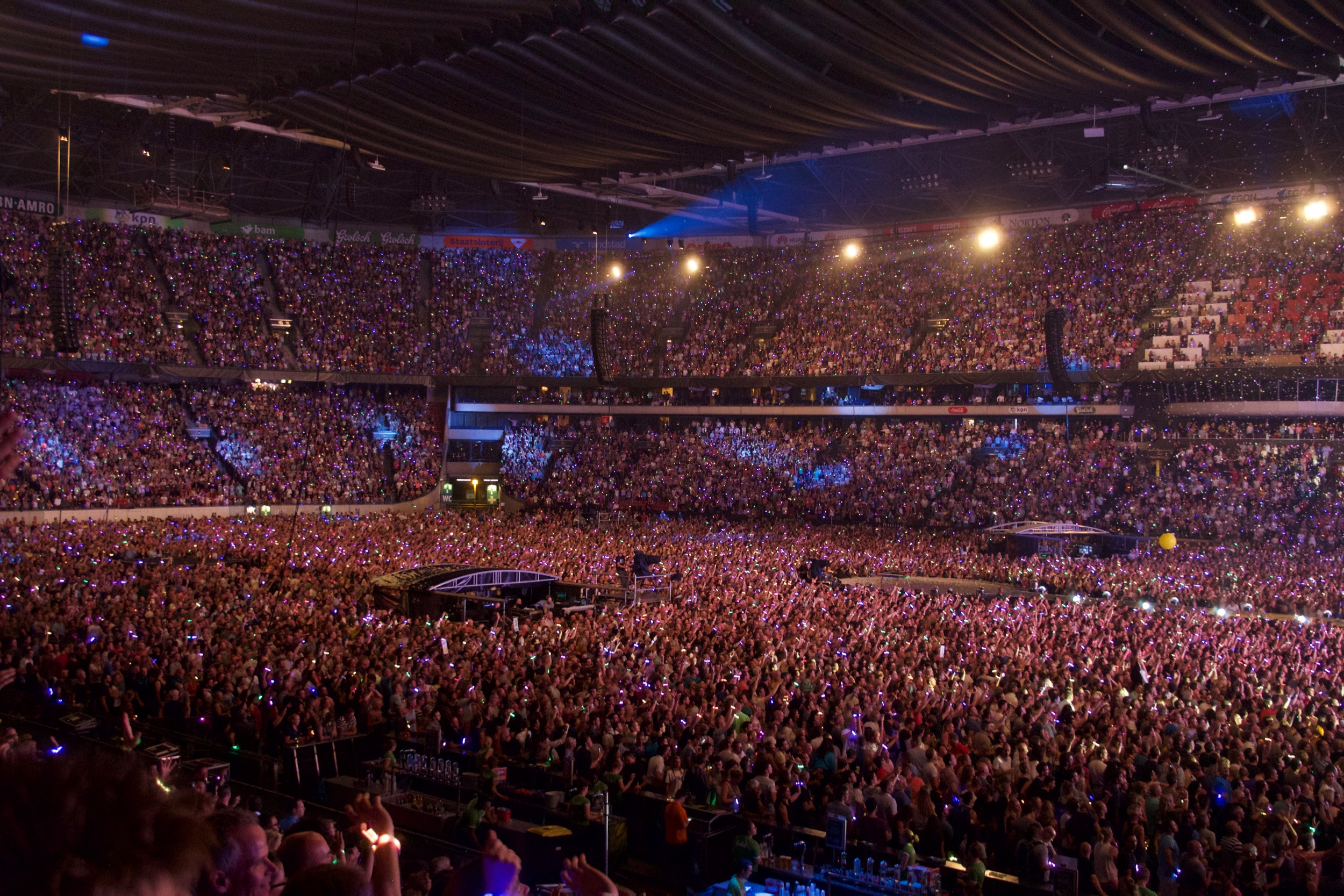
Johan Cruyff Arena, cea mai mare locație de concerte din Țările de Jos

Actualele trupe de metal simfonic Epica, Delain, ReVamp⁠(d), The Gathering⁠(d), Asrai⁠(d), Autumn⁠(d), Ayreon⁠(d) și Within Temptation, precum și cântăreața de jazz și pop Caro Emerald au succes internațional. De asemenea, trupe de metal precum Hail of Bullets⁠(d), God Dethroned⁠(d), Izegrim, Asphyx⁠(d), Textures⁠(d), Present Danger⁠(d), Heidevolk⁠(d) și Slechtvalk⁠(d) sunt invitați frecvent la cele mai mari festivaluri de metal din Europa. Printre vedetele locale contemporane se numără cântăreața pop Anouk, cântăreața pop country Ilse DeLange⁠(d), trupa folk care cântă în dialect sud-ghelderic⁠(d) și limburghez Rowwen Hèze⁠(d), trupa rock BLØF⁠(d) și duo-ul Nick & Simon⁠(d). Trijntje Oosterhuis, una dintre cele mai cunoscute și versatile cântărețe din țară, a realizat mai multe albume cu celebrii compozitori americani Vince Mendoza⁠(d) și Burt Bacharach⁠(d).
Muzica house neerlandeză și belgiană de la începutul anilor 1990 s-au reunit în proiectul eurodance 2 Unlimited. Vanzând 18 milioane de discuri, cei doi cântăreți din trupă sunt cei mai de succes artiști de muzică neerlandezi până în prezent. Piese precum „Get Ready for This⁠(d)” sunt încă teme populare ale evenimentelor sportive din SUA, cum ar fi meciurile din NHL. La mijlocul anilor 1990, rapul și hip hopul în limba neerlandeză (Nederhop⁠(d)) s-au dezvoltat și au devenit populare în Țările de Jos și Belgia. Artiștii cu origini nord-africane, din Caraibe sau din Orientul Mijlociu au influențat puternic acest gen.
Începând cu anii 1990, muzica dance electronică neerlandeză (EDM) a câștigat popularitate pe scară largă în lume sub multe forme, de la trance, techno și gabber până la hardstyle. Unii dintre cei mai cunoscuți DJ de muzică dance din lume provin din Țările de Jos. Între ei se numără Armin van Buuren, Tiësto, Hardwell, Martin Garrix, Dash Berlin⁠(d), Julian Jordan, Nicky Romero, W&W, Don Diablo⁠(d), Ummet Ozcan⁠(d), Sander van Doorn și Afrojack; dintre care primele patru au fost clasate ca fiind cele mai bune din lume în DJ Mag Top 100 DJs⁠(d). Amsterdam Dance Event⁠(d) (ADE) este cea mai importantă conferință de muzică electronică din lume și cel mai mare festival de club pentru numeroasele subgenuri electronice de pe planetă. Acești DJ contribuie și la muzica pop mainstream din lume, deoarece colaborează și produc frecvent pentru artiști internaționali de mare profil.
Țările de Jos au participat la Concursul Muzical Eurovision încă de la prima ediție din 1956 și au câștigat de cinci ori. Cea mai recentă victorie a lor a fost în 2019.
În muzica clasică, Jan Sweelinck⁠(d) este cel mai faimos compozitor neerlandez, Louis Andriessen⁠(d) fiind printre cei mai cunoscuți compozitori clasici neerlandezi în viață. Ton Koopman⁠(d) este un dirijor, organist și clavecinist neerlandez. El este și profesor la Conservatorul Regal din Haga. Violoniști de seamă sunt Janine Jansen⁠(d) și André Rieu. Acesta din urmă, împreună cu Johann Strauss Orchestra⁠(d), a luat muzica clasică și de vals⁠(d) în turnee de concerte la nivel mondial, a căror dimensiune și venituri sunt de calibrul celor mai mari trupe de muzică rock și pop din lume. Cea mai cunoscută compoziție clasică neerlandeză este „Canto Ostinato⁠(d)” de Simeon ten Holt⁠(d), o compoziție minimalistă pentru mai multe instrumente. Renumita harpistă Lavinia Meijer⁠(d) a lansat în 2012 un album cu lucrări de la Philip Glass pe care l-a transcris pentru harpă, cu aprobarea lui Glass însuși. Concertgebouw (terminat în 1888) din Amsterdam găzduiește Royal Concertgebouw Orchestra, considerată una dintre cele mai bune orchestre din lume.

### Filmul și televiziunea
Unele filme neerlandeze – în principal ale regizorului Paul Verhoeven – au avut parte de distribuire și recunoaștere internațională, cum ar fi Turkish Delight⁠(d) ("Turcs Fruit ", 1973), Soldier of Orange⁠(d) ("Soldaat van Oranje", 1977), Spetters (1980) și The Fourth Man⁠(d) („De Vierde Man”, 1983). Verhoeven a continuat să regizeze mari filme de la Hollywood precum RoboCop (1987), Total Recall (1990) și Basic Instinct (1992) și a revenit cu filmul neerlandez Black Book⁠(d) ("Zwartboek", 2006).
Alți regizori de film neerlandezi cunoscuți sunt Jan de Bont (Speed), Anton Corbijn⁠(d) (A Most Wed Man⁠(d)), Dick Maas⁠(d) (De Lift⁠(d)), Fons Rademakers (The Assault⁠(d)) și realizatorii de documentare Bert Haanstra⁠(d) și Joris Ivens. Regizorul de film Theo van Gogh⁠(d) a obținut notorietate internațională în 2004, când a fost ucis de Mohammed Bouyeri⁠(d) pe străzile din Amsterdam, după ce a regizat scurtmetrajul Submission.
Pe plan internațional, regizori de imagine din Țările de Jos sunt Hoyte van Hoytema⁠(d) (Interstellar, Spectre, Dunkirk) și Theo van de Sande⁠(d) (Wayne's World⁠(d) și Blade). Van Hoytema a studiat la Școala Națională de Film din Łódź (Polonia), iar Van de Sande a studiat la Academia de Film a Țărilor de Jos. Printre actorii neerlandezi de succes internațional se numără Famke Janssen (X-Men), Carice van Houten⁠(d) (Game of Thrones), Michiel Huisman⁠(d) (Game of Thrones), Rutger Hauer (Blade Runner), Jeroen Krabbé⁠(d) (The Living Daylights⁠(d)) și Derek de Lint⁠(d) (Three Men and a Baby⁠(d)).
Țările de Jos au o piață de televiziune bine dezvoltată, cu mai mulți radiodifuzori comerciali și publici. Programele TV importate, precum și interviurile cu răspunsuri într-o limbă străină, sunt aproape întotdeauna afișate cu sunetul original și subtitrate. Sunt dublate doar emisiunile și filmele străine pentru copii.
Exporturile TV din Țările de Jos iau în principal forma unor formate și francize specifice, în special prin intermediul conglomeratului de producție TV activ la nivel internațional Endemol⁠(d), fondat de magnații⁠(d) media neerlandezi John de Mol și Joop van den Ende⁠(d). Cu sediul central în Amsterdam, Endemol are aproximativ 90 de companii în peste 30 de țări. Endemol și filialele sale creează și conduc francize de reality, talent și game show la nivel mondial, între care Big Brother și Deal or No Deal. Mai târziu, John de Mol și-a înființat propria companie Talpa⁠(d), care a creat francize de spectacole precum The Voice și Utopia⁠(d).

### Sport

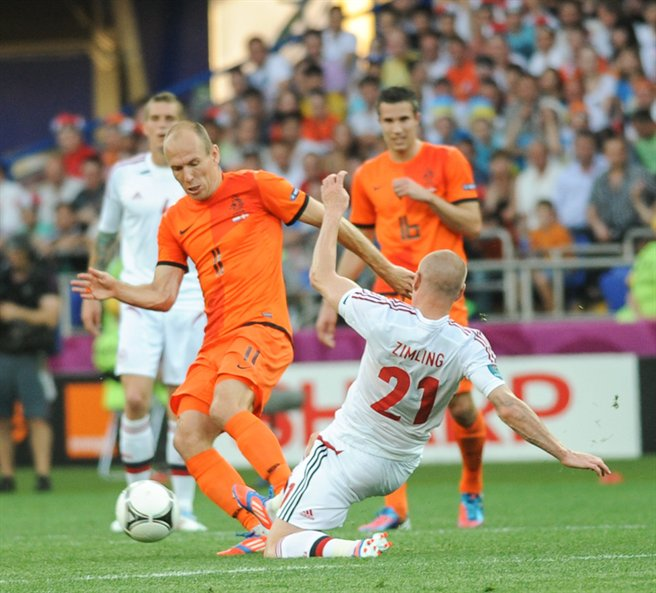
Fotbaliștii-vedetă neerlandezi Arjen Robben și Robin van Persie în timpul unui meci al Țărilor de Jos împotriva Danemarcei la Euro 2012

Aproximativ 4,5 milioane din cei 16,8 milioane de locuitori ai Țărilor de Jos sunt înregistrați la unul dintre cele 35.000 de cluburi sportive din țară. Aproximativ două treimi din populația între 15 și 75 de ani participă săptămânal la activități sportive. Fotbalul este cel mai popular sport ca numără de participanți în Țările de Jos, înaintea hocheiului pe iarbă și voleiului, fiind al doilea și al treilea sport de echipă ca popularitate. Echipa națională de fotbal a Țărilor de Jos este una dintre cele mai populare aspecte ale sportului neerlandez; mai ales din anii 1970, când unul dintre cei mai mari fotbaliști ai tuturor timpurilor, Johan Cruyff, a dezvoltat fotbalul total împreună cu antrenorul Rinus Michels. Tenisul, gimnastica și golful sunt cele trei cele mai practicate sporturi individuale.
Organizarea sportului a început la sfârșitul secolului al XIX-lea și începutul secolului al XX-lea. Au fost înființate federații pentru sport (cum ar fi federația de patinaj viteză în 1882), regulile au fost unificate și au apărut cluburi sportive. Un Comitet Olimpic Național⁠(d) a fost înființat în 1912. Până acum, țara a câștigat 266 de medalii la Jocurile Olimpice de vară și alte 110 medalii la Jocurile Olimpice de iarnă. În competițiile internaționale, echipele naționale și sportivii neerlandezi domină în mai multe domenii ale sportului. Echipa feminină de hochei pe iarbă a Țărilor de Jos este cea mai de succes echipă din istoria Cupei Mondiale⁠(d). Echipa de baseball a Țărilor de Jos a câștigat campionatul european⁠(d) de 20 de ori din 32 de ediții. Kickboxerii olandezi K-1 au câștigat Marele Premiu Mondial K-1⁠(d) de 15 ori din 19 turnee. Echipa de handbal feminin a Țărilor de Jos deține recordul ca singura echipă din lume care a ajuns consecutiv în toate cele șase semifinale ale turneelor internaționale majore începând cu 2015, câștigând argint și bronz la Campionatul European de Handbal Feminin și argint, bronz și aur la Campionatul Mondial de Handbal Feminin. A terminat pe locul patru la Jocurile Olimpice de vară din 2016.
Performanța patinatorilor de viteză neerlandezi la Jocurile Olimpice de iarnă din 2014, unde au câștigat 8 din 12 probe, 23 din 36 de medalii, inclusiv 4 probe unde au luat toate medaliile, este cea mai dominantă performanță într-un singur sport din istoria olimpică. Cursele de motociclete de la TT Circuit Assen⁠(d) au o istorie lungă. Assen este singura locație care a organizat o rundă a Campionatului Mondial de Motociclete în fiecare an de la crearea sa în 1949. Circuitul a fost construit special pentru TT neerlandez în 1954, evenimentele anterioare având loc pe drumurile publice.
Olandezii au avut, de asemenea, succes în toate cele trei Mari Tururi de ciclism, Jan Janssen⁠(d) câștigând Turul Franței din 1968⁠(d), mai recent Tom Dumoulin câștigând Giro d'Italia 2017⁠(d) și legendarul rutier Joop Zoetemelk fiind campion mondial UCI 1985, câștigătorul Vuelta a Espana din 1979⁠(d), Turului Franței din 1980⁠(d) și încă deține, singur sau la egalitate, numeroase recorduri în Turul Franței, inclusiv cele mai multe tururi terminate și cei mai mulți kilometri parcurși.
Max Verstappen concurează în prezent în Formula 1 și a fost primul neerlandez care a câștigat un Grand Prix și primul neerlandez care a câștigat un Campionat Mondial al piloților de Formula 1. El a fost și cel mai tânăr pilot, debutând la vârsta de 17 ani și a devenit cel mai tânăr câștigător de cursă la vârsta de 18 ani. Deasemenea, el deține mai multe recorduri în Formula 1, inclusiv cel pentru cele mai multe victorii într-un sezon (19 în 2023), cel mai mare procentaj de victorii într-un sezon (86,36% în 2023) și cele mai multe victorii consecutive (10, între Marele Premiu de la Miami din 2023 și Marele Premiu al Italiei din 2023). . Stațiunea de coastă Zandvoort a găzduit Marele Premiu al Țărilor de Jos din 1958 până în 1985. Cursa a revenit la Zandvoort pentru sezonul 2021, după renovări majore, și a fost câștigată de Max Verstappen, acesta devenind primul pilot de naționalitate neerlandeză care câștigă Marele Premiu al Țărilor de Jos.
Echipa națională masculină de volei a avut și ea multe succese, câștigând medalia de argint la Jocurile Olimpice de vară din 1992⁠(d) și medalia de aur patru ani mai târziu⁠(d) la Atlanta. Cel mai mare succes al echipei naționale feminine a fost câștigarea Campionatului European în 1995 și a Marelui Premiu Mondial în 2007.
Crichetul a făcut progrese remarcabile în ultimii ani în Țările de Jos. Echipa națională a participat la Cupa Mondială de cricket ODI în 1996, 2003, 2007 și 2011 și s-a calificat și la Cupa Mondială T20 2009 și 2014. La Cupa Mondială T20 din 2009, Țările de Jos au învins Anglia, campioana mondială en-titre și inventatoarea jocului. Ryan ten Doeschate este singurul jucător neerlandez care a jucat în IPL în echipa Kolkata Knight Riders⁠(d).

### Gastronomie
La început, bucătăria țării a fost modelată de practicarea pescuitului și agriculturii, inclusiv cultivarea de sol pentru cultivarea plantelor și creșterea animalelor domestice. Bucătăria neerlandeză este simplă și conține multe produse lactate. Micul dejun și prânzul sunt de obicei pâine cu diverse mâncăruri puse pe ea, cu cereale pentru micul dejun ca alternativă. În mod tradițional, cina constă din cartofi, o porție de carne și legume (de sezon). Regimul alimentar neerlandez era relativ bogată în carbohidrați și grăsimi, reflectând nevoile alimentare ale muncitorilor a căror cultură a modelat țara. Fără multe rafinamente, ea este cel mai bine descrisă ca rustică, deși multe sărbători sunt încă ocazii de pregătire a unor mâncăruri speciale. În cursul secolului al XX-lea, acest regim s-a schimbat și a devenit mult mai cosmopolit, majoritatea bucătăriilor globale fiind reprezentate în marile orașe.
Autorii culinari moderni disting între trei forme regionale generale ale bucătăriei neerlandeze. Regiunile din nord-estul Țărilor de Jos, aproximativ provinciile Groningen, Friesland, Drenthe, Overijssel și Gelderland la nord de marile râuri⁠(d) sunt zonele cel mai puțin populate din Țările de Jos. Introducerea târzie (secolul al XVIII-lea) a agriculturii pe scară largă a făcut ca bucătăria să fie în general cunoscută pentru numeroasele sale tipuri de carne. Relativa lipsă a fermelor a permis o abundență de vânat și de animale domestice⁠(d), deși mâncărurile din apropierea regiunilor de coastă din Friesland, Groningen și parțial Overijssel care se învecinează cu IJsselmeer includ și o cantitate mare de pește. Diferiții cârnați uscați, aparținând celei familiei metworst⁠(d) de cârnați neerlandezi, se găsesc în toată această regiune și sunt foarte apreciați pentru gustul lor adesea foarte puternic. Cârnații afumati sunt și ei prezenți, dintre care (Gelderse) Rookworst⁠(d) este cel mai renumit. Cârnatul conține multă grăsime și este foarte suculent. Cârnații mai mari sunt adesea consumați alături de Stamppot⁠(d), Hutspot⁠(d) sau zuurkool (varza murată); iar cei mai mici sunt adesea consumați ca mâncare de stradă⁠(d). La țară se face și pâine de secară⁠(d) cu textură tare, produse de patiserie și prăjituri, acestea din urmă foarte condimentate cu ghimbir sau fructe confiate⁠(d) sau conținând bucăți mici de carne. Sunt considerate tipice diferite tipuri de Kruidkoek (cum ar fi Groninger koek⁠(d)), Fryske dúmkes⁠(d) și spekdikken⁠(d) (clătite mici sărate gătite într-un fier de vafe). O caracteristică notabilă a lui Fries roggebrood (pâine frizonă de secară) este timpul lung de coacere (până la 20 de ore), rezultând un gust dulce și o culoare profunxd închisă. În ceea ce privește băuturile alcoolice, regiunea este renumită pentru numeroasele sale bitteruri⁠(d) (cum ar fi Beerenburg⁠(d)) și alte băuturi alcoolice decât berea, care este, în afară de Jenever⁠(d), tipică pentru restul țării. Fiind o regiune de coastă, în Friesland se află pajiști joase și, prin urmare, are o producție de brânză comună cu bucătăria occidentală. Friese Nagelkaas este un exemplu notabil.
Provinciile Olanda de Nord, Olanda de Sud, Zeeland și Utrecht și zona gelderlandică din Betuwe⁠(d) alcătuiesc regiunea în care se găsește bucătăria vest-neerlandeză. Datorită abundenței de apă și pajiști plate care se găsesc aici, zona este cunoscută pentru numeroasele sale produse lactate, care includ brânzeturi cunoscute precum Gouda⁠(d), Leyden⁠(d) (brânză condimentată cu chimen) și Edam⁠(d) (tradițional sub formă de mici sfere), precum și Leerdammer⁠(d) și Beemster⁠(d), în timp ce zona adiacentă Zaanstreek⁠(d) din Olanda de Nord este cunoscută încă din secolul al XVI-lea pentru maioneza, muștarul integral specific și industria ciocolatei. Zeeland și Olanda de Sud produc mult unt, care conține o cantitate mai mare de grăsime din lapte⁠(d) decât majoritatea altor soiuri de unt europene. Un produs secundar al procesului de fabricare a untului, karnemelk (lapte bătut), este de asemenea considerat tipic pentru această regiune. Mâncărurile marine, cum ar fi heringul⁠(d), midiile (numite Zeeuwse Mossels, deoarece toate midiile consumate în Țările de Jos sunt curățate în Oosterschelde din Zeeland), anghilele, stridiile și creveții sunt disponibile pe scară largă și specifice regiunii. Kibbeling⁠(d), cândva o delicatesă locală constând din bucăți mici de pește alb măcinat, a devenit un fast-food național, la fel ca lekkerbek⁠(d). Produsele de patiserie din această zonă tind să fie păstoase și adesea conțin cantități mari de zahăr; fie caramelizat, pudră sau cristalizat. Oliebol⁠(d) (în forma sa modernă) și bolusul Zeeuwse⁠(d) sunt exemple bune. De asemenea, prăjiturile sunt produse în număr mare și tind să conțină mult unt și zahăr, cum ar fi stroopwafel, precum și un fel de umplutură, mai ales migdale, cum ar fi gevulde koek⁠(d). Băuturile alcoolice tradiționale din această regiune sunt berea (lager blond tare) și Jenever⁠(d), o băutură spirtoasă cu aromă de ienupăr, care a ajuns să fie cunoscut în Anglia sub numele de gin. Advocaat, o excepție remarcabilă în peisajul alcoolic tradițional neerlandez: un lichior bogat și cremos făcut din ouă, zahăr și coniac, este și el originar din această regiune.
Bucătăria sud-neerlandeză este formată din bucătăria din provinciile olandeze Brabantul de Nord și Limburg, precum și din regiunea flamandă a Belgiei. Este renumită pentru numeroasele sale produse de patiserie, pentru supe, tocane și mâncăruri din legume și este adesea numită „burgundă”, un idiom neerlandez care invocă bogata curte din Burgundia care a dominat Țările de Jos în Evul Mediu, renumită pentru splendoarea ei și pentru marile festinuri. Este singura regiune culinară neerlandeză care a dezvoltat un haute cuisine. Produsele de patiserie sunt abundente, adesea cu umpluturi bogate în smântână, cremă sau fructe. Prăjiturile, cum ar fi Vlaai⁠(d) din Limburg și Moorkop și Bossche Bol⁠(d) din Brabant, sunt produse de patiserie tipice. Există și produse de patiserie cu carne, cel mai popular fiind worstenbroodje (un rulou cu un cârnat de carne de vită tocată⁠(d), tradus literal ca „pâine cu cârnat”). Băutura alcoolică tradițională a regiunii este berea. Există multe mărci locale, de la Trappist⁠(d) la Kriek⁠(d). 5 din cele 10 fabrici de bere recunoscute de Asociația Internațională Trappist în lume, sunt situate în zona culturală a Sudului Țărilor de Jos. Berea, ca și vinul în bucătăria franceză, este folosită și în gătit; adesea în tocane.
La începutul anului 2014, Oxfam⁠(d) a clasat Țările de Jos drept țara cu cele mai hrănitoare, abundente și sănătoase alimente, în comparație cu 125 de alte țări.

### Patrimoniul cultural colonial

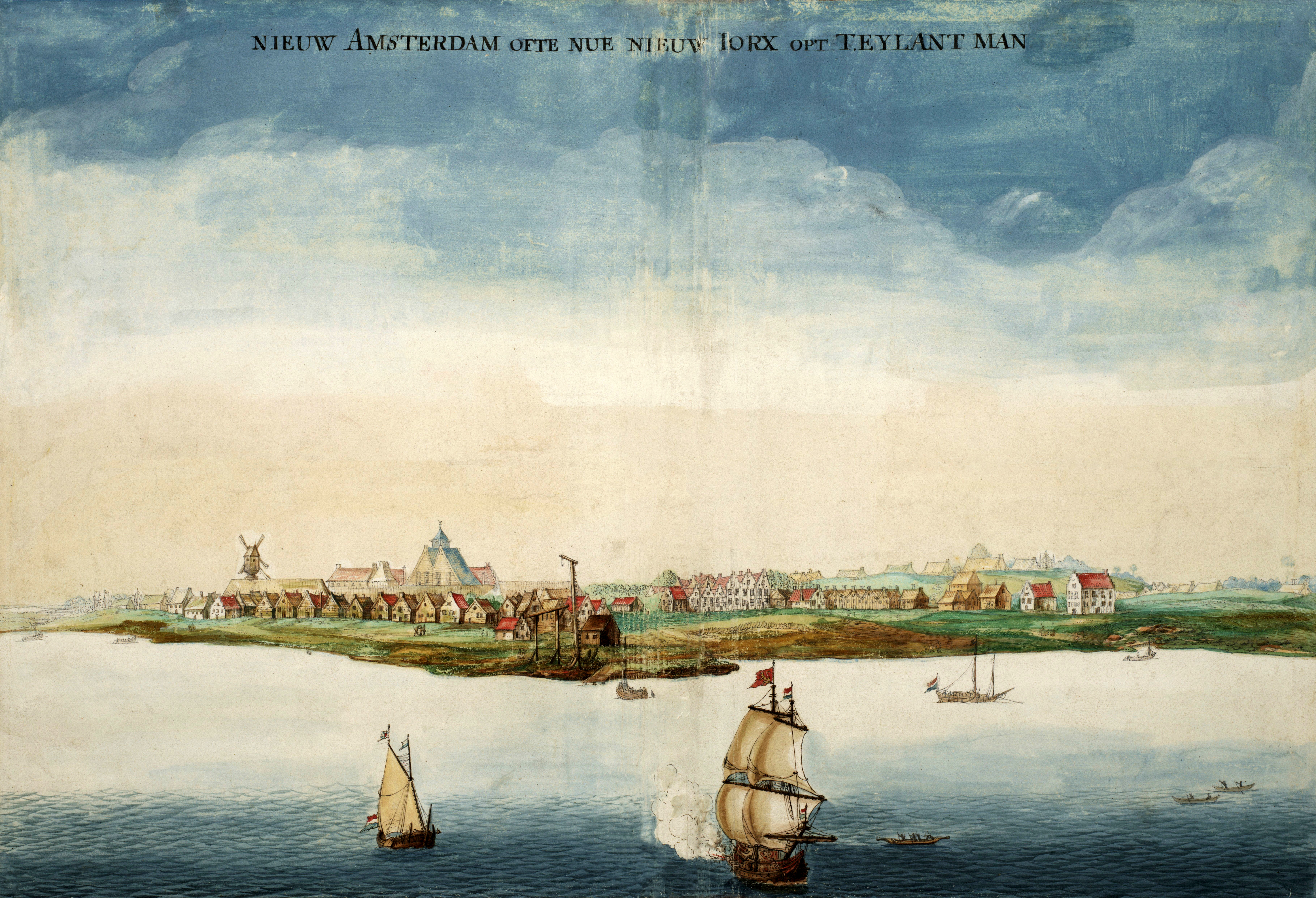
Noul Amsterdam așa cum arăta în 1664. Sub stăpânire britanică, a devenit cunoscut sub numele de New York.

De la exploatările din Imperiul Mogul din secolul al XVII-lea, până la colonizările din secolul al XIX-lea, posesiunile imperiale neerlandeze au continuat să se extindă, atingând cea mai mare amploare prin instaurarea hegemoniei Indiilor de Est Neerlandeze la începutul secolului al XX-lea. Indiile de Est Neerlandeze, care mai târziu au format Indonezia modernă, a fost una dintre cele mai valoroase colonii europene din lume și cea mai importantă pentru Țările de Jos. Peste 350 de ani de patrimoniu cultural comun au lăsat o amprentă culturală semnificativă în Țările de Jos.
În Epoca de Aur Neerlandeză a secolului al XVII-lea, Țările de Jos s-au urbanizat considerabil, în mare parte finanțate din veniturile corporative provenite din monopolurile comerciale din Asia. Statutul social al negustorilor era bazat pe veniturile lor, ceea ce a redus feudalismul și a schimbat considerabil dinamica societății neerlandeze. Când s-a format instituiția familiei regale în 1815, o mare parte din bogăția acesteia provenea din comerțul colonial.

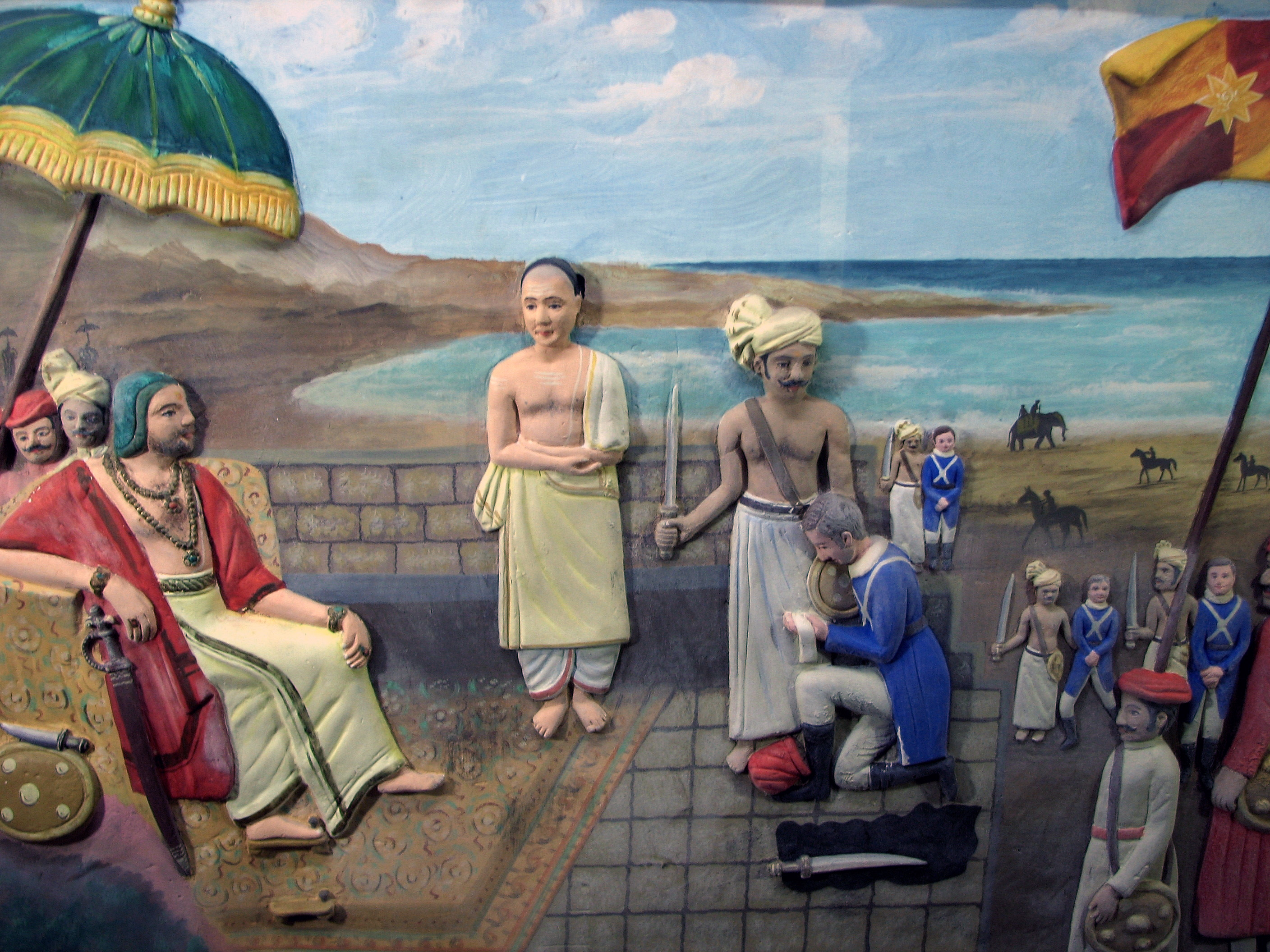
de la Compania Neerlandeză a Indiilor de Est se predă maharajahului din Regatul Indian Travancore după. (Reprezentare la)

Până în secolul al XVII-lea, Compania Neerlandeză a Indiilor de Est și-a stabilit baza în anumite părți din Ceylon (Sri Lanka de astăzi). Ulterior, ea și-a înființat porturi în Malabarul ocupat de Țările de Jos⁠(d), ceea ce a făcut să apară așezări și posturi comerciale neerlandeze în India⁠(d). Cu toate acestea, expansiunea lor în India a fost oprită, după înfrângerea lor în bătălia de la Colachel de către Regatul Travancore⁠(d), în timpul războiul între Travancore și Țările de Jos⁠(d). Neerlandezii nu și-au revenit niciodată după înfrângere și nu au mai reprezentat o mare amenințare colonială pentru Bengal Subah⁠(d).
Universități precum cea din Leiden, fondată în secolul al XVI-lea, s-au dezvoltat în centre de cunoștințe de top pentru studiile sud-est-asiatice și indoneziene. Universitatea din Leiden a produs cadre universitare de top, cum ar fi Christiaan Snouck Hurgronje⁠(d), și încă mai are cadre universitare care se specializează în limbile și culturile indoneziene. Universitatea din Leiden și în special KITLV⁠(d) sunt instituții educaționale și științifice care, până în prezent, împărtășesc un interes atât intelectual, cât și istoric pentru studiile indoneziene. Printre alte instituții științifice din Țările de Jos se numără Tropenmuseum⁠(d) din Amsterdam, un muzeu antropologic având masive colecții de artă, cultură, etnografie și antropologie indoneziană.

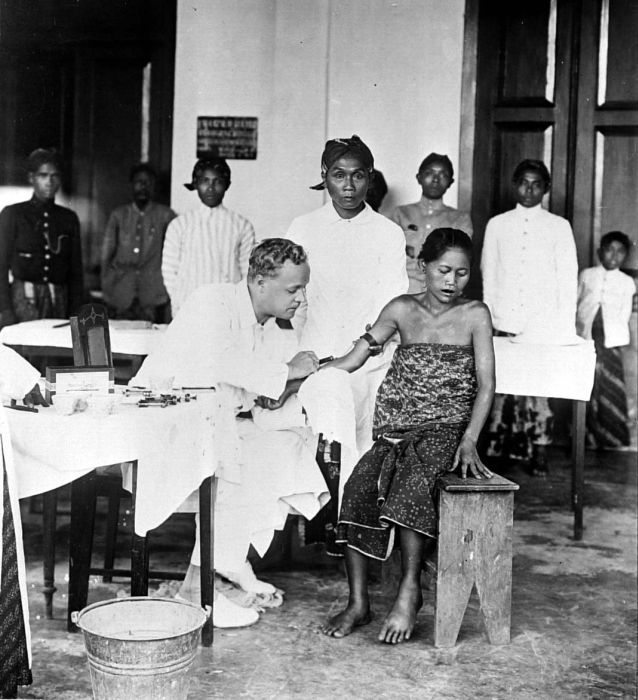
Medic neerlandez care vaccinează pacienți indonezieni

Tradițiile Armatei Regale Neerlandeze a Indiilor de Est⁠(d) (KNIL) sunt păstrate de Regimentul Van Heutsz⁠(d) al Armatei Regale Neerlandeze moderne. Muzeul Bronbeek⁠(d) dedicat acesteia, fostă casă pentru soldații KNIL pensionați, există în Arnhem până în prezent.
Un segment specific al literaturii neerlandeze, numită literatura Indiilor Neerlandeze încă există și include scriitori consacrați, precum Louis Couperus, autorul cărții „Forța ascunsă”, care ia epoca colonială drept sursă importantă de inspirație. Una dintre marile capodopere ale literaturii neerlandeze⁠(d) este cartea „Max Havelaar”, scrisă de Multatuli în 1860.
Majoritatea neerlandezilor care s-au repatriat în Țările de Jos după și în timpul revoluției indoneziene sunt indo (eurasiatici), originari din insulele Indiilor de Est Neerlandeze. Această populație eurasiatică relativ mare se dezvoltase pe o perioadă de 400 de ani și era clasificată de dreptul colonial ca aparținând comunității juridice europene. În neerlandeză, ei sunt denumiți Indische Nederlanders sau Indo (prescurtare de la indo-european). 
Numărând și urmașii lor de a doua generație, persoanele indo sunt în prezent cel mai mare grup născut în străinătate din Țările de Jos. În 2008, Biroul Central de Statistică (CBS) al Țărilor de Jos a înregistrat 387.000 de indo din prie și a doua generație rezidenți în țară. Deși considerați pe deplin asimilați în societatea neerlandeză, ca principală minoritate etnică din Țările de Jos, acești „repatriați” au jucat un rol esențial în introducerea elementelor culturii indoneziene în cultura mainstream neerlandeză.
Multe feluri de mâncare și produse alimentare indoneziene au devenit obișnuite în Țările de Jos. Rijsttafel⁠(d), un concept culinar colonial, și mâncăruri precum Nasi goreng⁠(d) și Satay⁠(d) sunt foarte populare în țară. Practic, orice oraș de orice dimensiune din Țările de Jos are un „toko” (un magazin indonezian) sau un restaurant sino-indonezian, și se organizează pe tot parcursul anului multe târguri „Pasar Malam⁠(d)” (târg de seară în malaeză/indoneziană).